# Salon international de l'automobile de Genève 2019
L'édition 2019 du salon international de l'automobile de Genève est un salon automobile annuel qui se tient du 7 au 17 mars 2019 à Genève. Il s'agit de la 89e édition internationale de ce salon organisé pour la première fois en 1905.

## Présentation

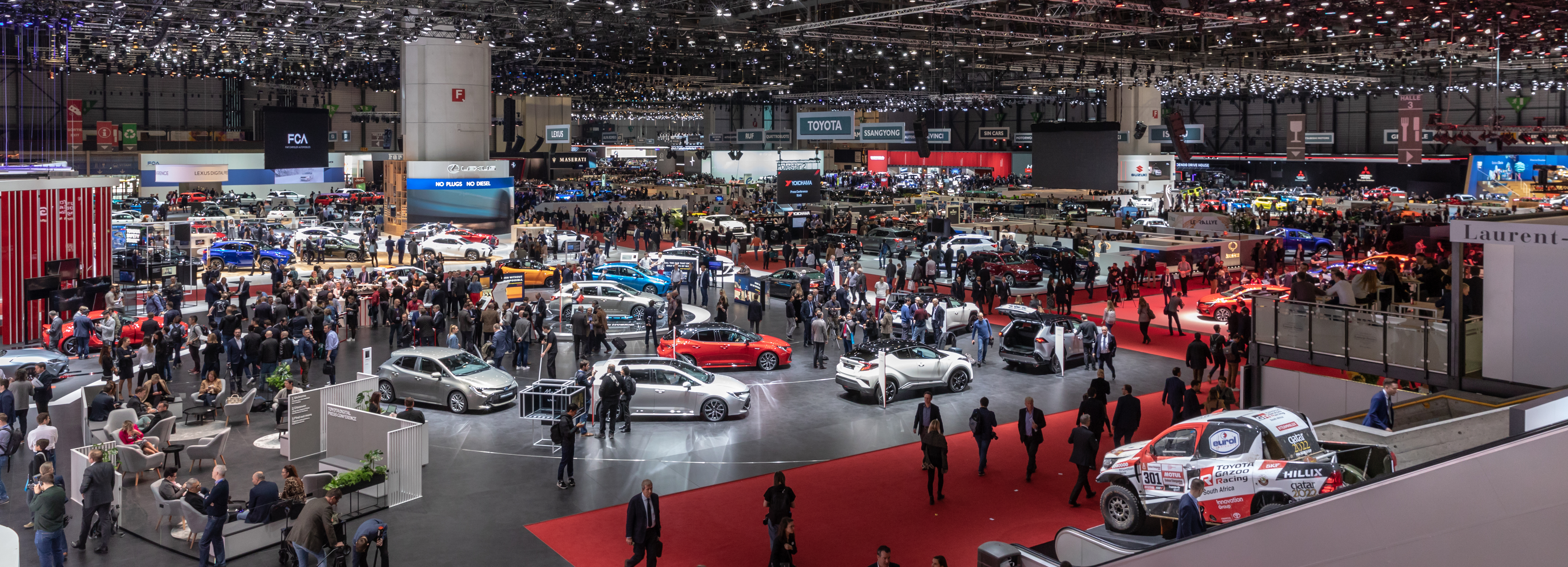

Cette année 2019 de nombreux constructeurs automobiles sont absents de l'édition  du salon de Genève comme pour les Mondial de l'automobile de Paris 2016 et 2018, ou encore le Salon de Francfort 2017. Ainsi ce sont Jaguar, Land Rover, DS Automobiles, Alpine, Opel, Ford, Mini, Volvo, Infiniti, Hyundai, Cadillac, Tesla et Chevrolet qui ont déclaré forfait cette année.
À l'inverse, de nouveaux constructeurs font leur apparition comme :
- le russe Z'ART
- le grec RCH
- l'estonien Nobe
- le suisse Kyburz
- le français Devinci
- l'italien Fornasari
- le turc Ertex
- ou le chinois Aiways, qui travaille notamment avec Roland Gumpert pour la production de la RG Nathalie, et présente sa supercar basée sur cette dernière[5], dévoilée au Salon automobile de Pékin 2018, ainsi qu'un SUV électrique[6].

### Voiture de l'année
Pour la huitième année, le trophée européen de la voiture de l'année (Car of the Year) y a été décerné la veille de l'ouverture aux journées presse, le 4 mars. C'est le Jaguar I-Pace qui remporte le titre 2019, bien que le constructeur soit absent du salon, comme Alpine, dont l'A110 a fini seconde, à égalité de points avec l'I-Pace.

### Bilan et fréquentation
Avec 602 000 entrées, le salon s'est clôturé sur une baisse de fréquentation de 9 % par rapport à 2018, confirmant une tendance constatée lors des salons de Detroit, Paris et Francfort.
Près de 10 000 représentants des médias du monde entier ont couvert plus de 151 premières mondiales et européennes[réf. souhaitée].

## Exposition

### Nouveautés
- Abarth 595 Esseesse
- Abarth 124 Rally Tribute
- Alfa Romeo Giulia Alfa Romeo Racing
- Alfa Romeo Stelvio Alfa Romeo Racing
- Aston Martin RB003
- Aston Martin Valkyrie
- Audi SQ5 TDI
- Audi R8 V10 Decennium
- BAIC Arcfox-GT Street
- Bentley Bentayga Speed
- Bentley Continental GTC
- Bentley Continental GT Number 9 Edition
- BMW 330e
- BMW X3 M
- BMW X4 M
- Bugatti La Voiture Noire
- Dacia Duster Techroad
- Ferrari F8 Tributo
- Ginetta Akula
- Hispano Suiza Carmen
- Hispano Suiza Maguari HS1 GTC
- Kia e-Soul
- Koenigsegg Jesko
- Lamborghini Aventador SVJ Roadster
- Lamborghini Huracán
- Lamborghini Huracán Spyder
- Mazda 3 IV
- Mazda CX-30
- Mazda MX-5 30e anniversaire
- Mercedes-AMG GT R Roadster
- Mercedes CLA II
- Mercedes-Benz CLA Shooting Brake
- Morgan Plus 6
- Peugeot 208 II
- Piëch GT Mk0[9]
- Polestar 2
- Porsche 911 cabriolet
- Puritalia Berlinetta[10]
- Renault Clio V
- RG Nathalie
- Škoda Kamiq
- Škoda Scala
- SsangYong Korando IV
- SsangYong Musso Grand
- Toyota Aygo x-cite et x-style
- Toyota Supra (2019)
- VinFast LUX V8[11]
- Volkswagen T-Roc R
- Volkswagen Touareg V8 TDI

Nouveautés
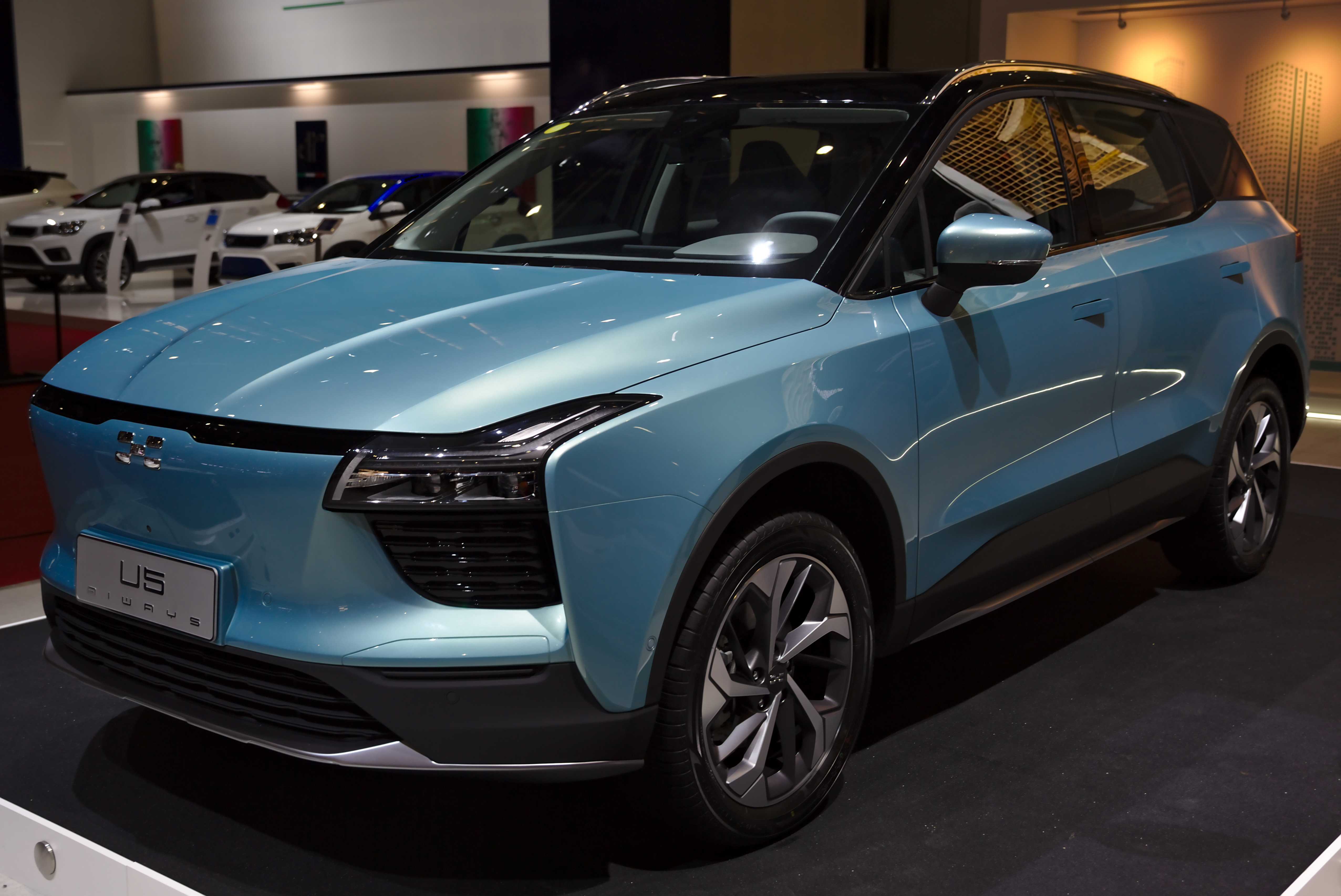
Aiways U5 Ion
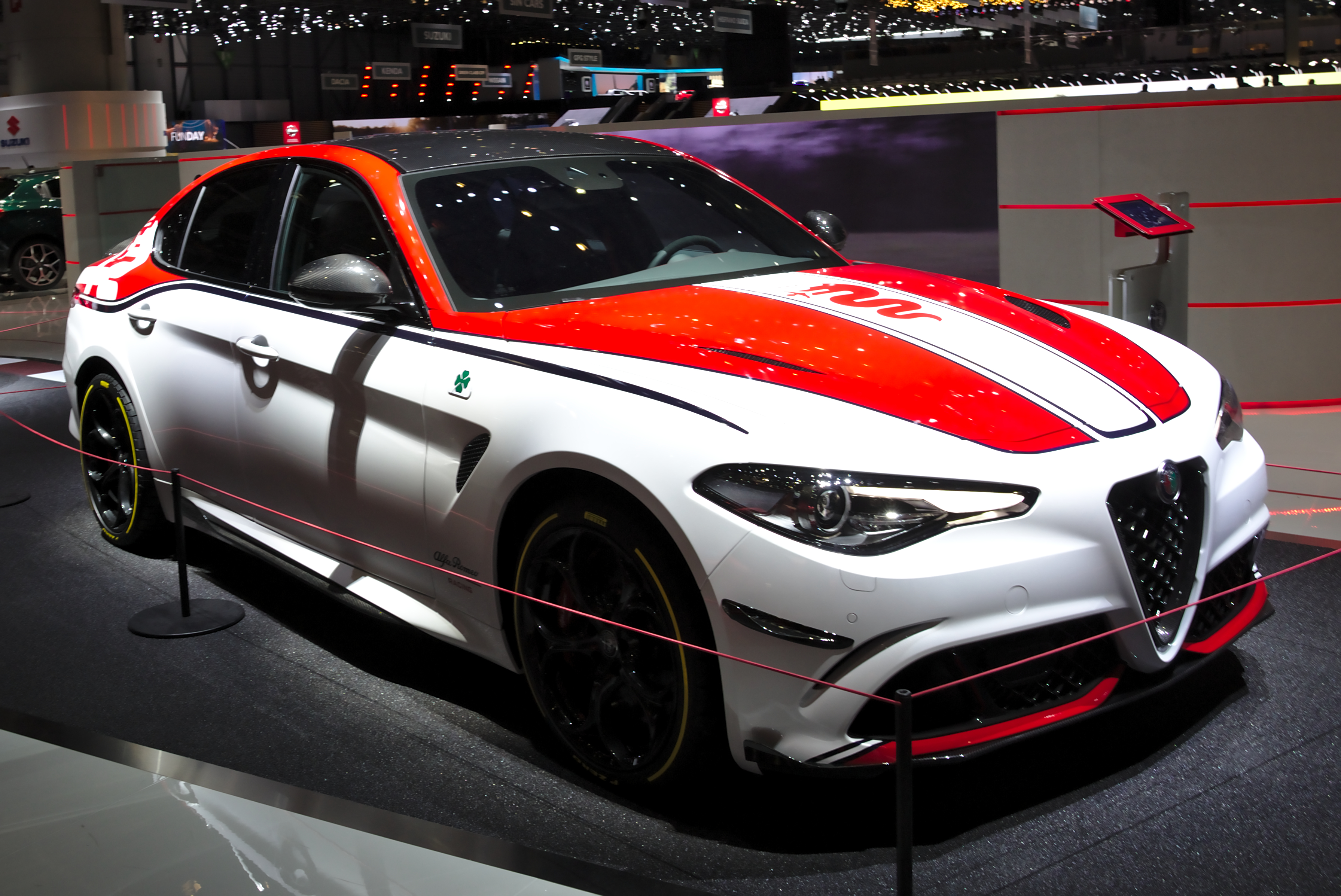
Alfa Romeo Giulia Alfa Romeo Racing
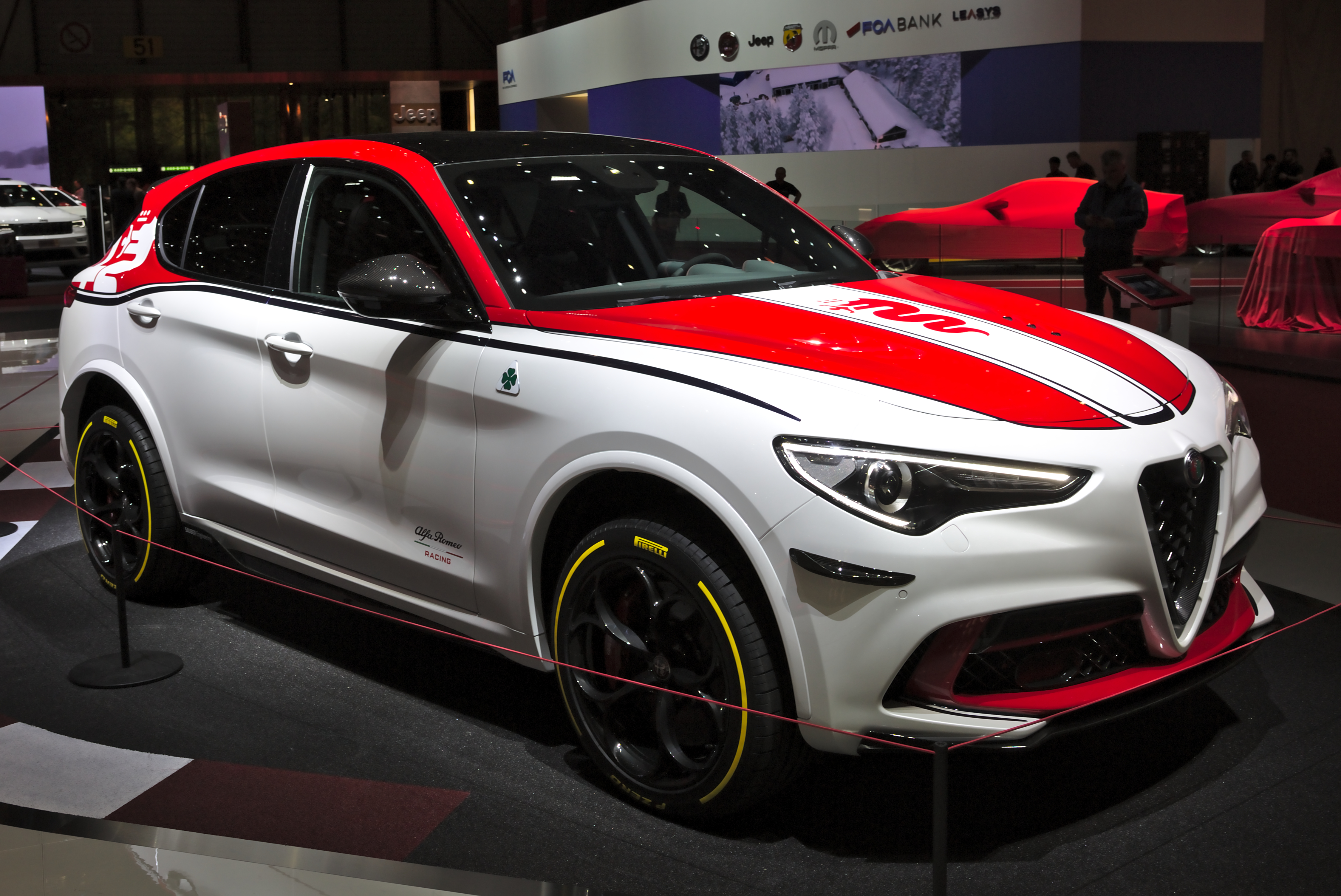
Alfa Romeo Stelvio Alfa Romeo Racing
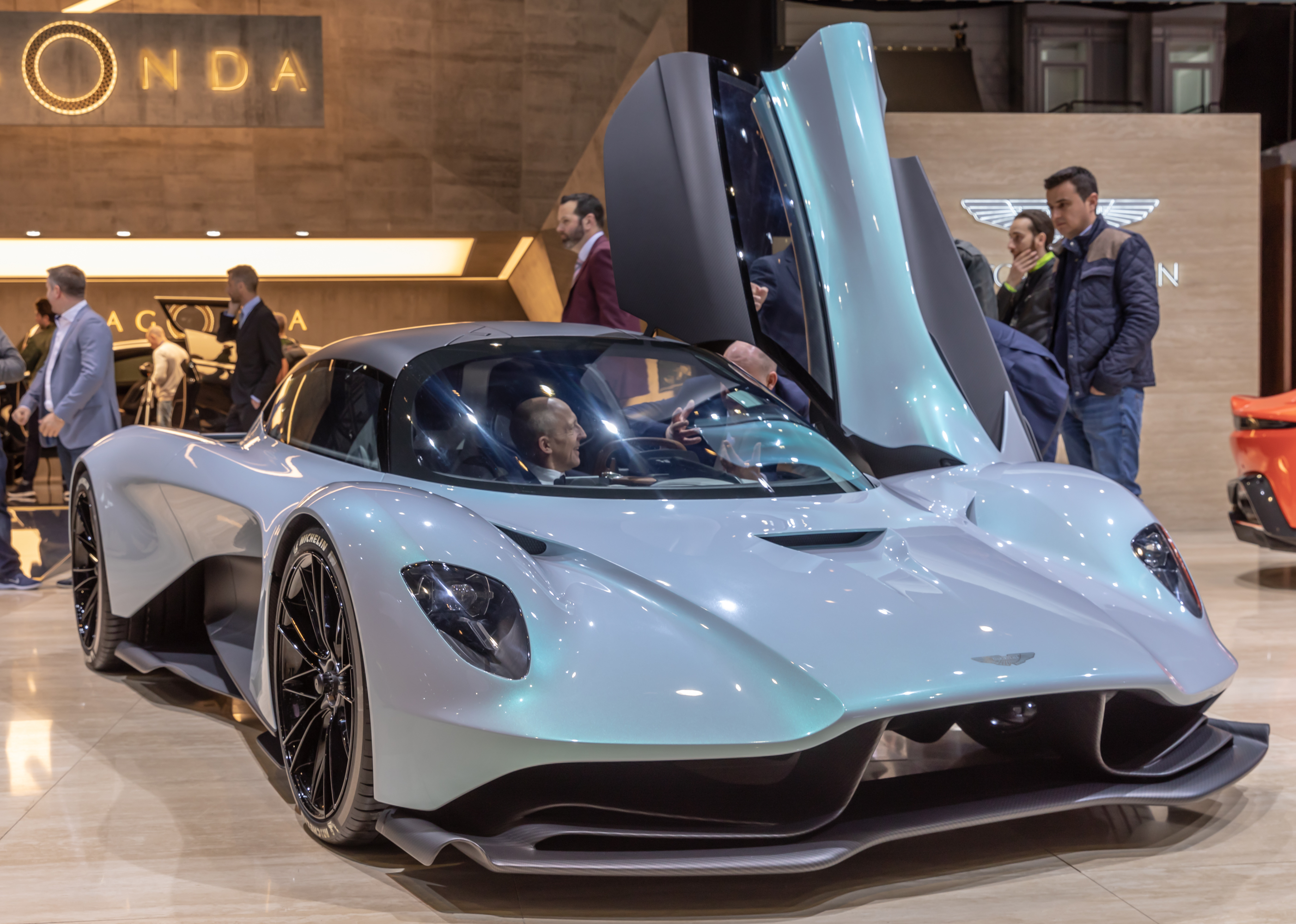
Aston Martin AM-RB 003
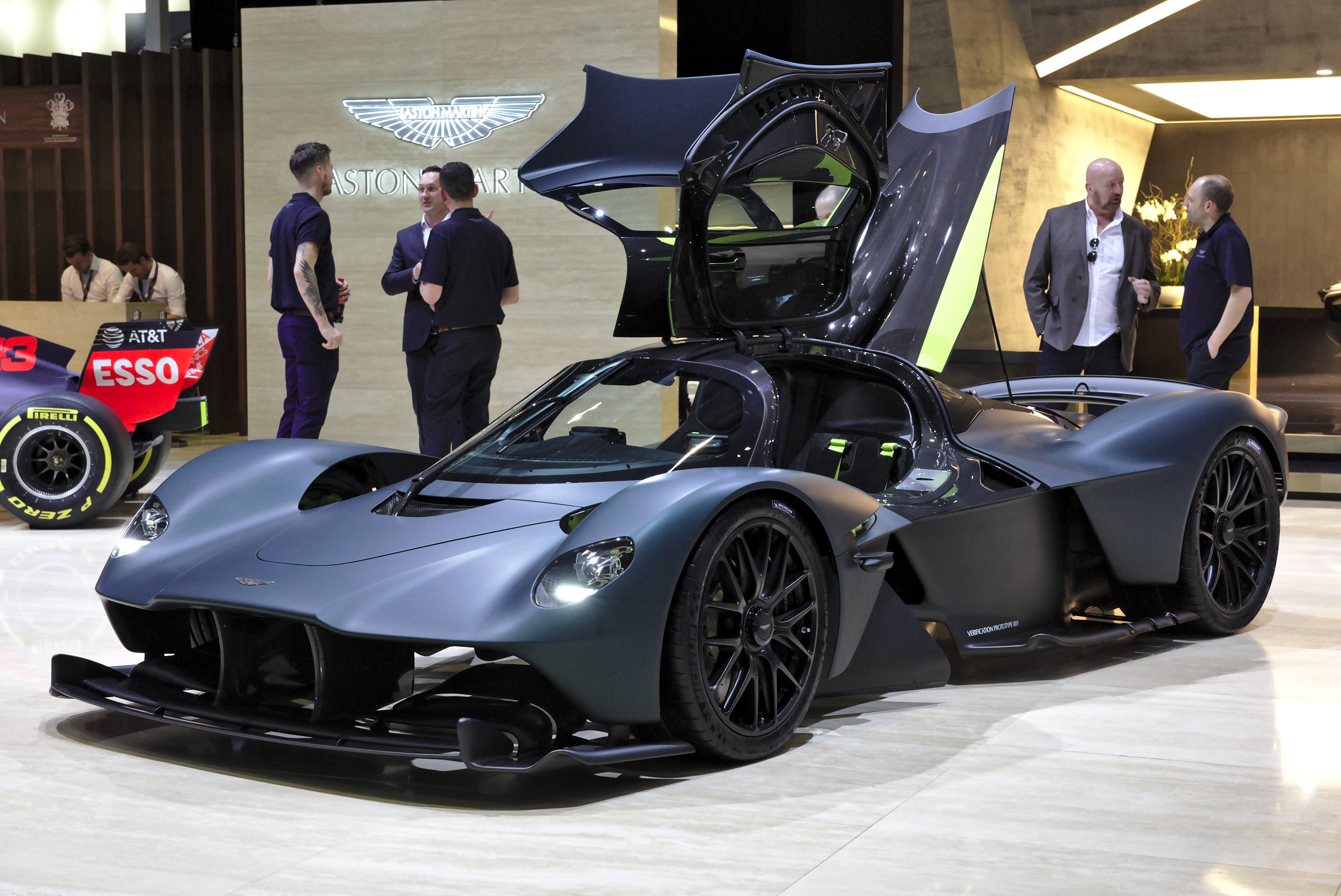
Aston Martin Valkyrie
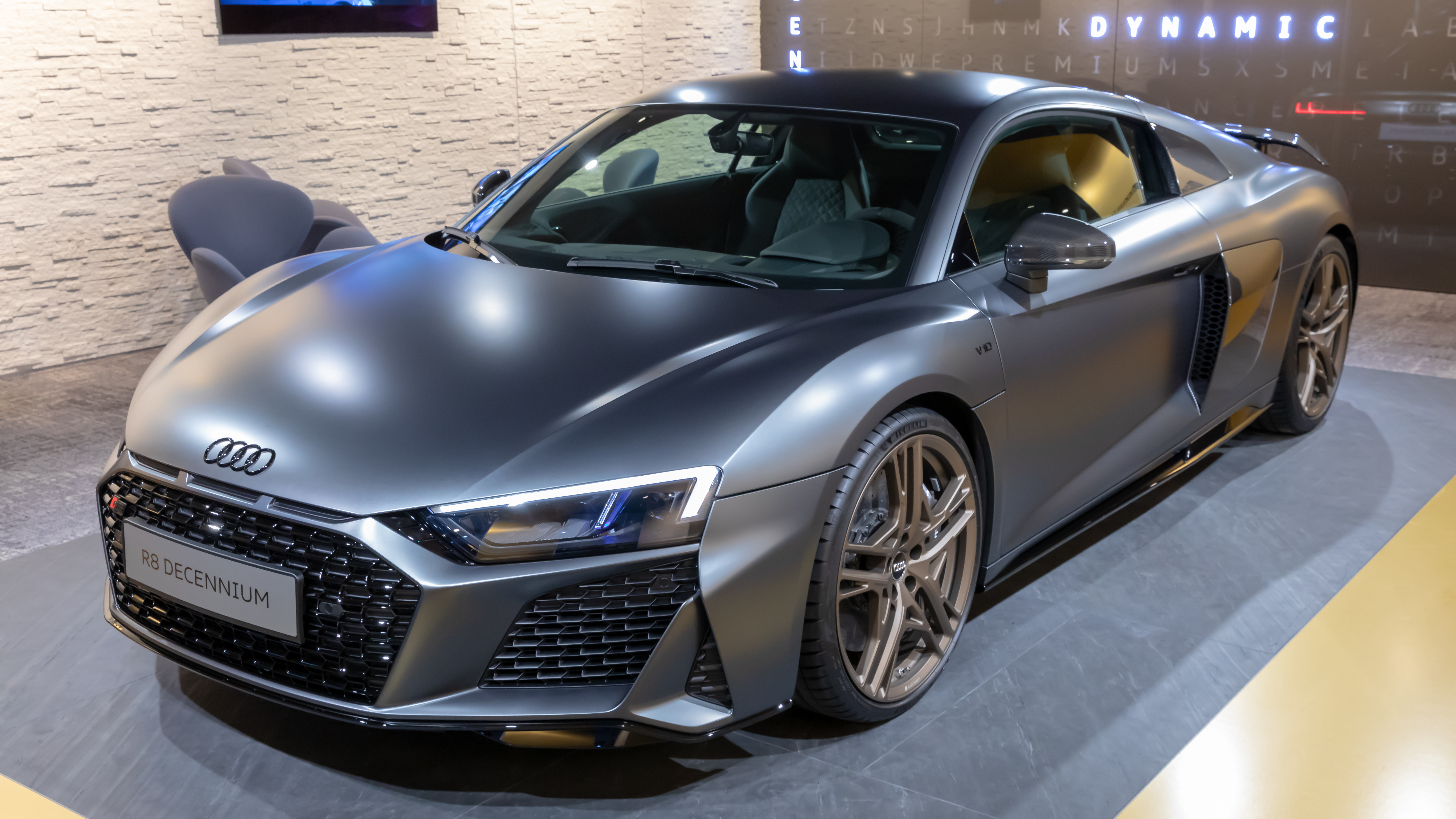
Audi R8 V10 Decennium
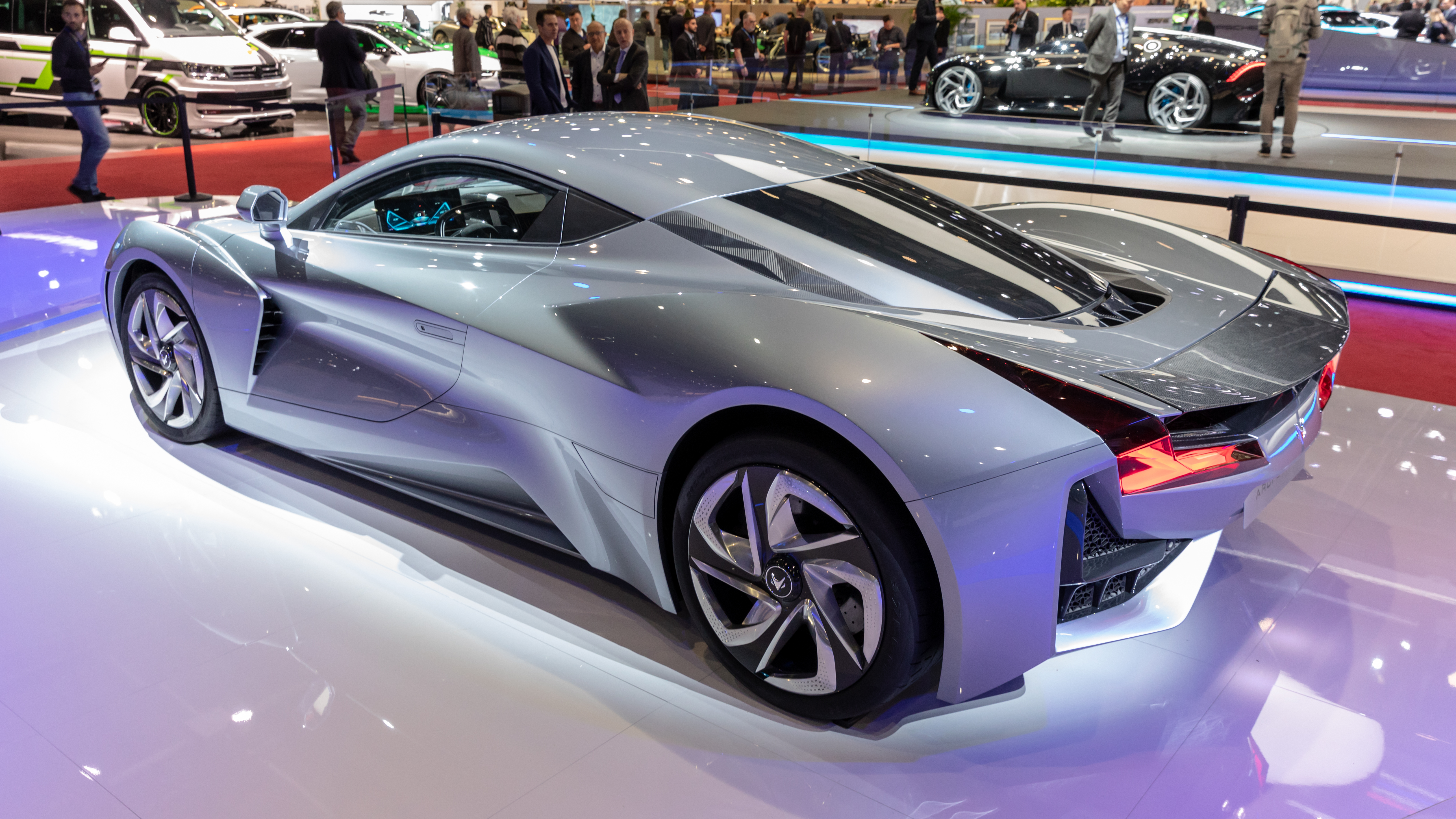
BAIC Arcfox-GT Street
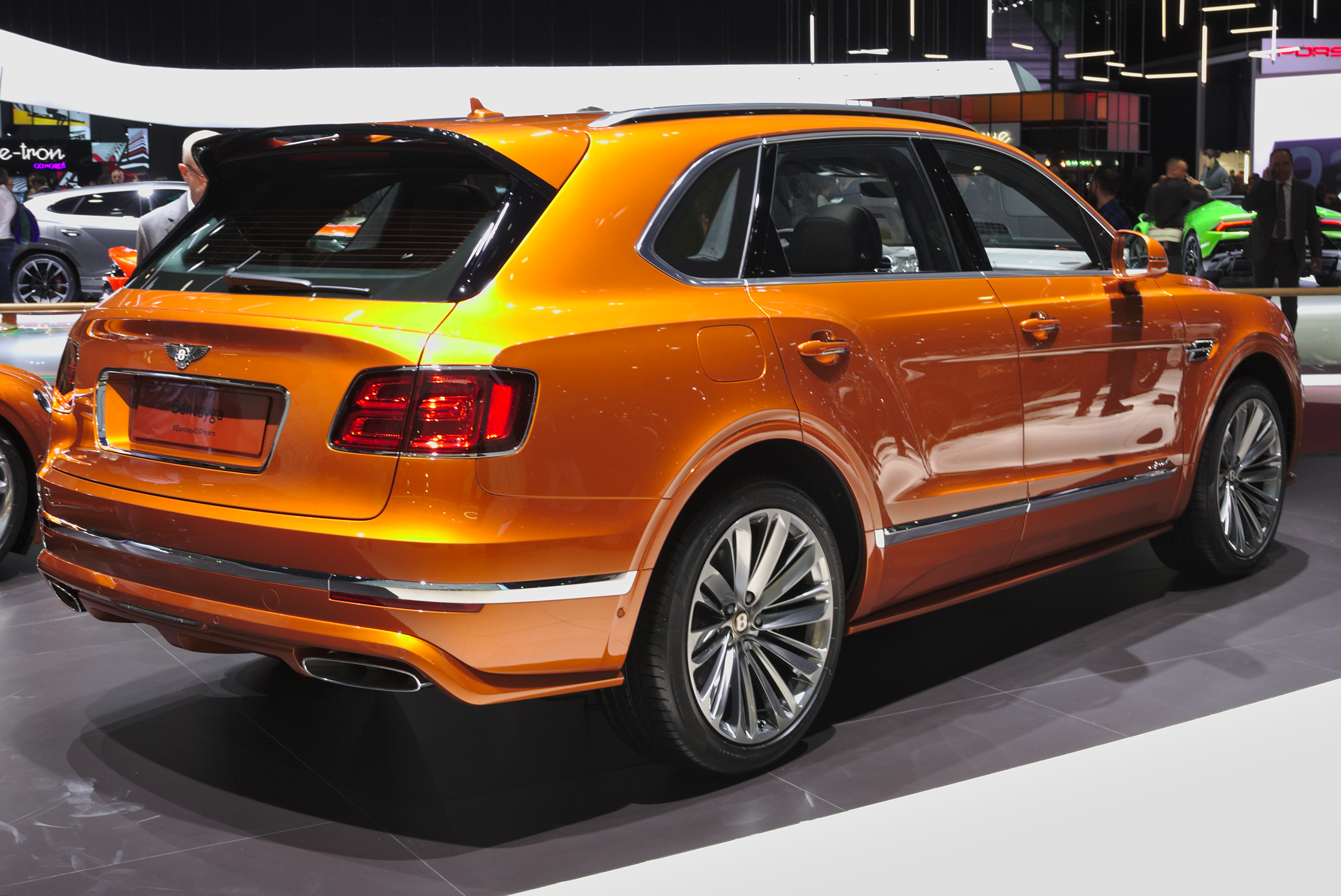
Bentley Bentayga Speed
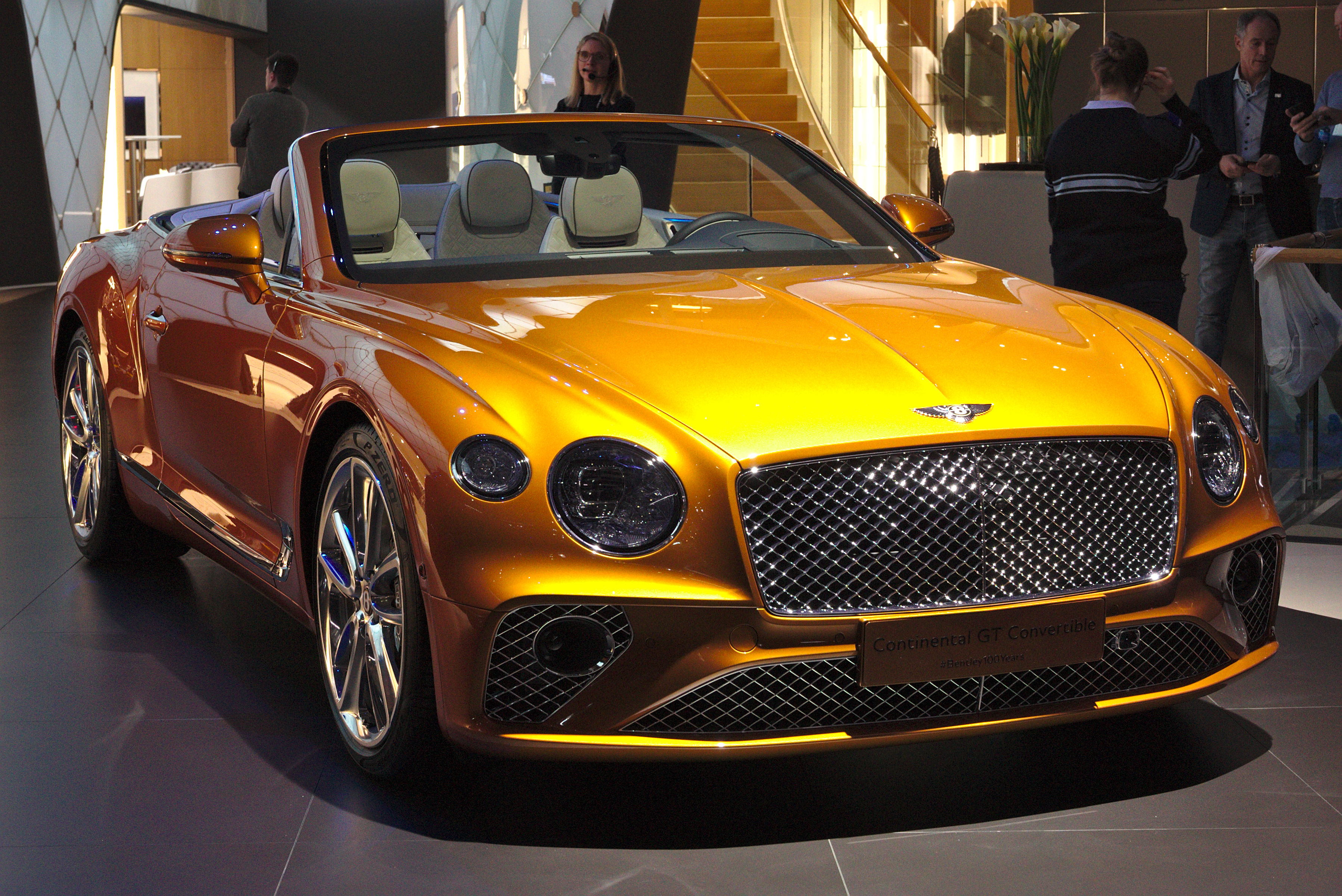
Bentley Continental GTC
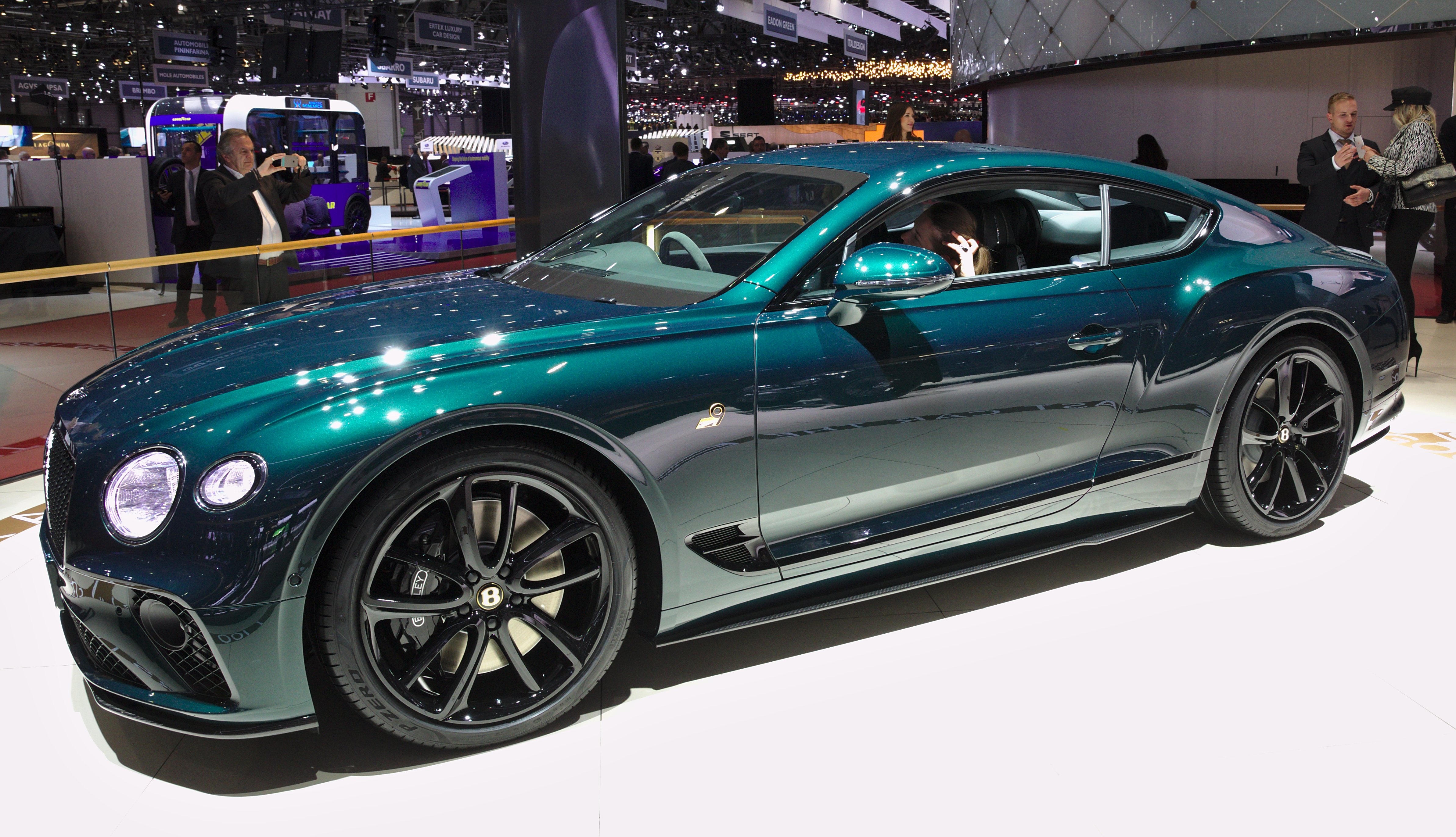
Bentley Continental GT Number 9 Edition
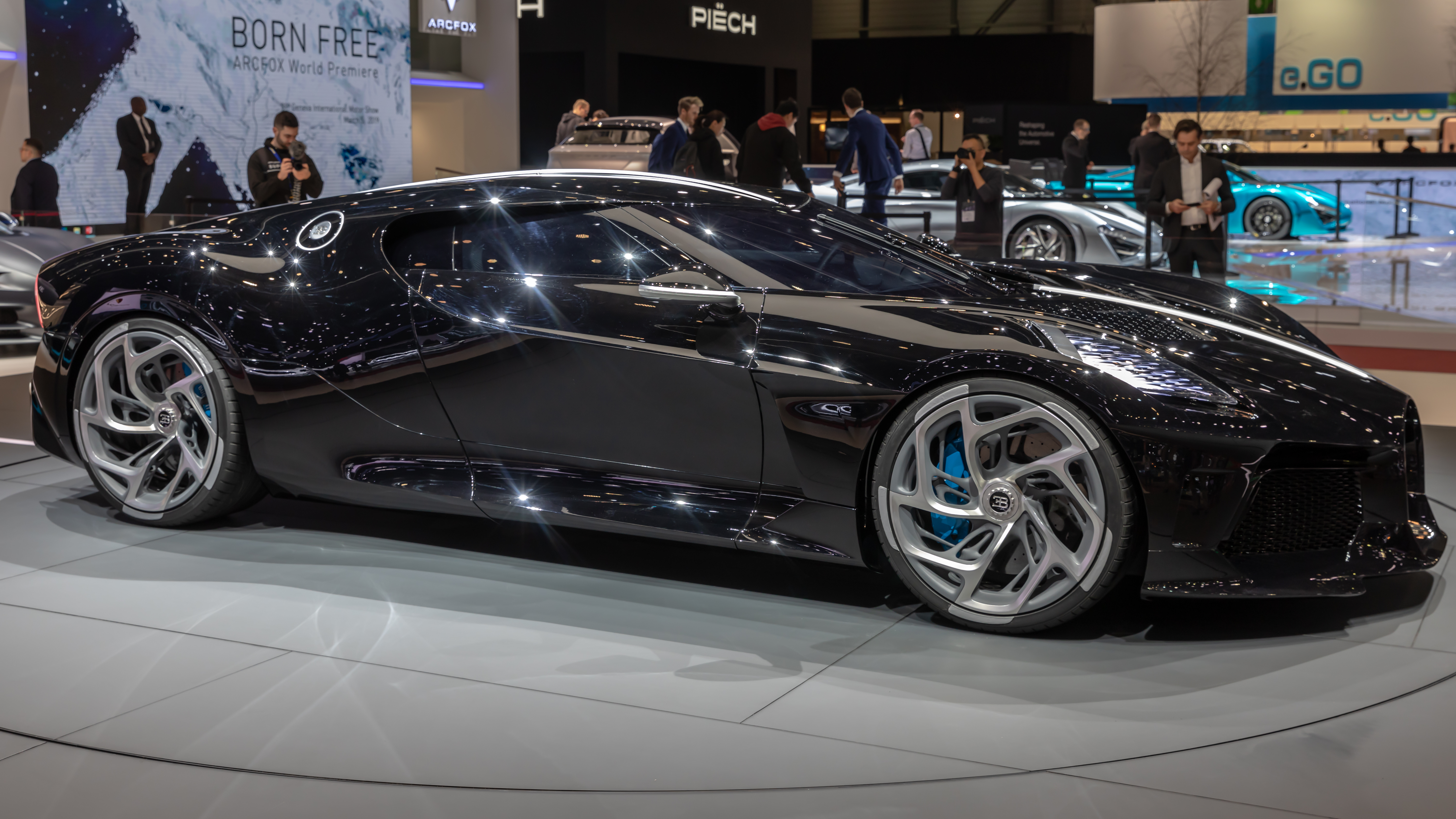
Bugatti La Voiture Noire
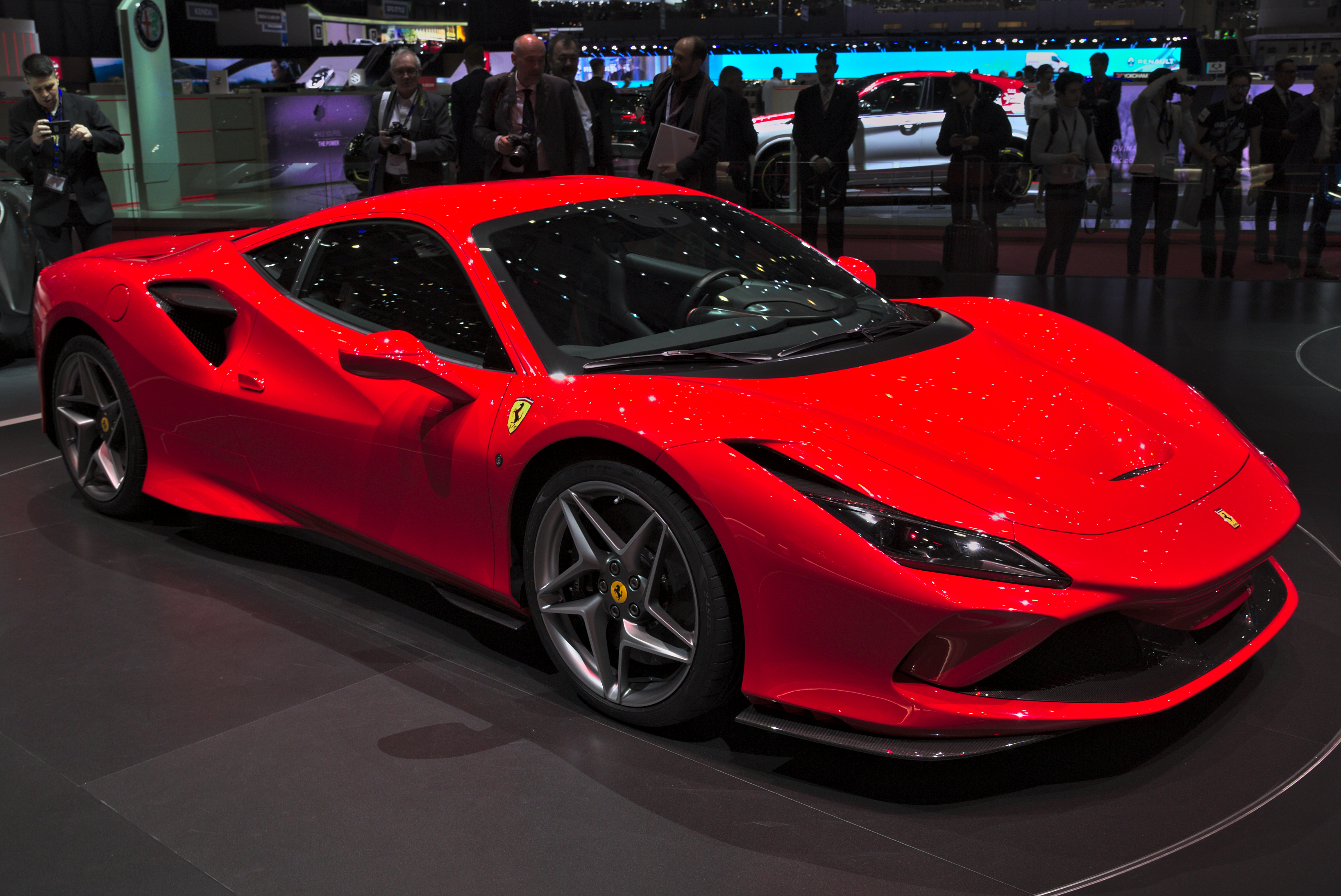
Ferrari F8 Tributo
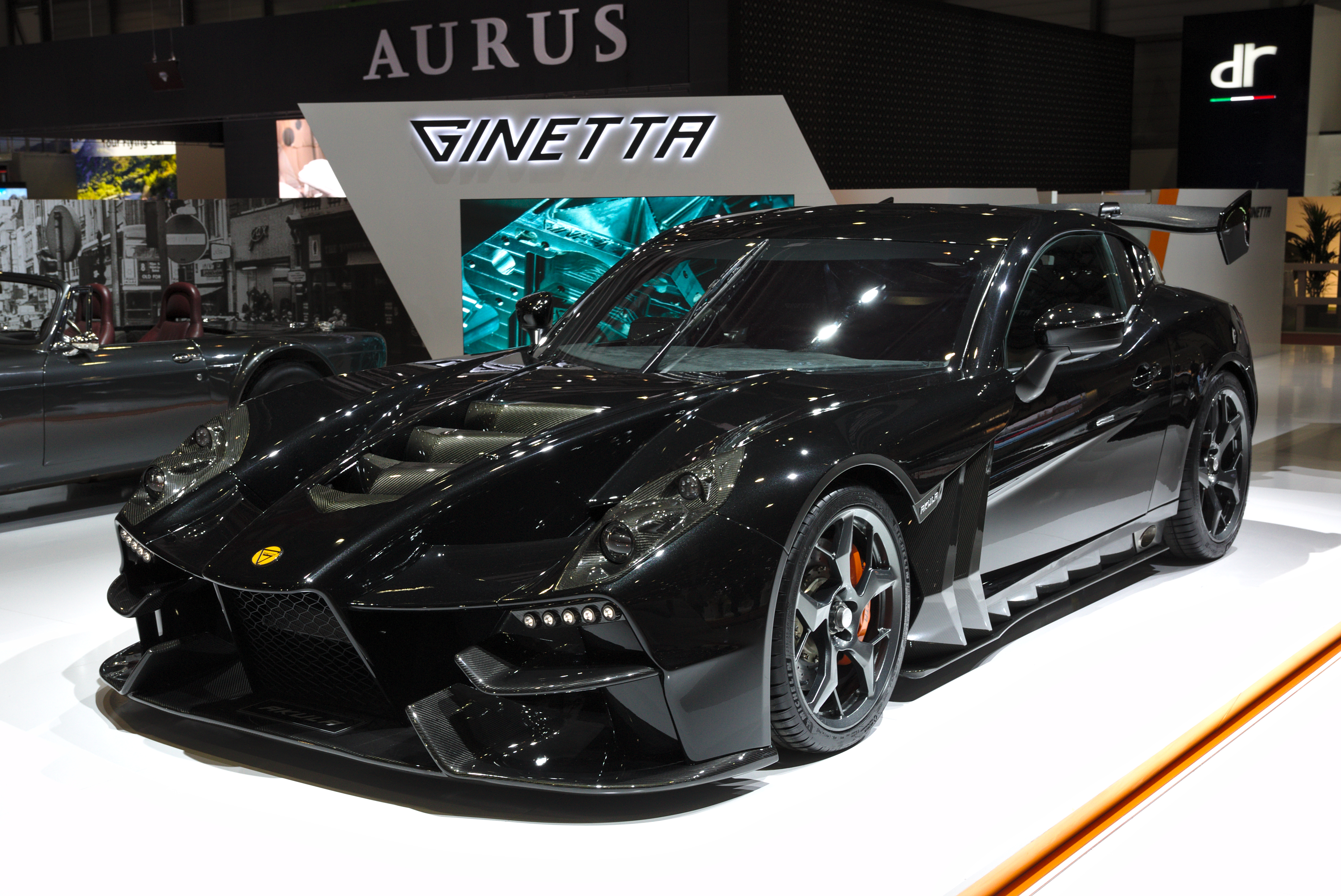
Ginetta Akula
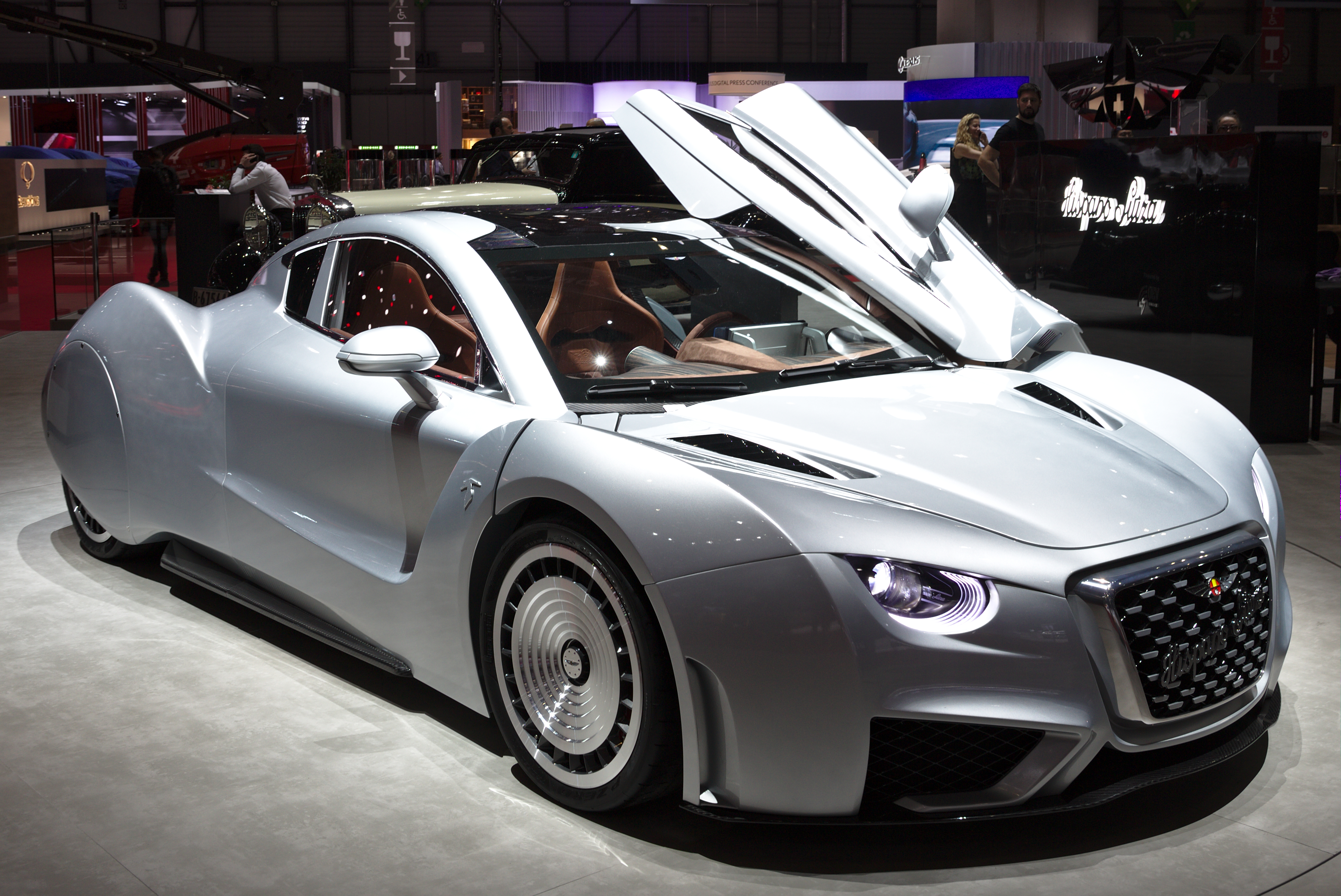
Hispano-Suiza Carmen
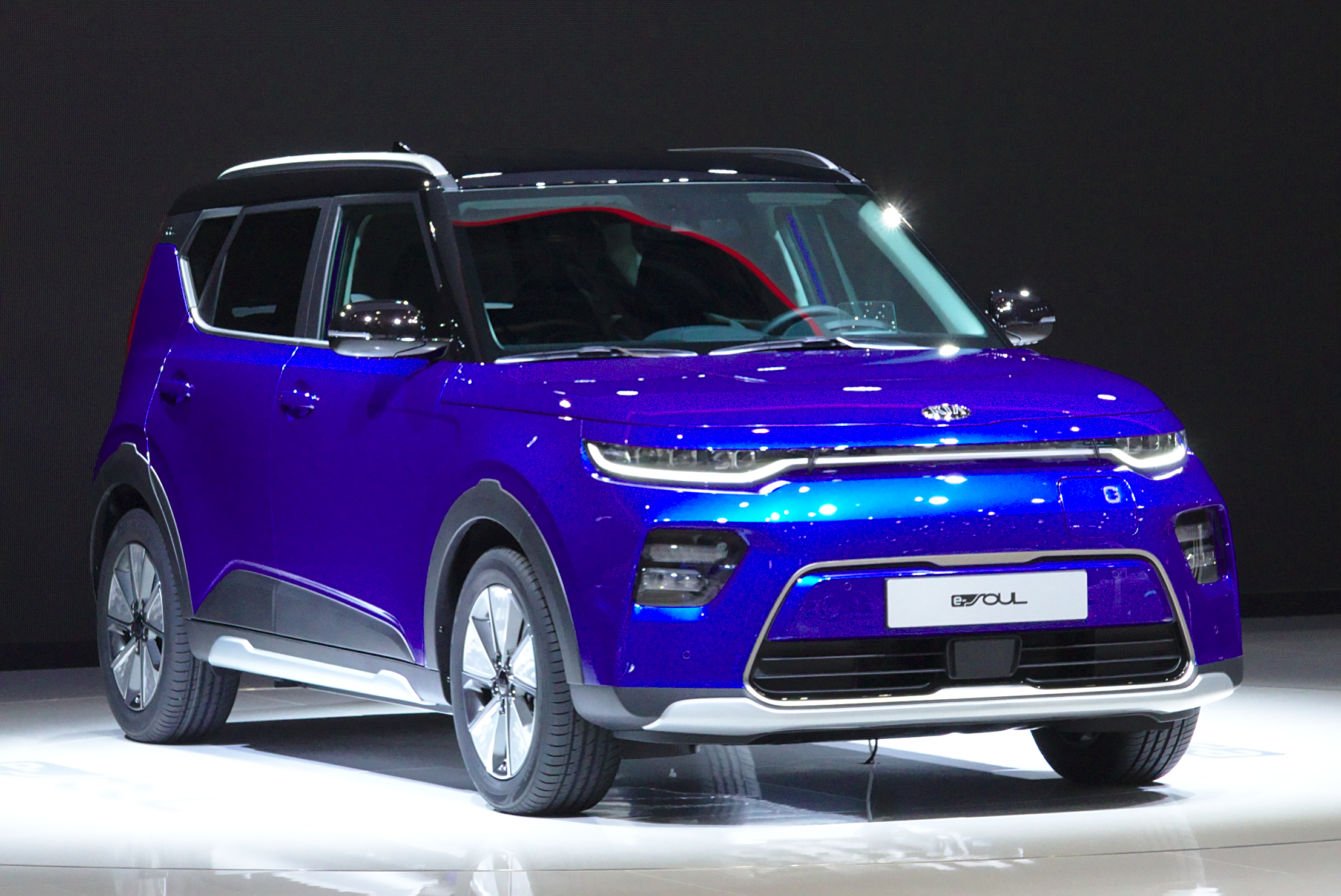
Kia e-Soul
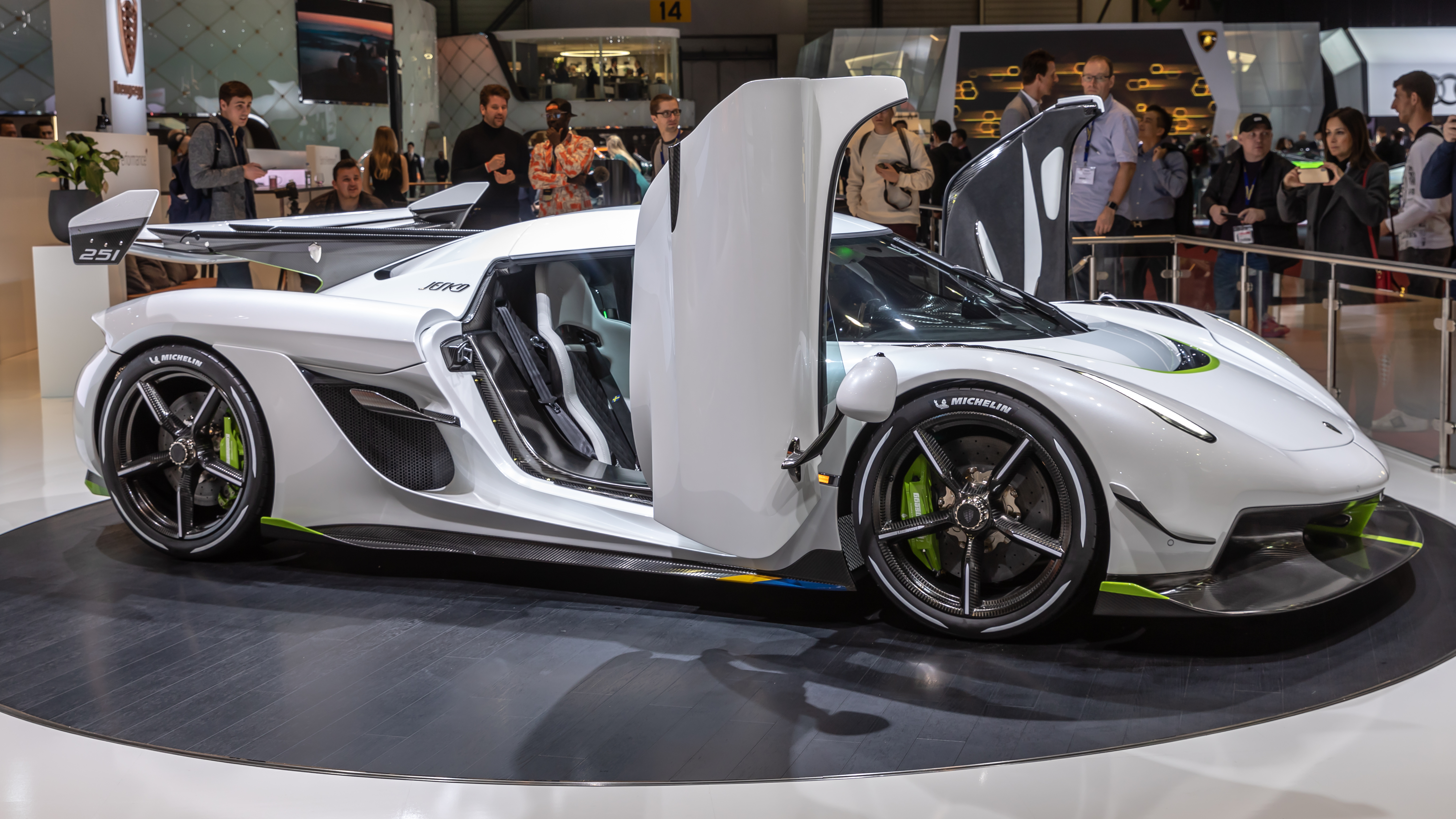
Koenigsegg Jesko
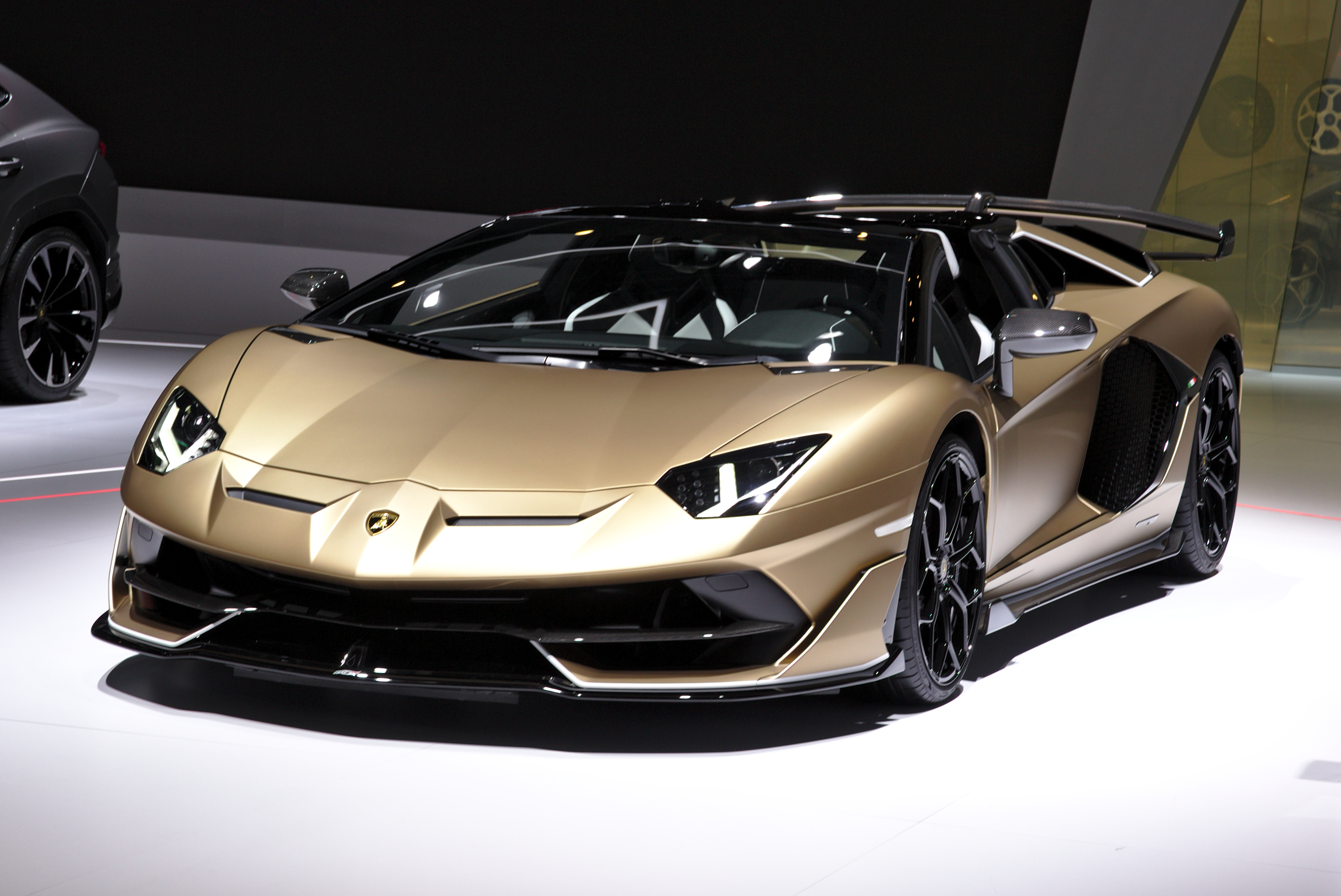
Lamborghini Aventador SVJ Roadster
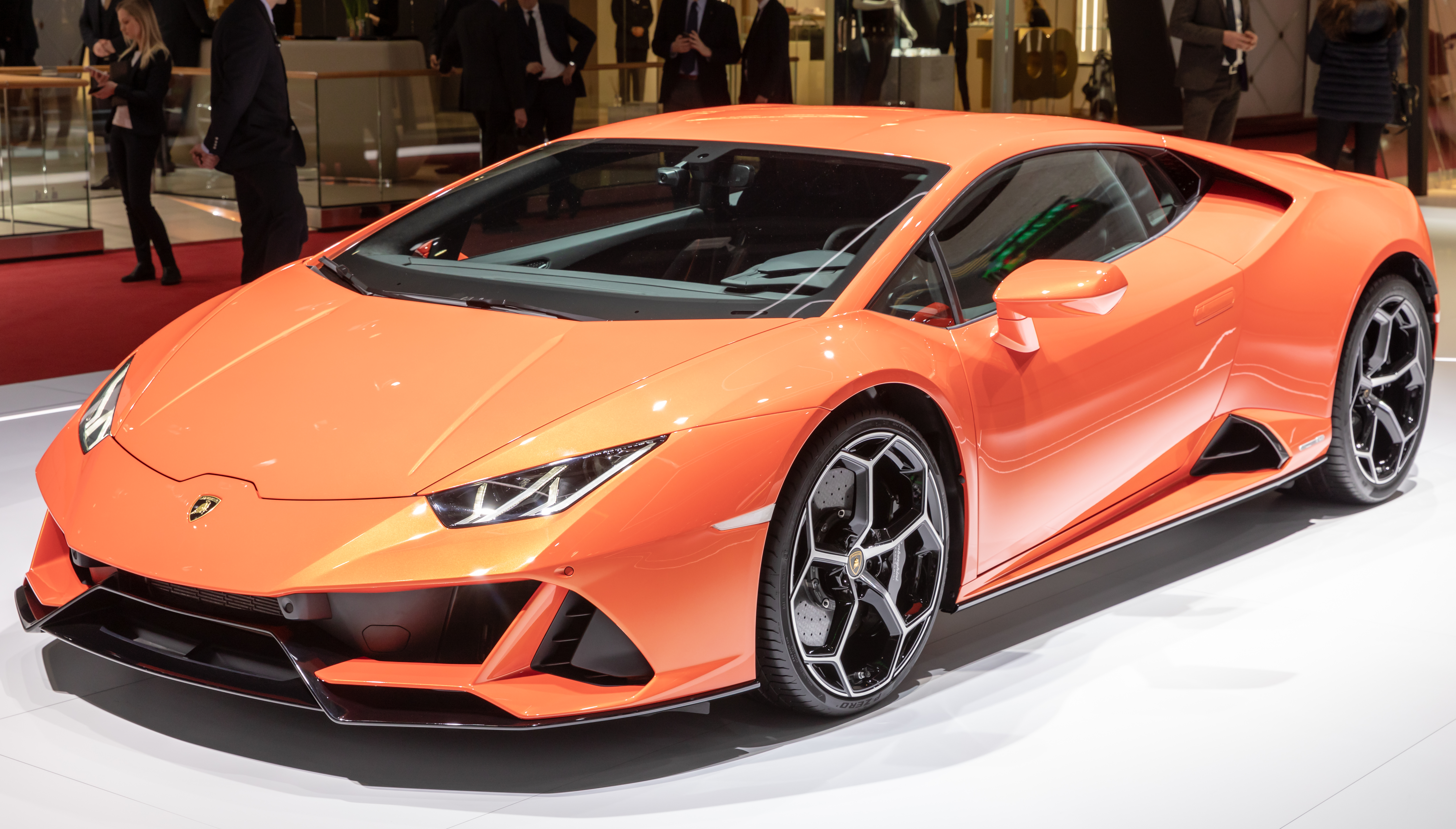
Lamborghini Huracán Evo
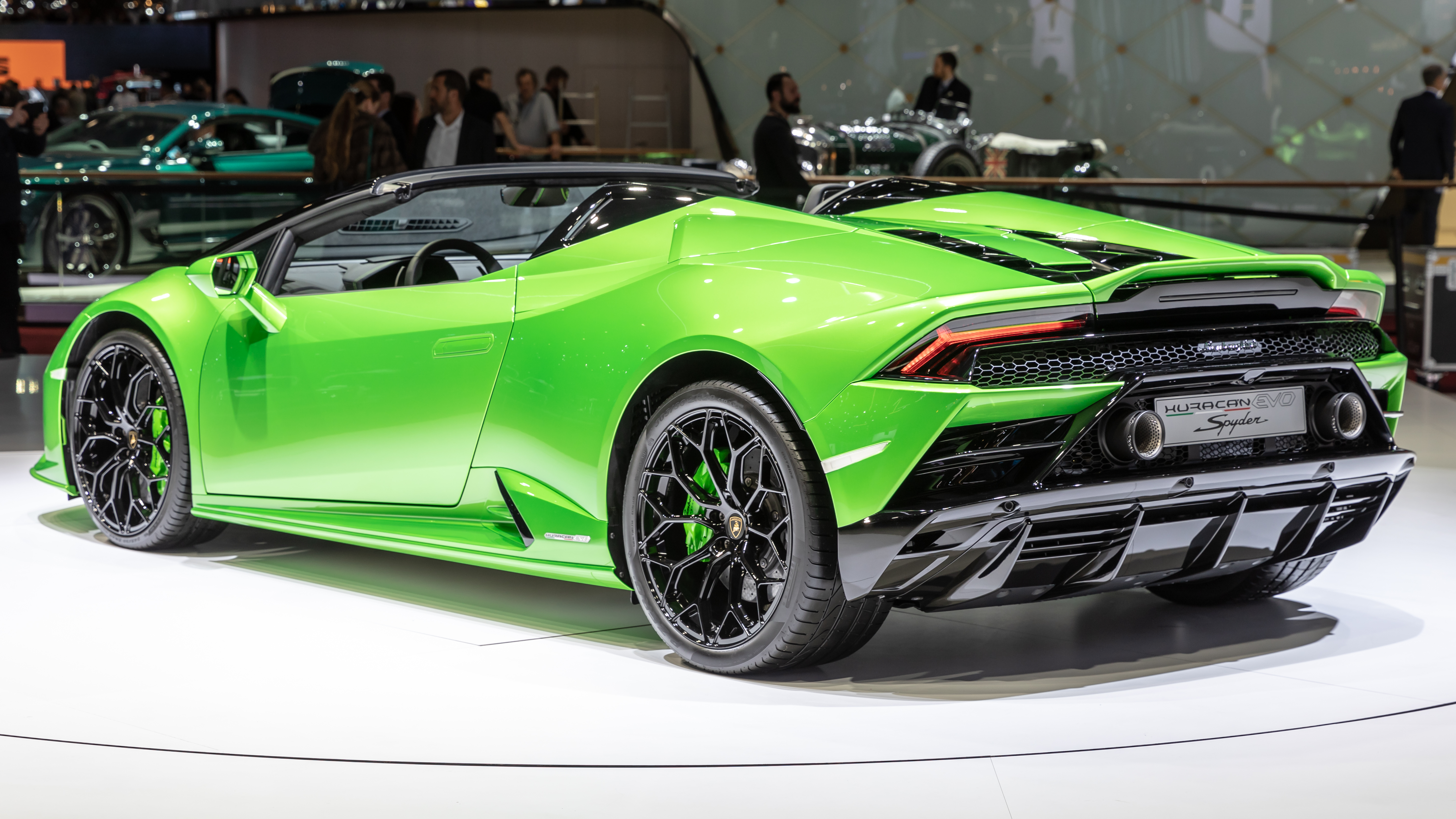
Lamborghini Huracán Evo Spyder
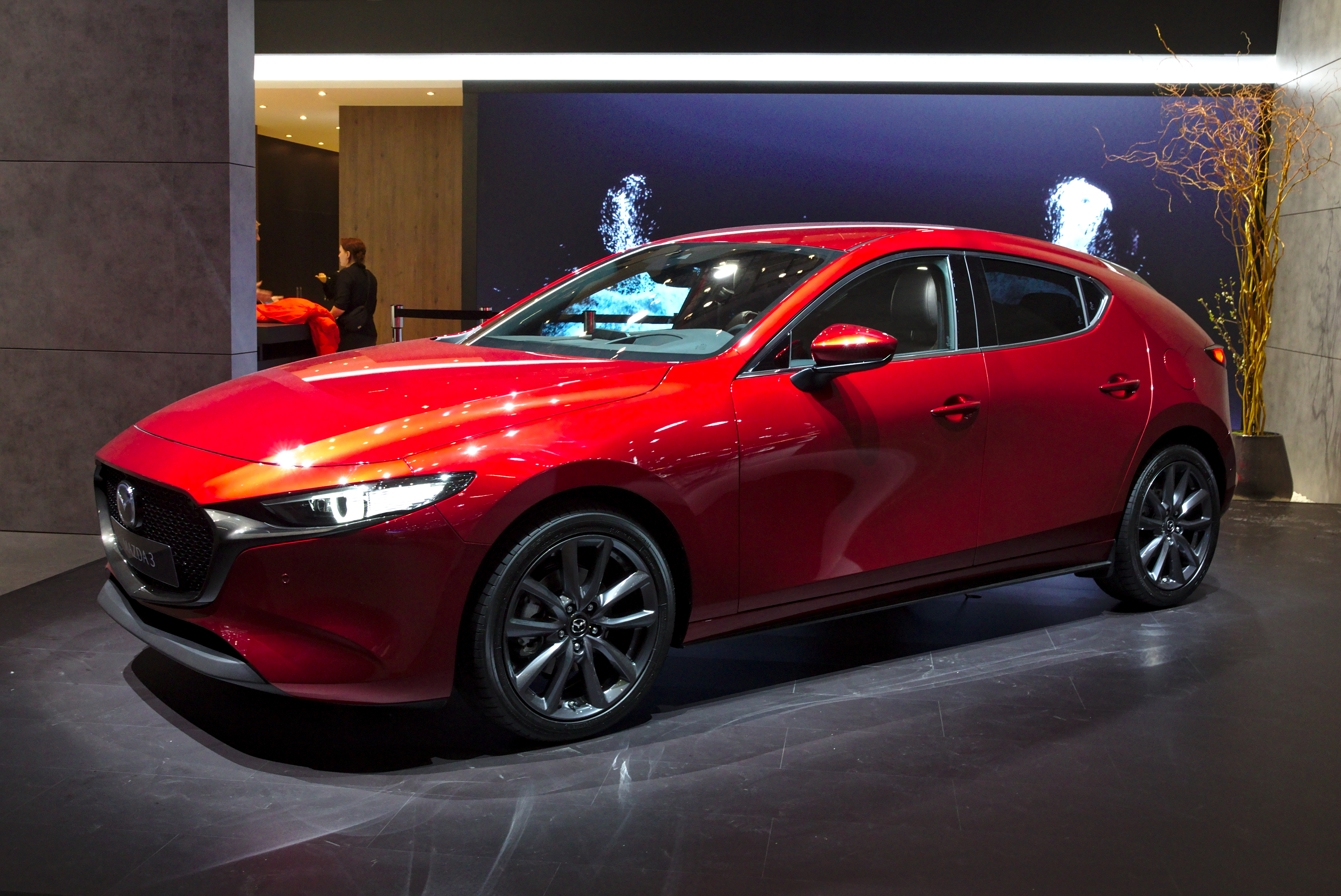
Mazda 3
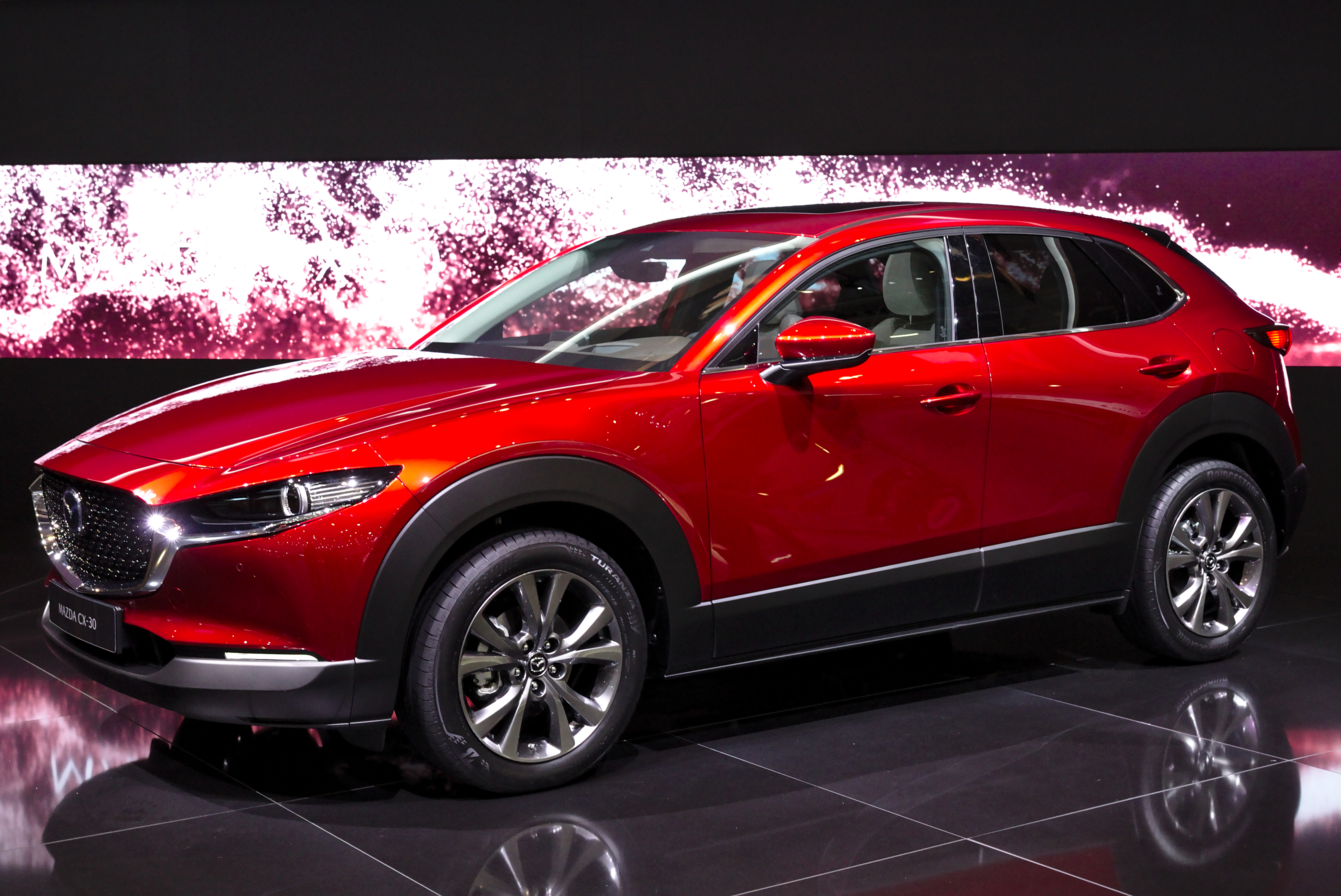
Mazda CX-30
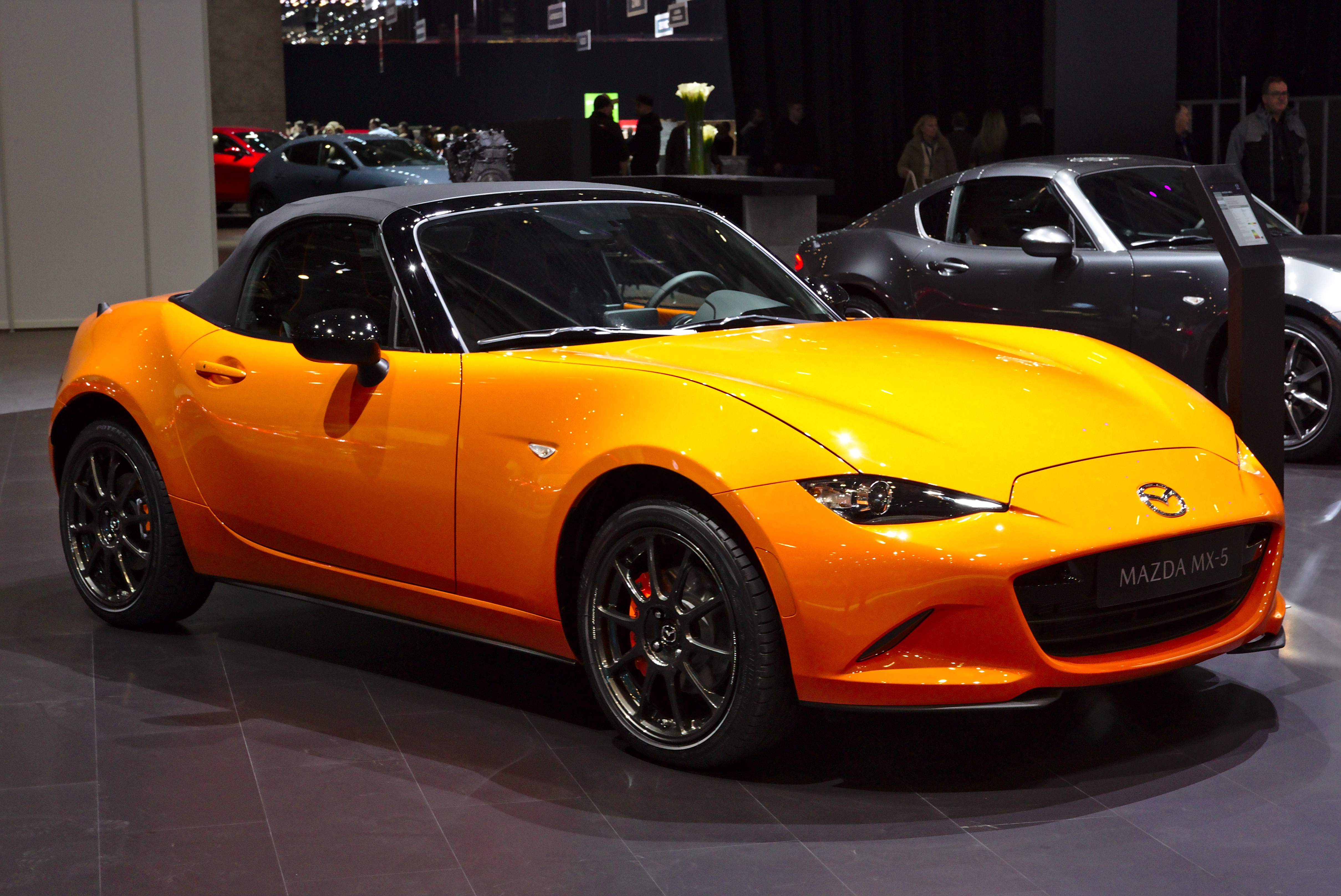
Mazda MX-5 30e anniversaire
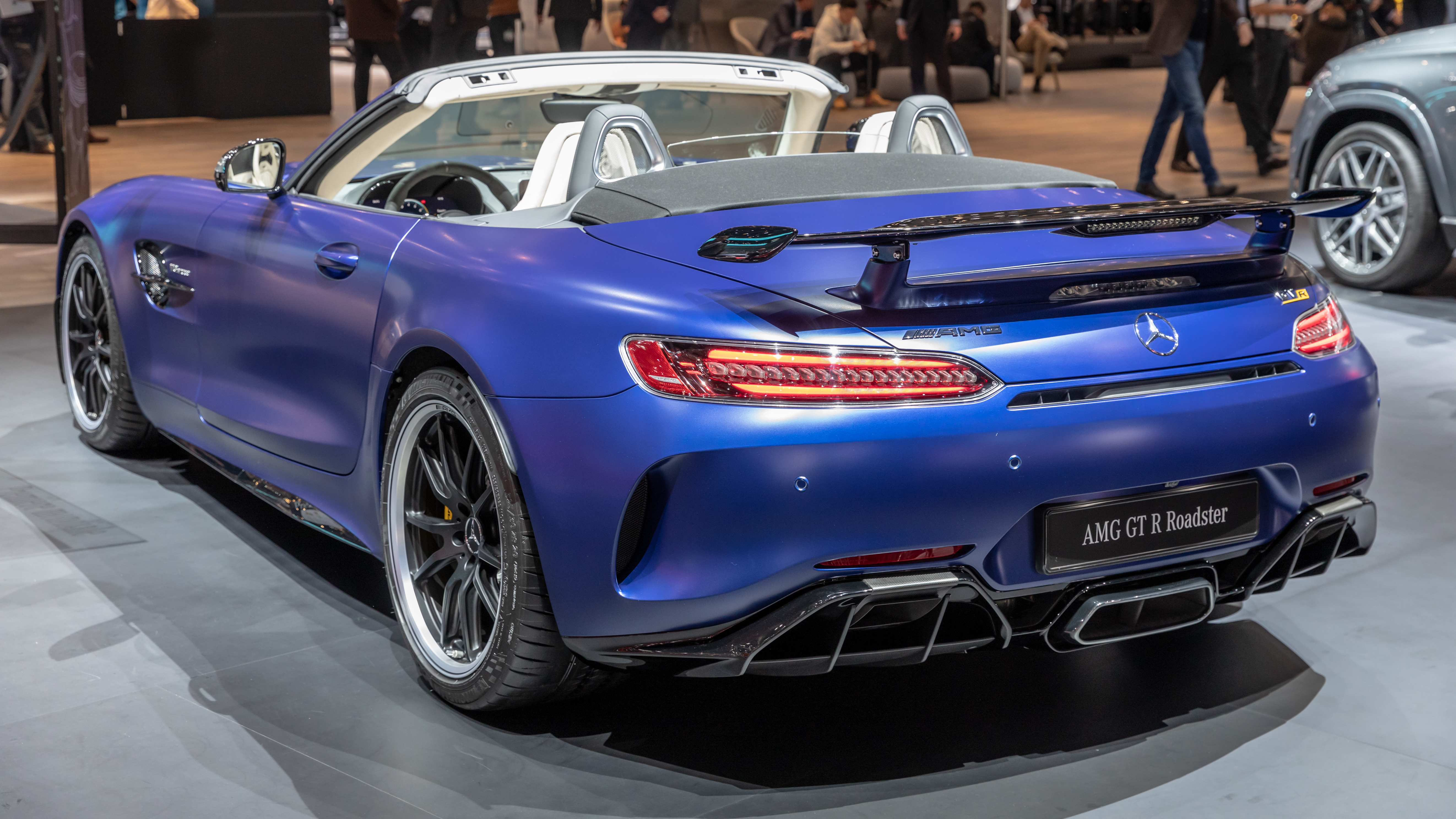
Mercedes-AMG GT R Roadster
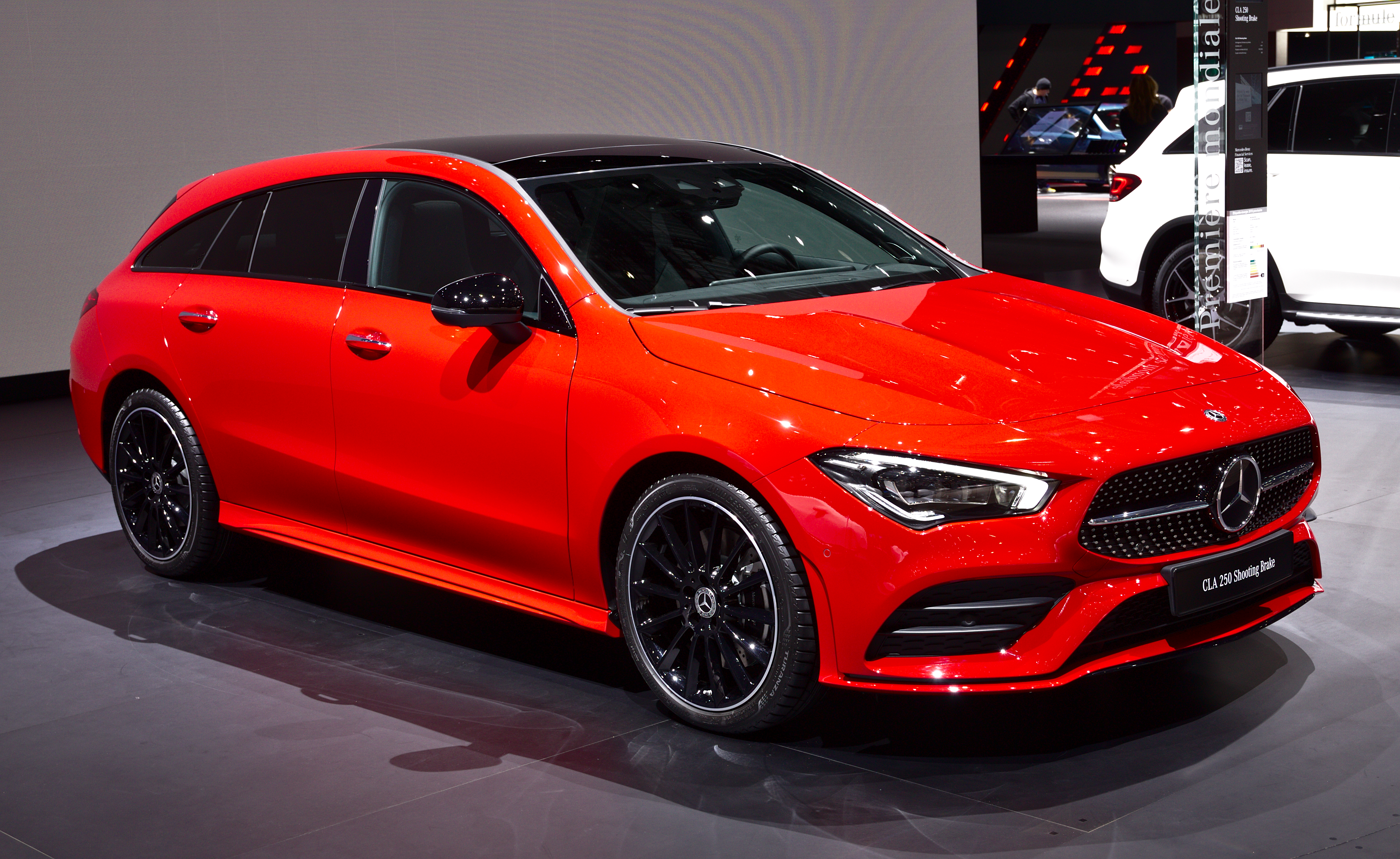
Mercedes-Benz CLA Shooting Brake
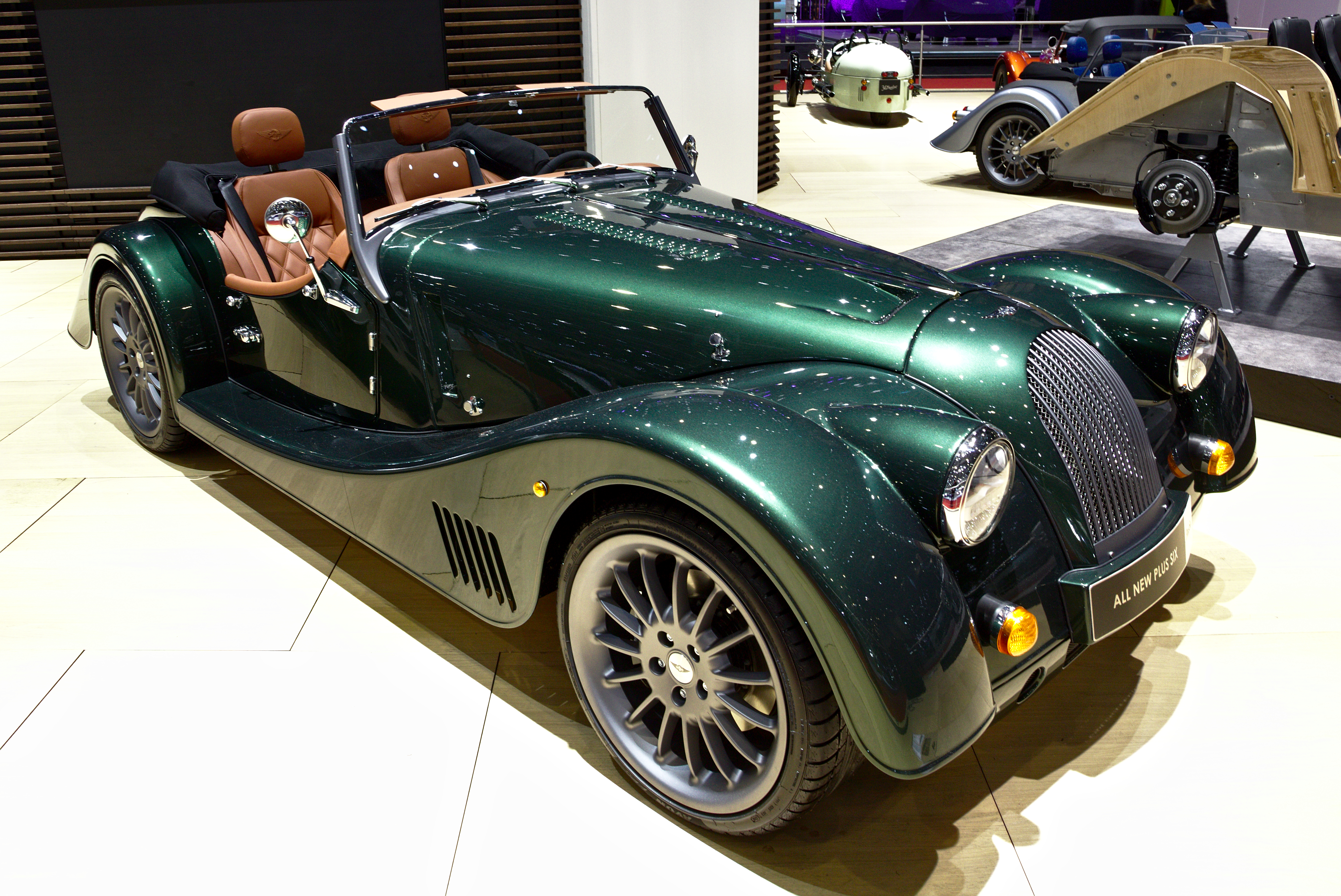
Morgan Plus 6
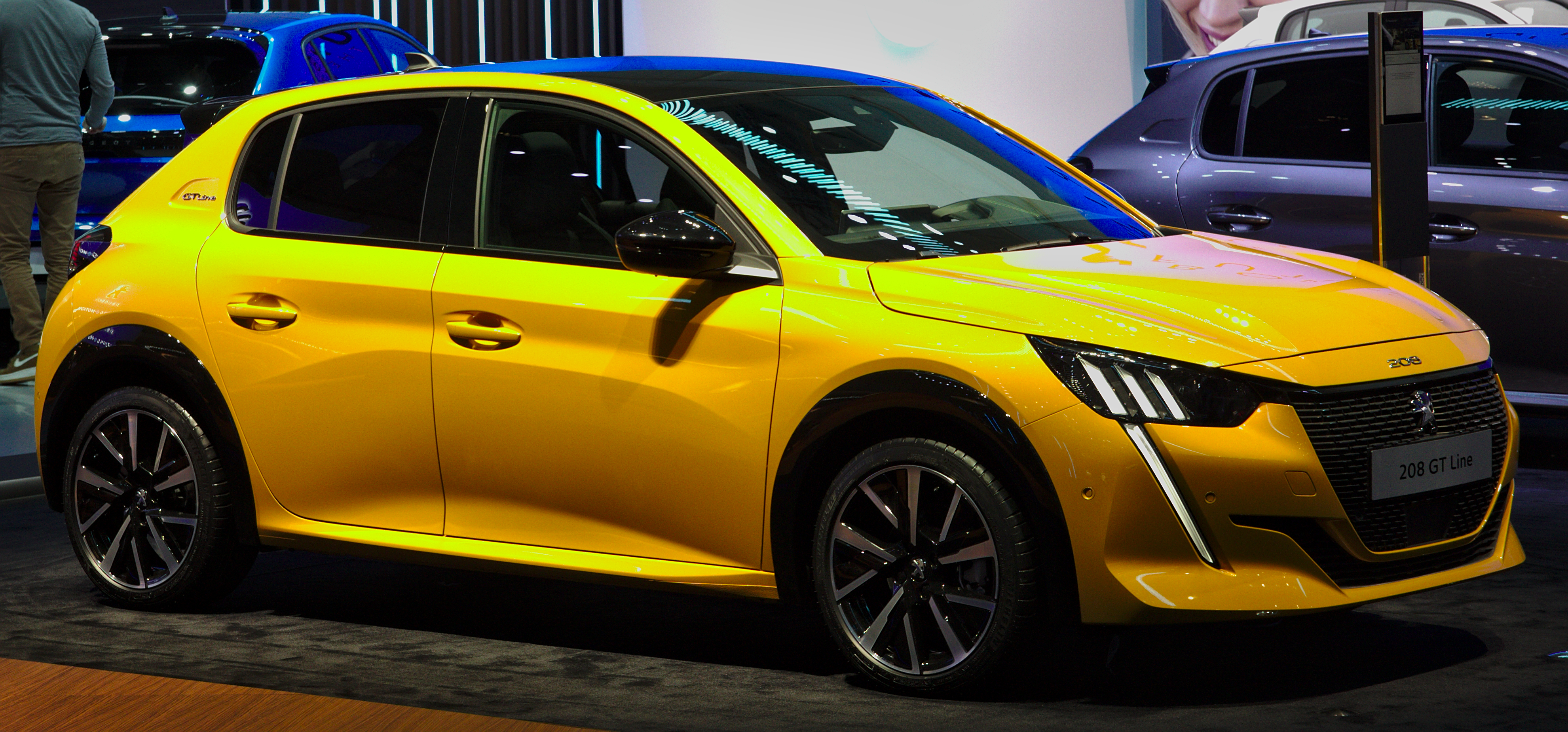
Peugeot 208
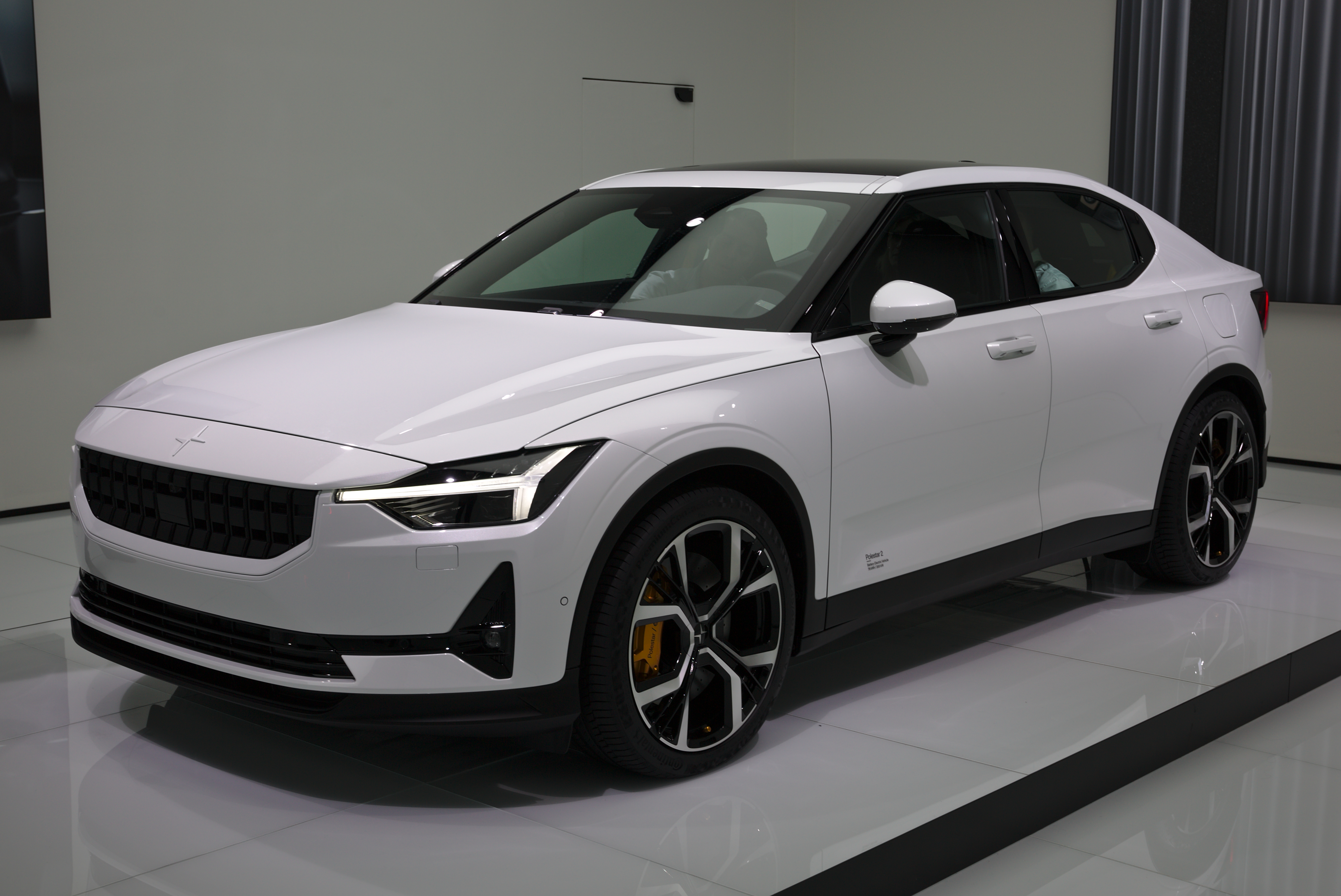
Polestar 2
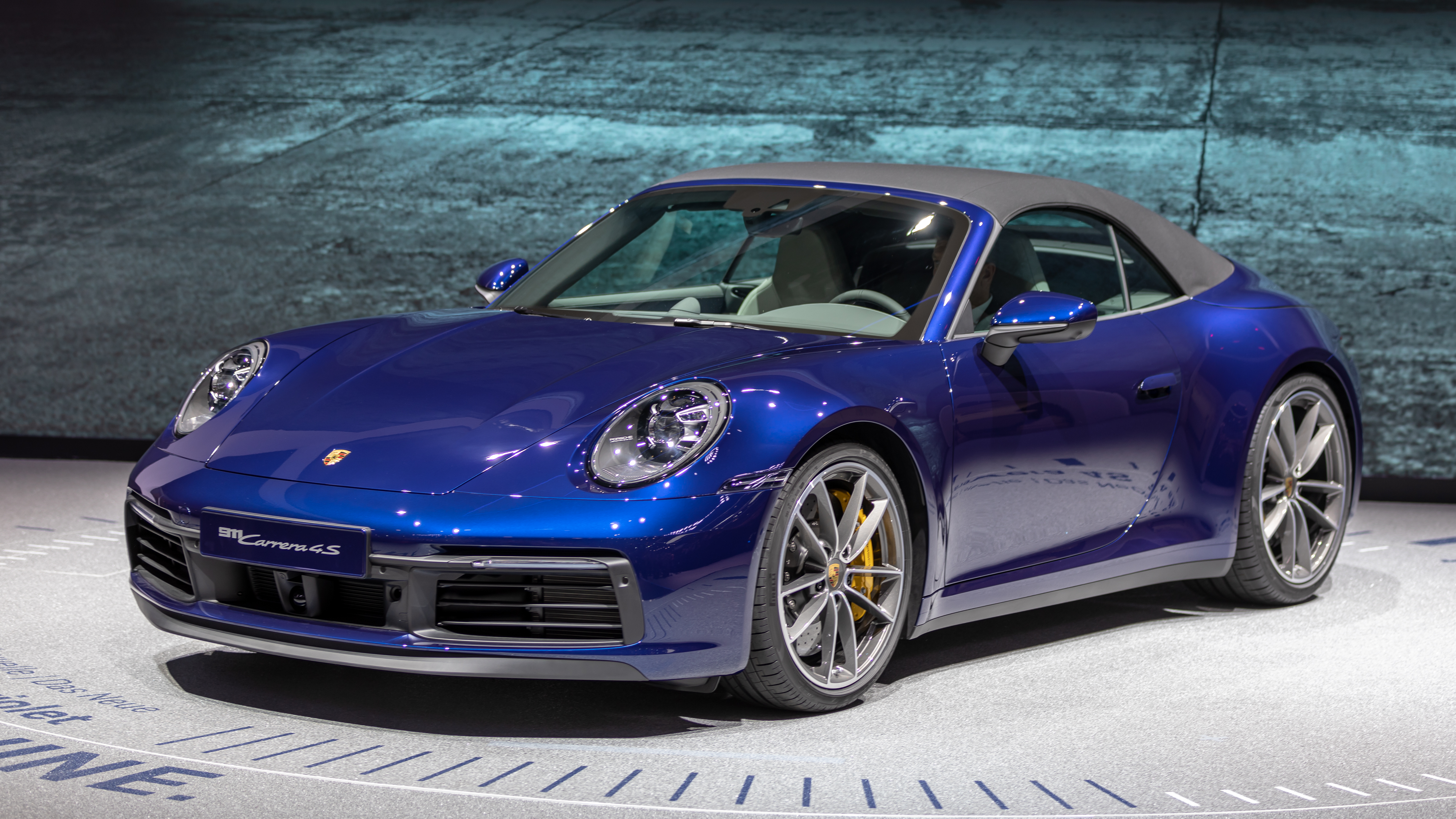
Porsche 911 Cabriolet
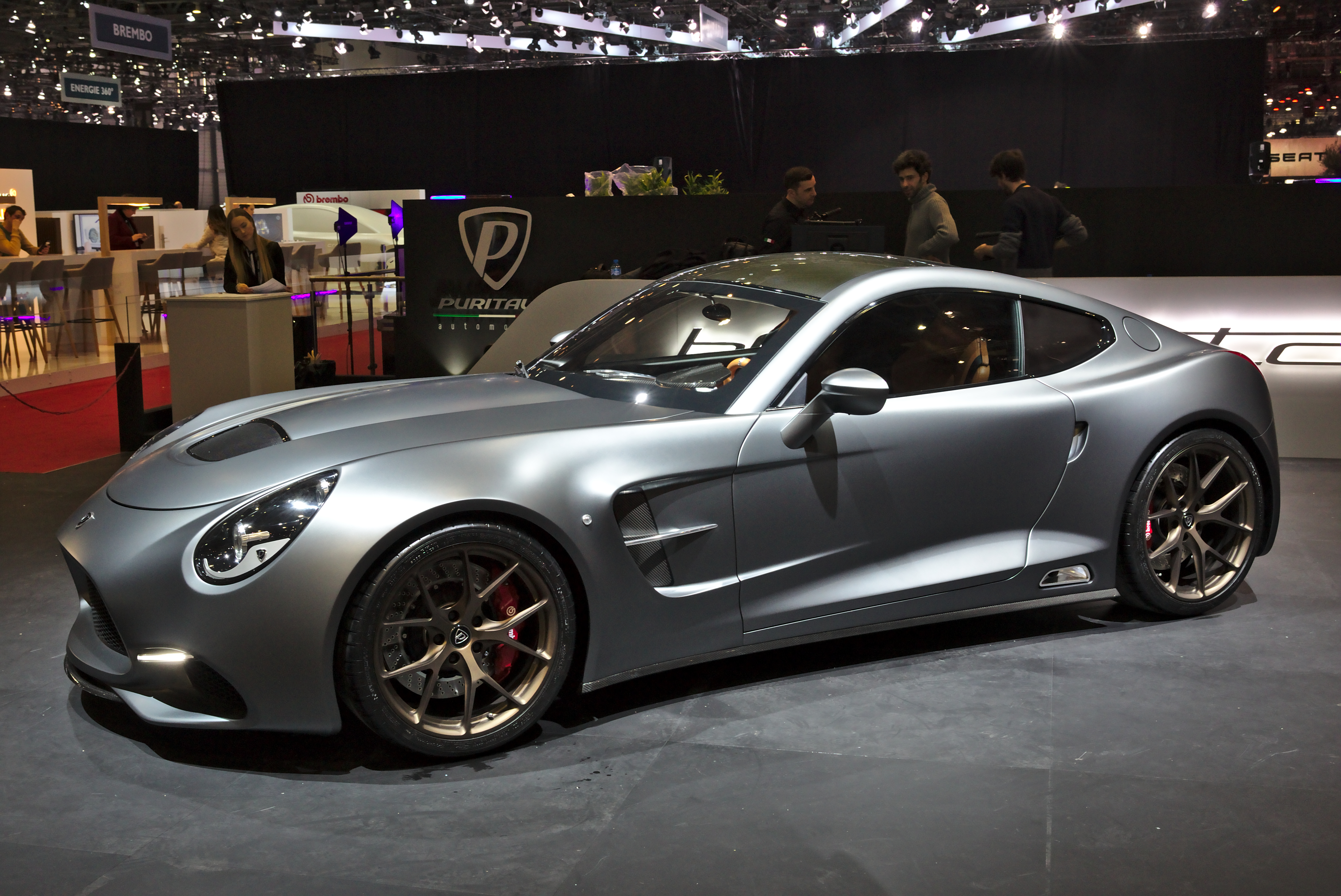
Puritalia Berlinetta
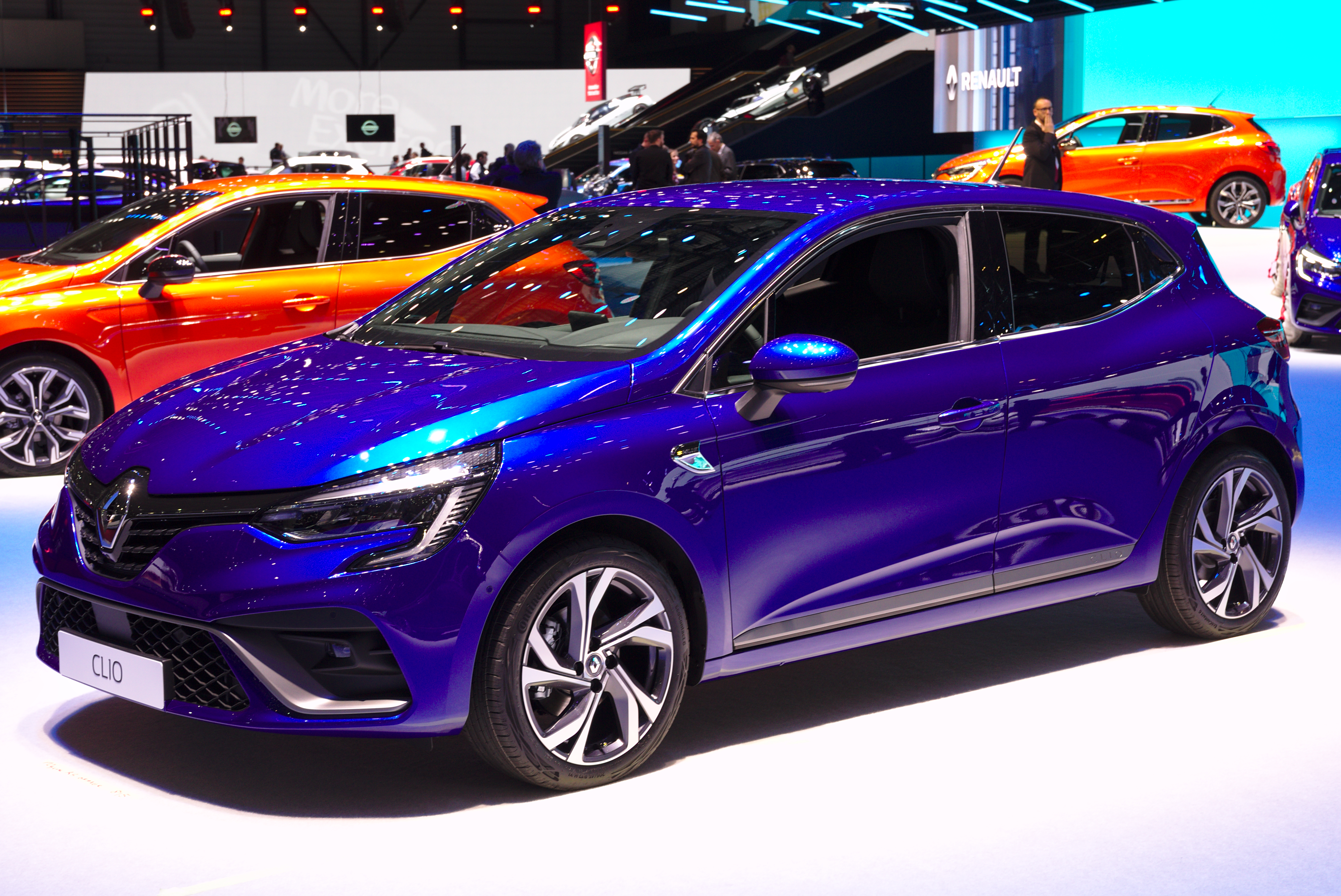
Renault Clio V
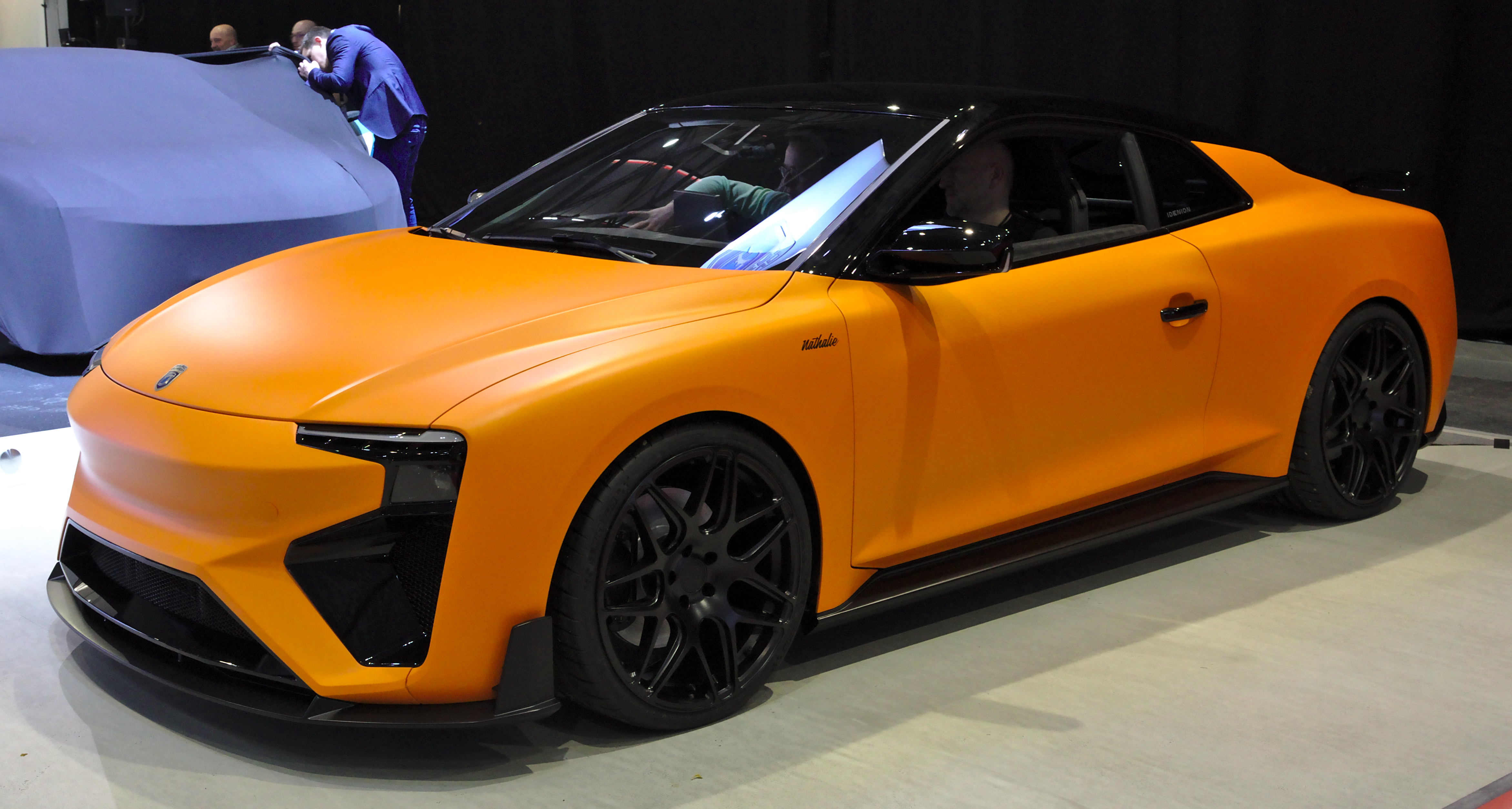
RG Nathalie
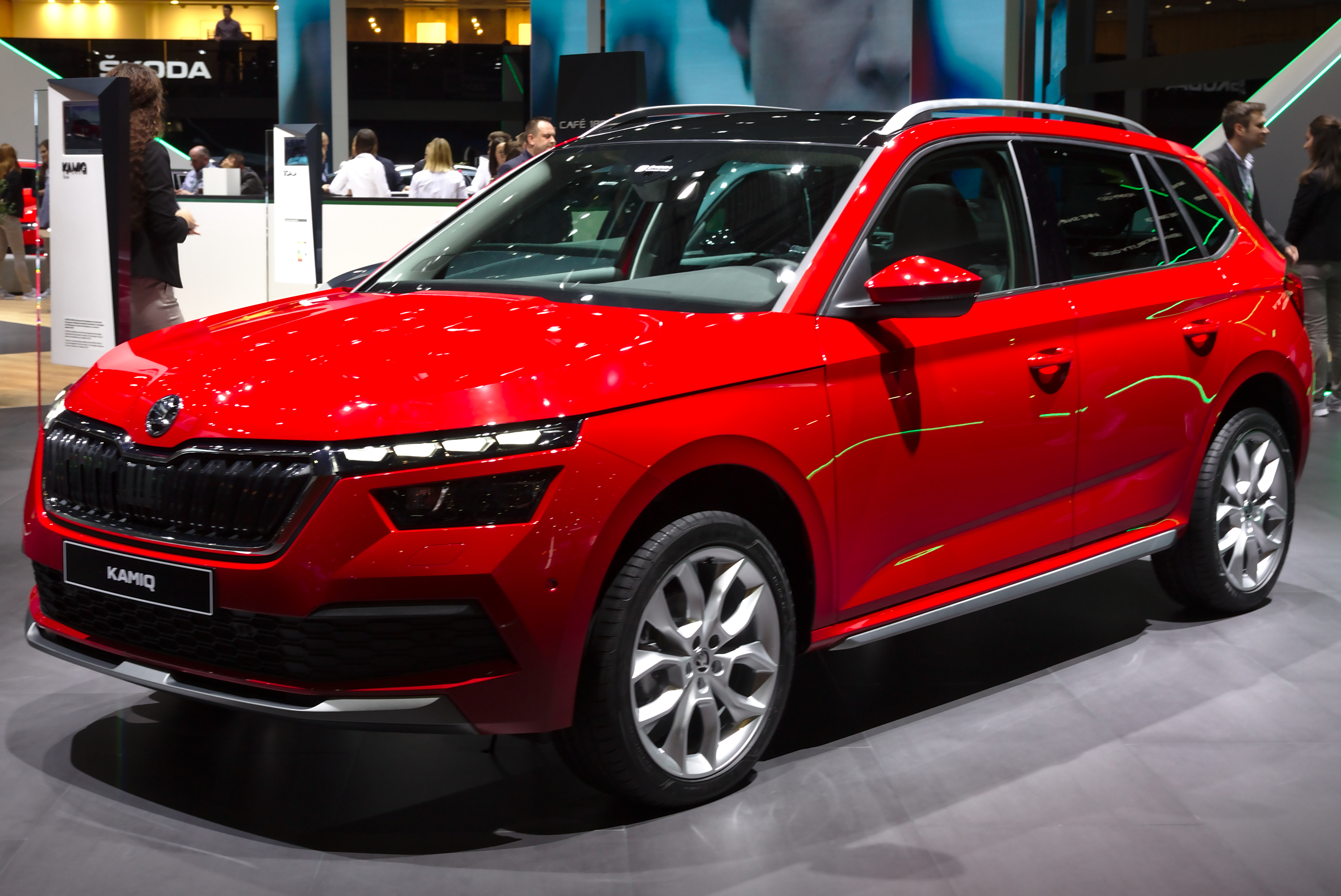
Škoda Kamiq
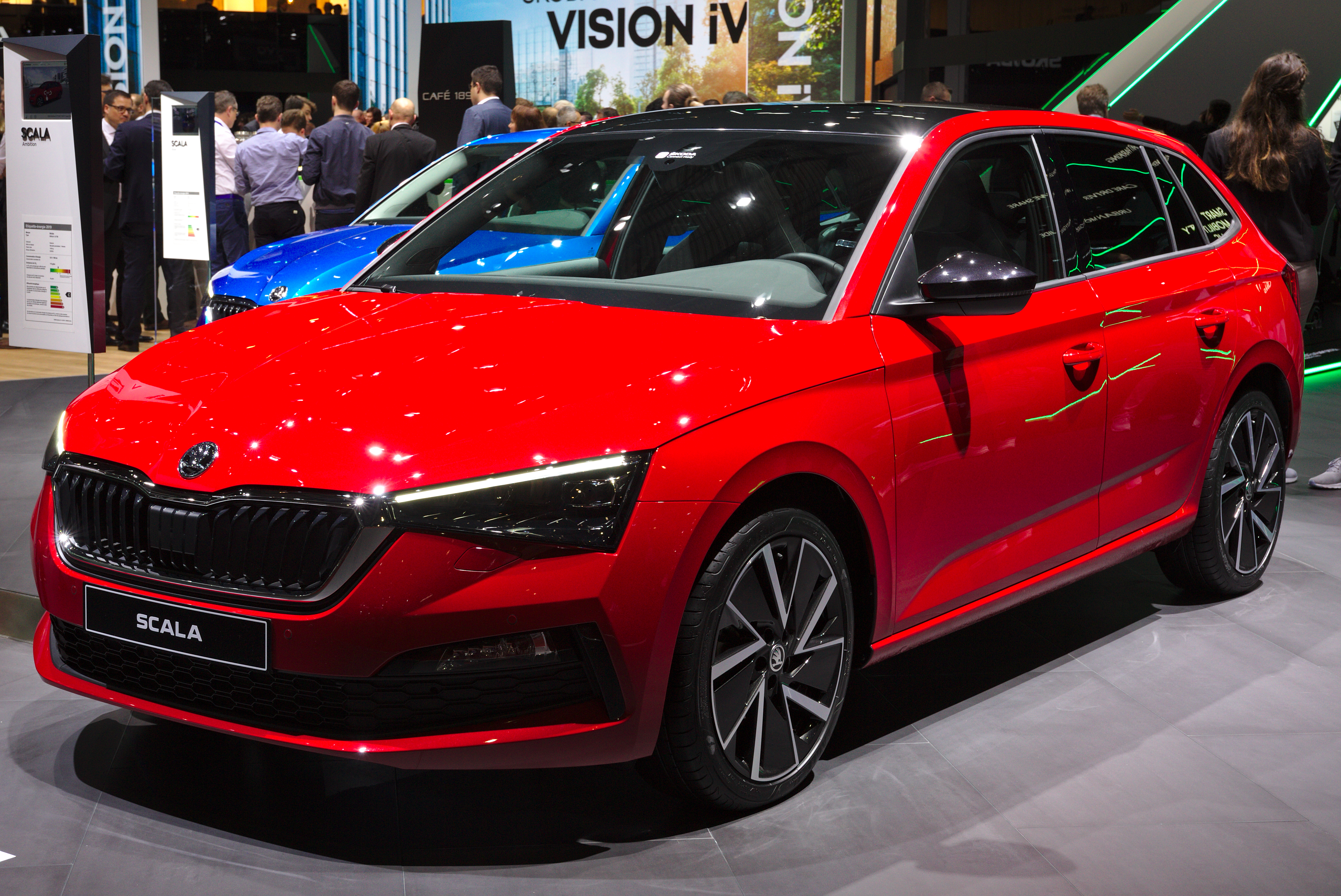
Škoda Scala
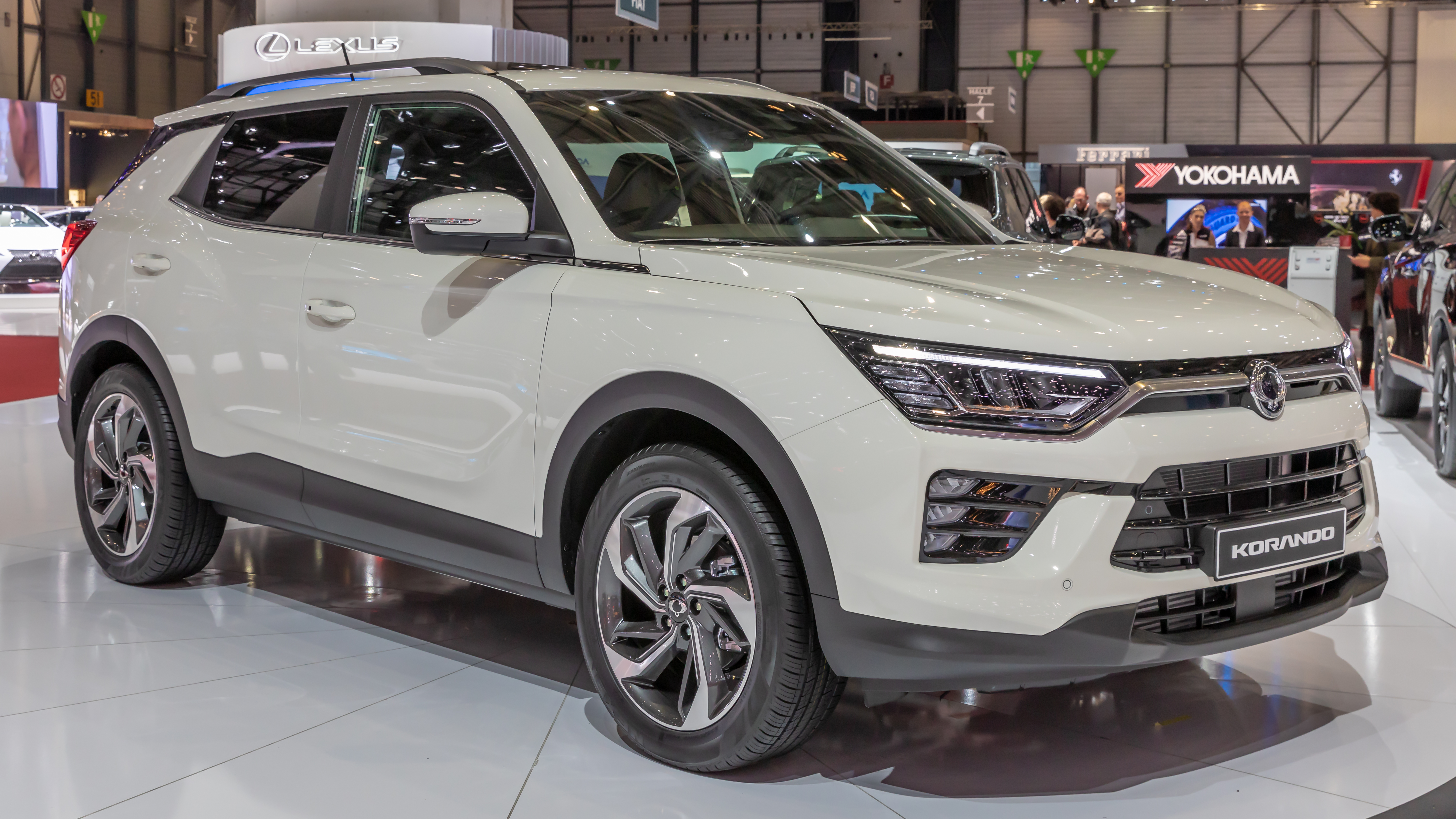
SsangYong Korando
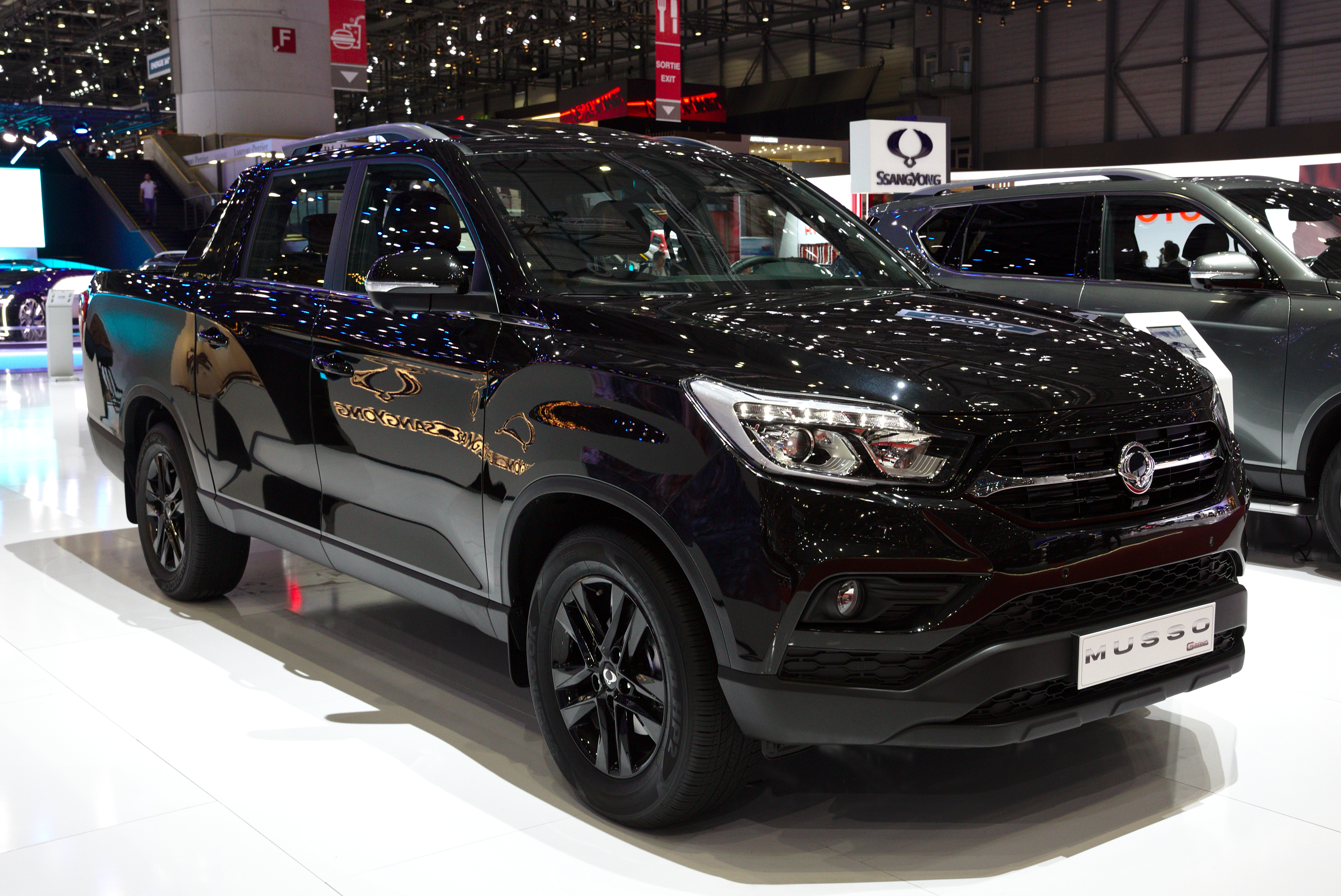
SsangYong Musso Grand
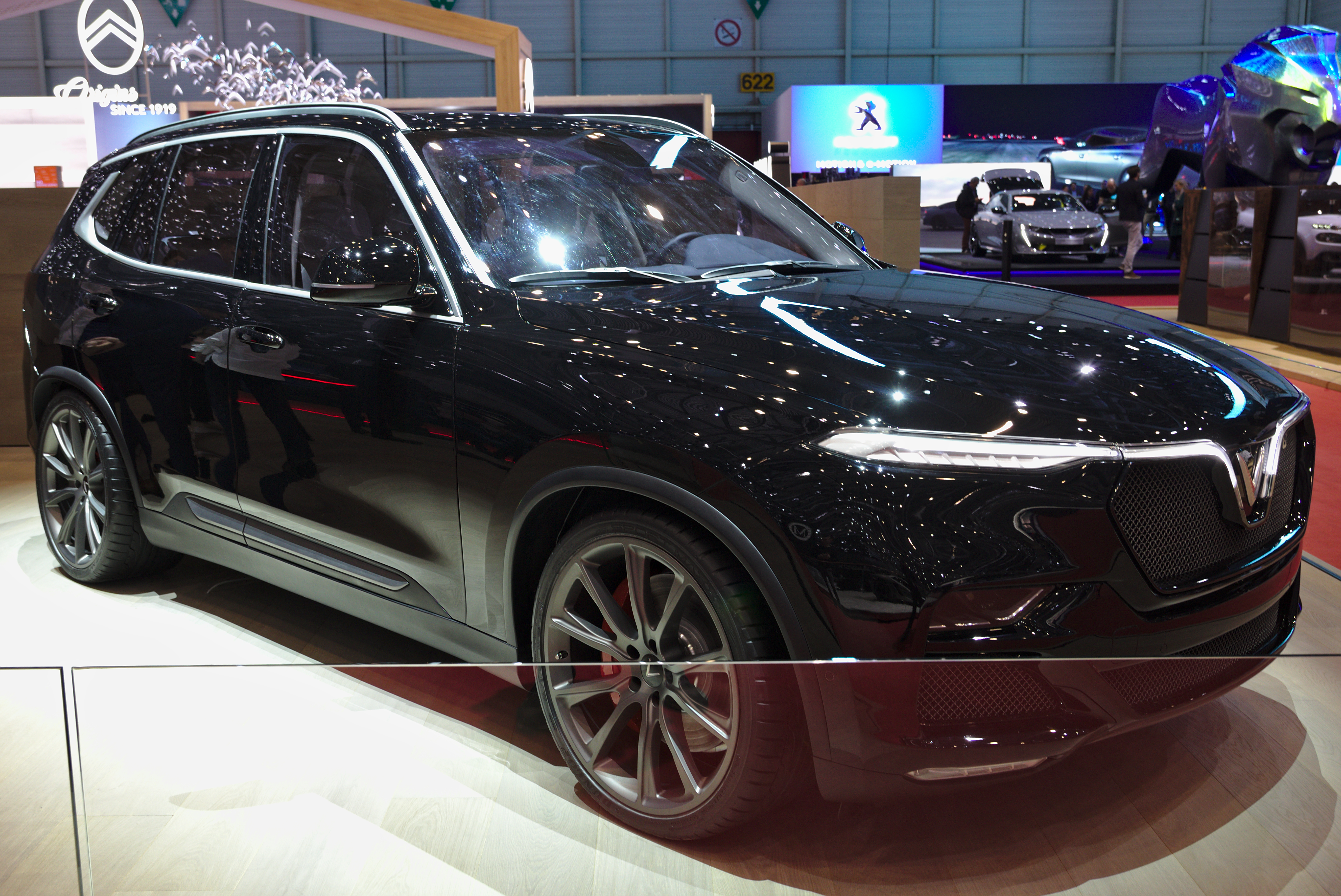
Vinfast Lux V8
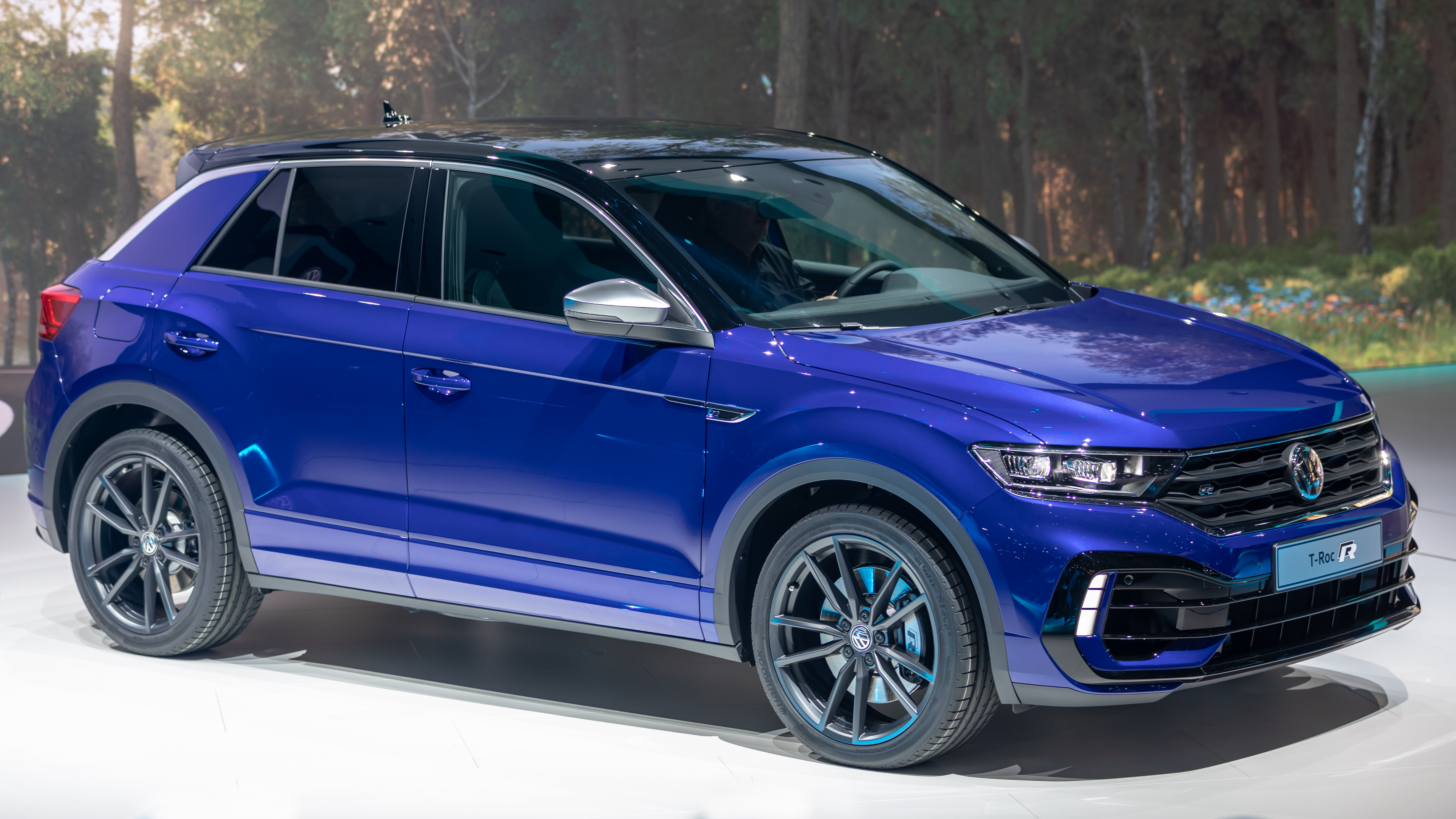
Volkswagen T-Roc R

### Restylages
- Alpina B7 phase 2
- Audi TT RS phase 2
- BMW Série 7 phase 2
- Hyundai Ioniq phase 2
- Mercedes-Benz GLC phase 2
- Mercedes Classe V phase 2[12]
- Mitsubishi ASX phase 5
- Renault Twingo III phase 2
- Subaru Levorg
- Volkswagen Passat VIII phase 2
- Volkswagen Multivan phase 2

Restylages
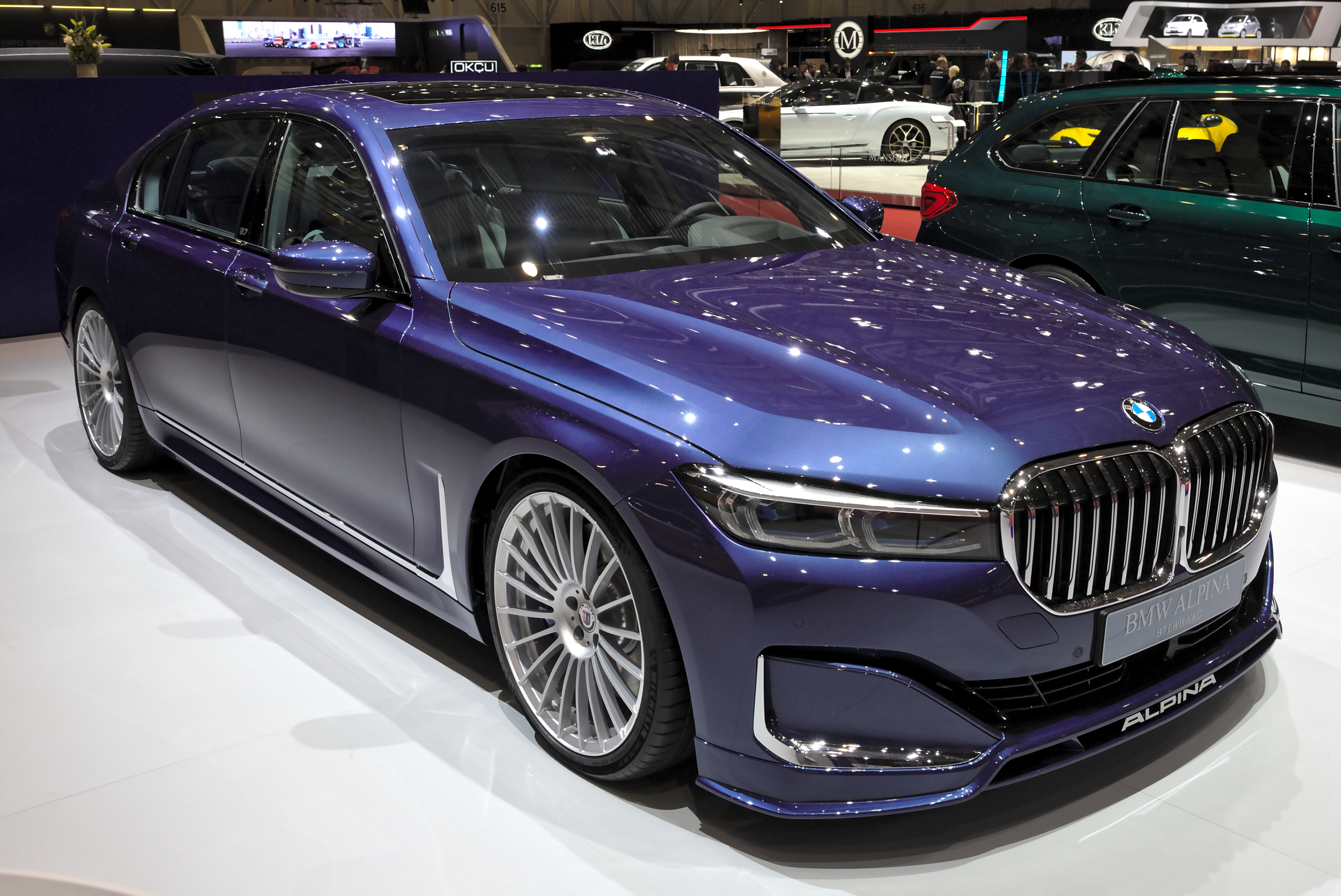
Alpina B7
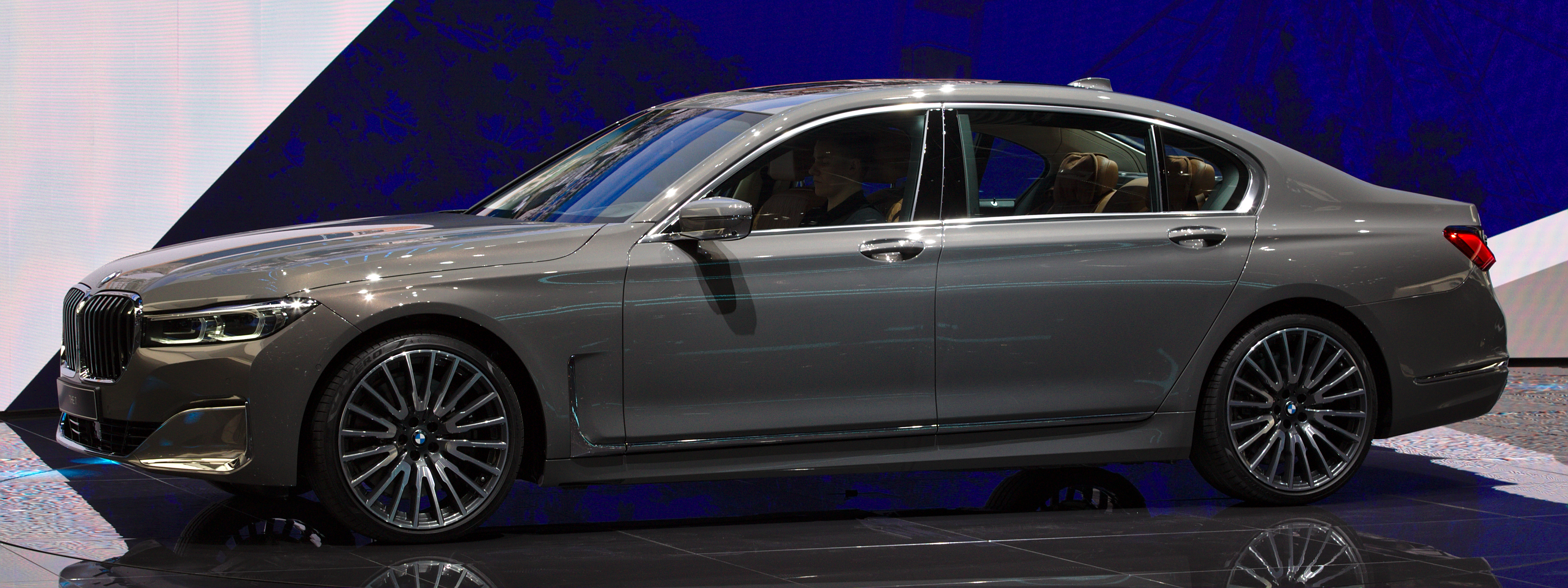
BMW série 7
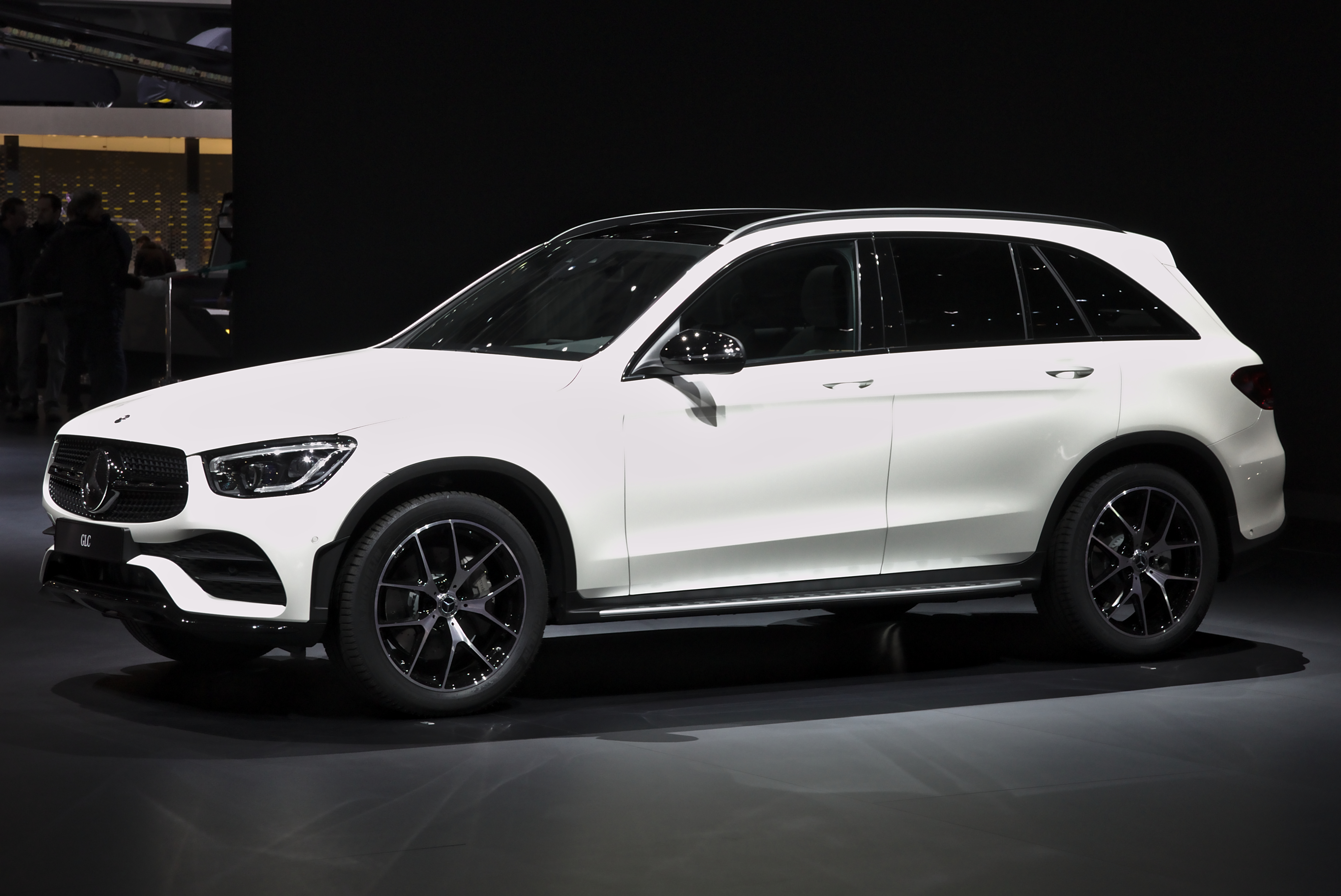
Mercedes-Benz GLC
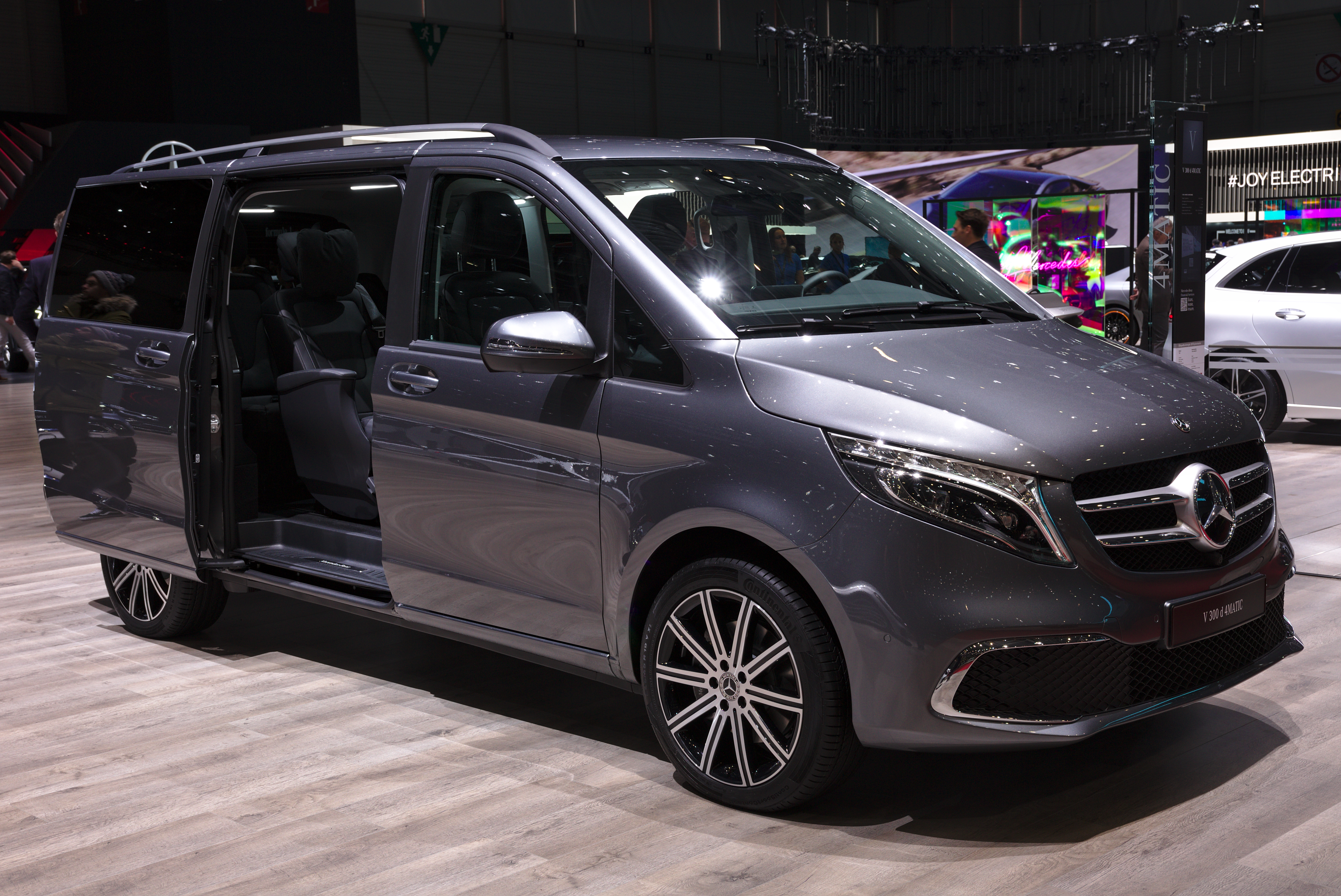
Mercedes-Benz Classe V
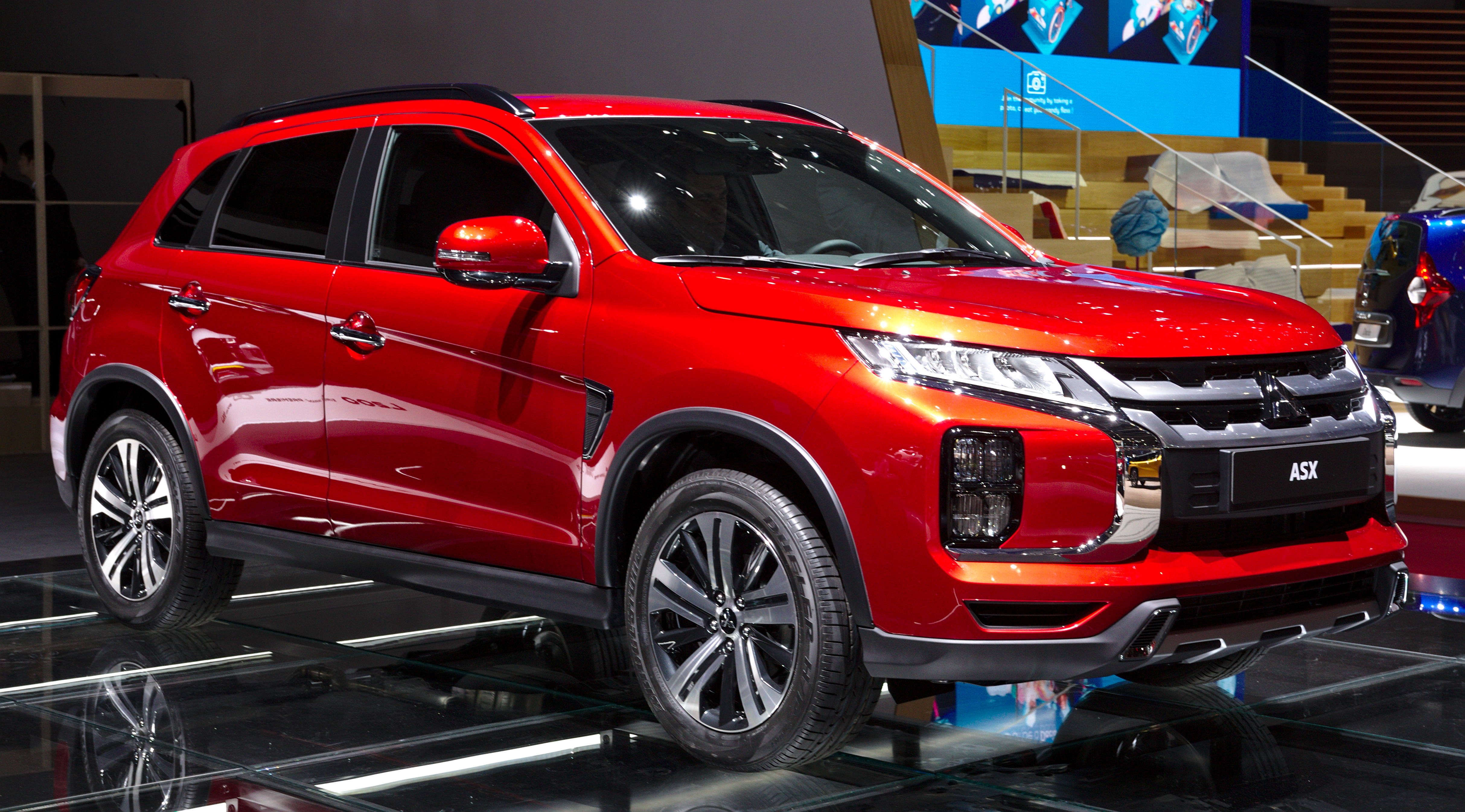
Mitsubishi ASX
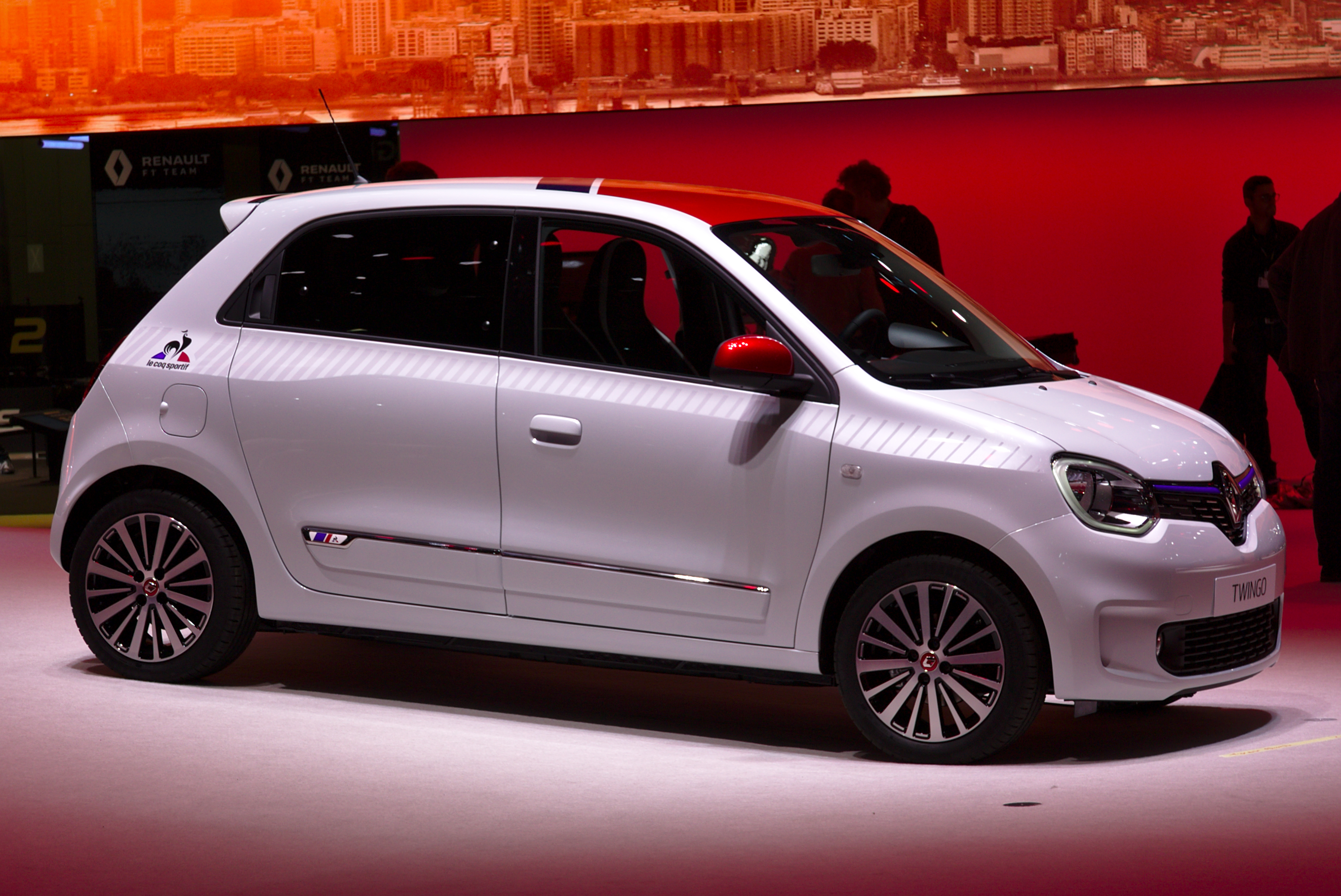
Renault Twingo
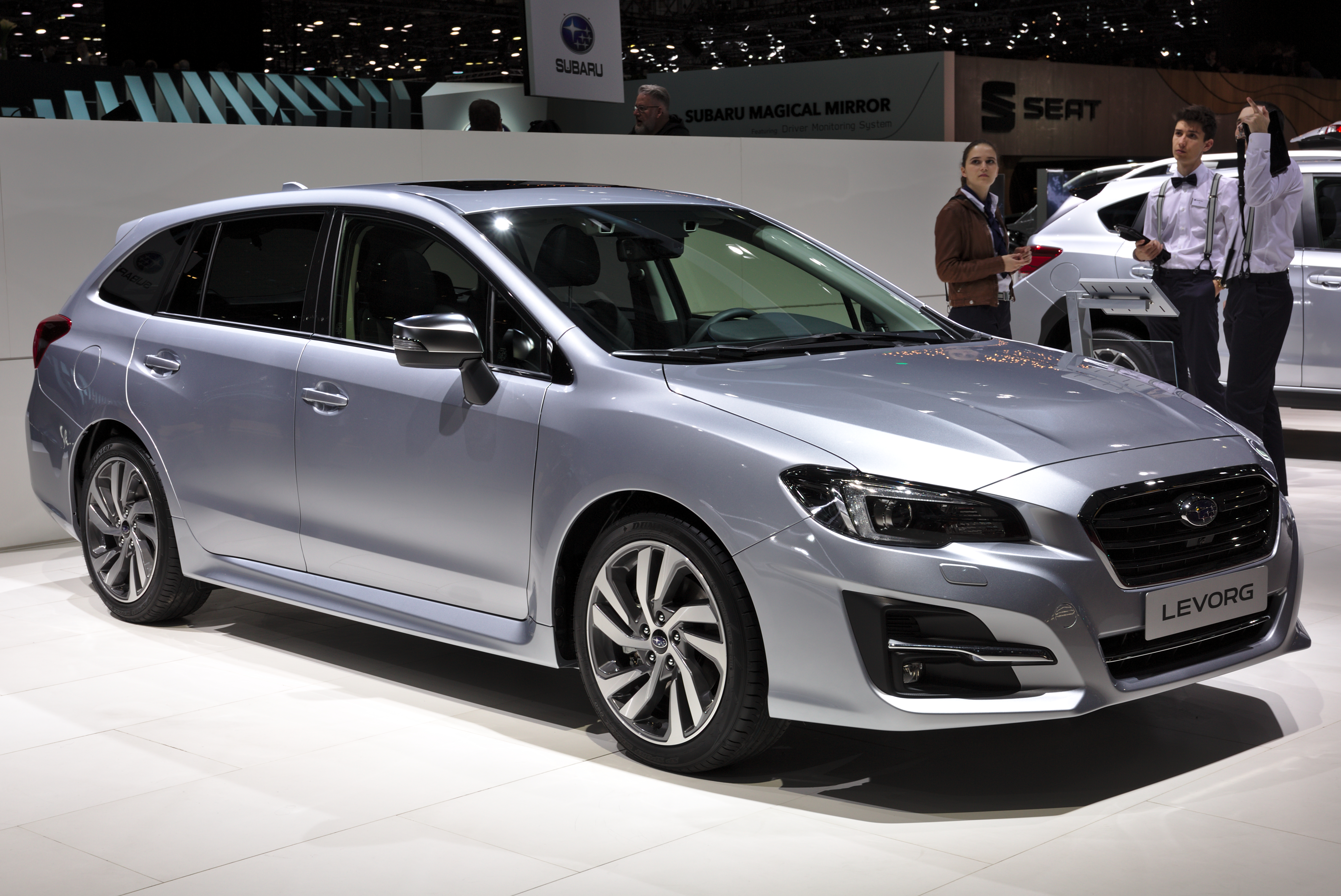
Subaru Levorg
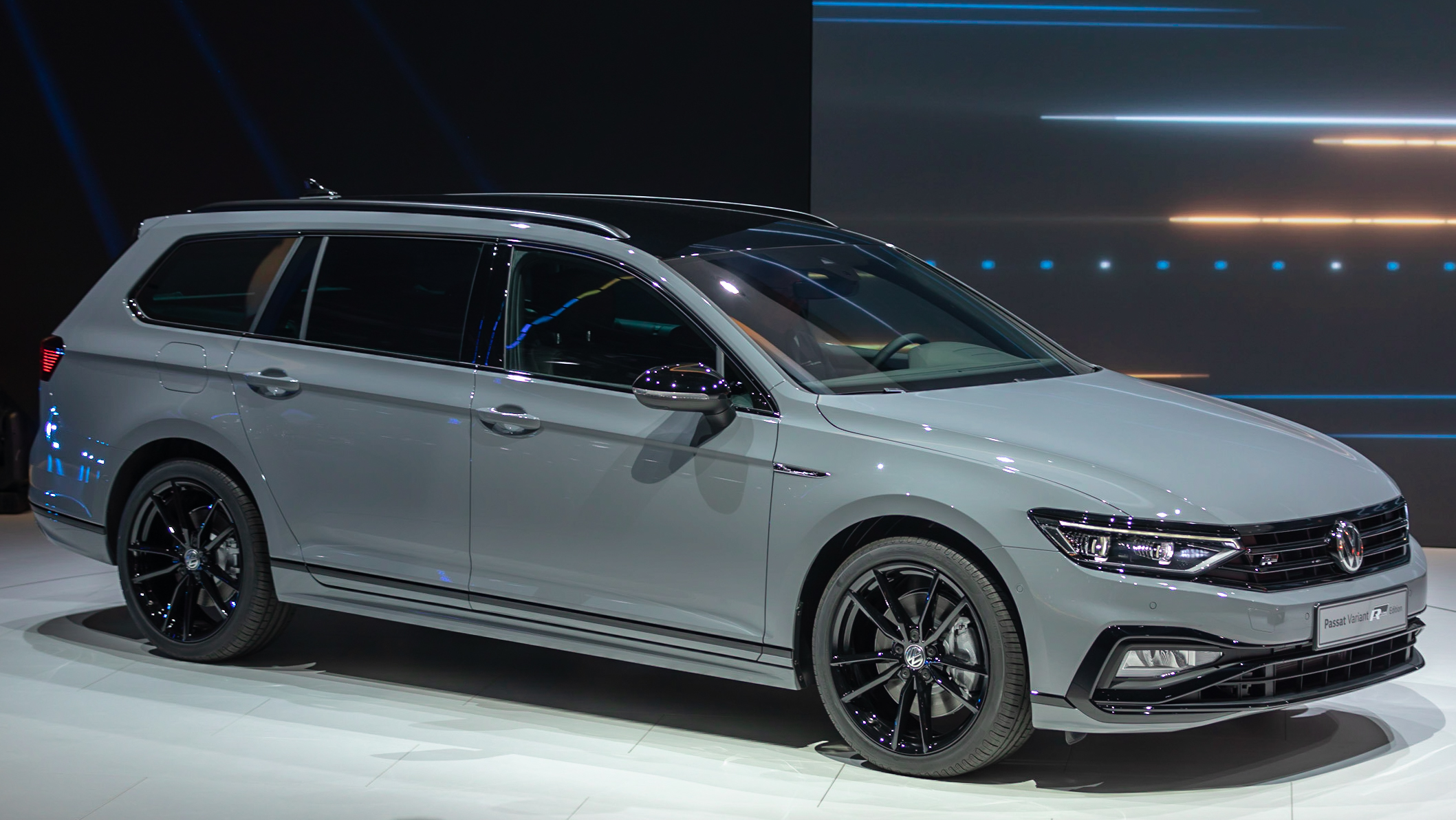
Volkswagen Passat
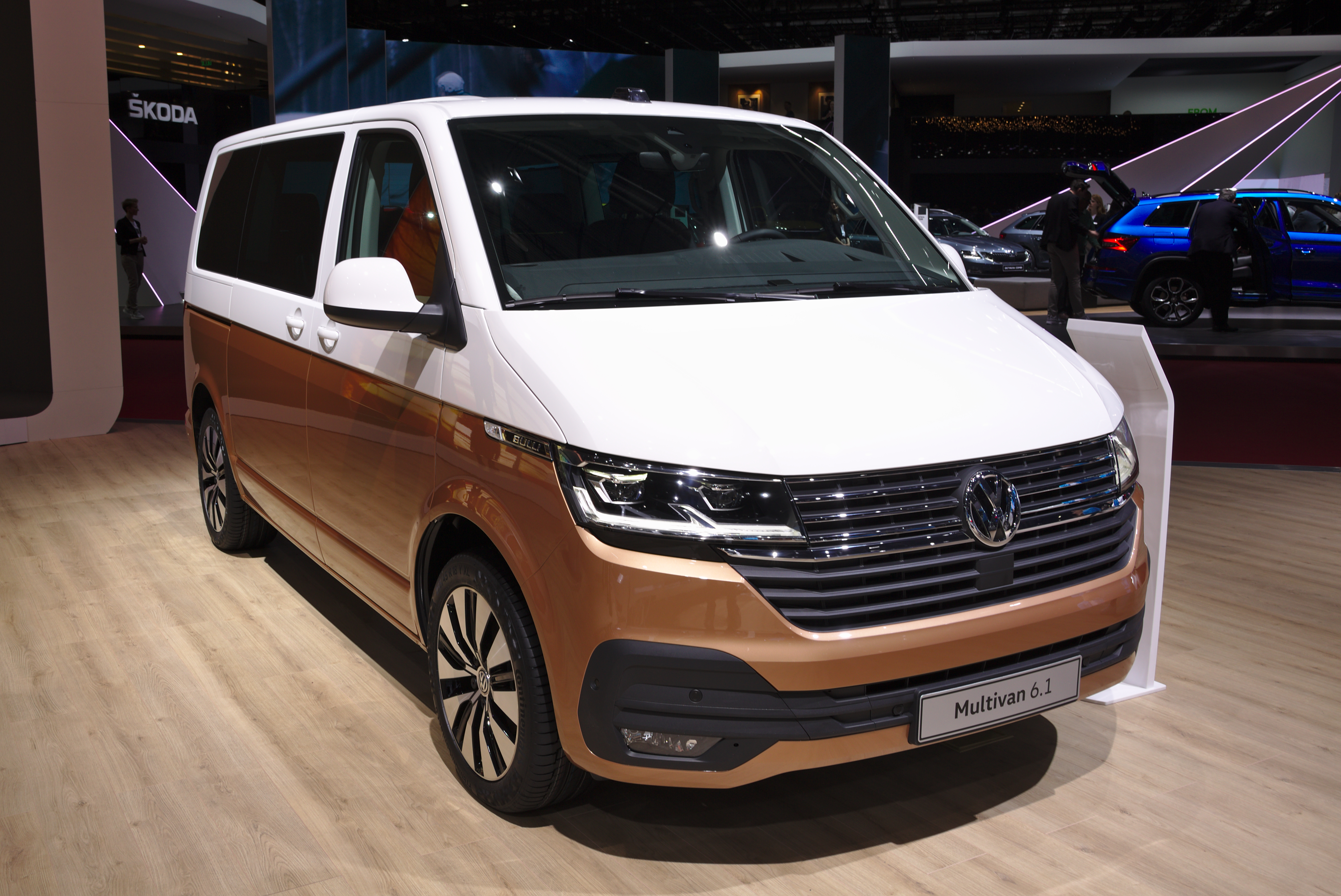
Volkswagen Multivan

### Concept cars
- Aiways U5 Ion
- Alfa Romeo Tonale Concept
- Arcfox ECF Concept
- Aston Martin Vanquish Vision Concept
- Audi e-tron GT concept
- Audi Q4 e-tron[13]
- Citroën Ami One concept[14]
- Citroën SpaceTourer The Citroënist concept
- Cupra Formentor concept
- Fiat Centoventi Concept
- Giugiaro Kangaroo concept
- Honda e-Prototype[15]
- Honda Tomo concept
- Italdesign DaVinci concept
- Kia Imagine Concept[16]
- Lagonda All-Terrain concept[17]
- Lexus LC Cabriolet concept
- Mercedes-Benz EQV concept
- Mitsubishi Engelberg Tourer Concept[18]
- Nissan IMQ
- Peugeot 508 Sport Engineered Concept
- Piëch Mark Zero
- Pininfarina Battista
- Renault Alaskan ICE Edition
- Seat El Born Concept
- Škoda Vision iV concept[19]
- Smart Forease+
- Subaru Viziv Adrenaline
- Tata H2X Concept[20]
- Toyota Supra GT4 Concept
- Volkswagen I.D. Buggy

Concept-cars
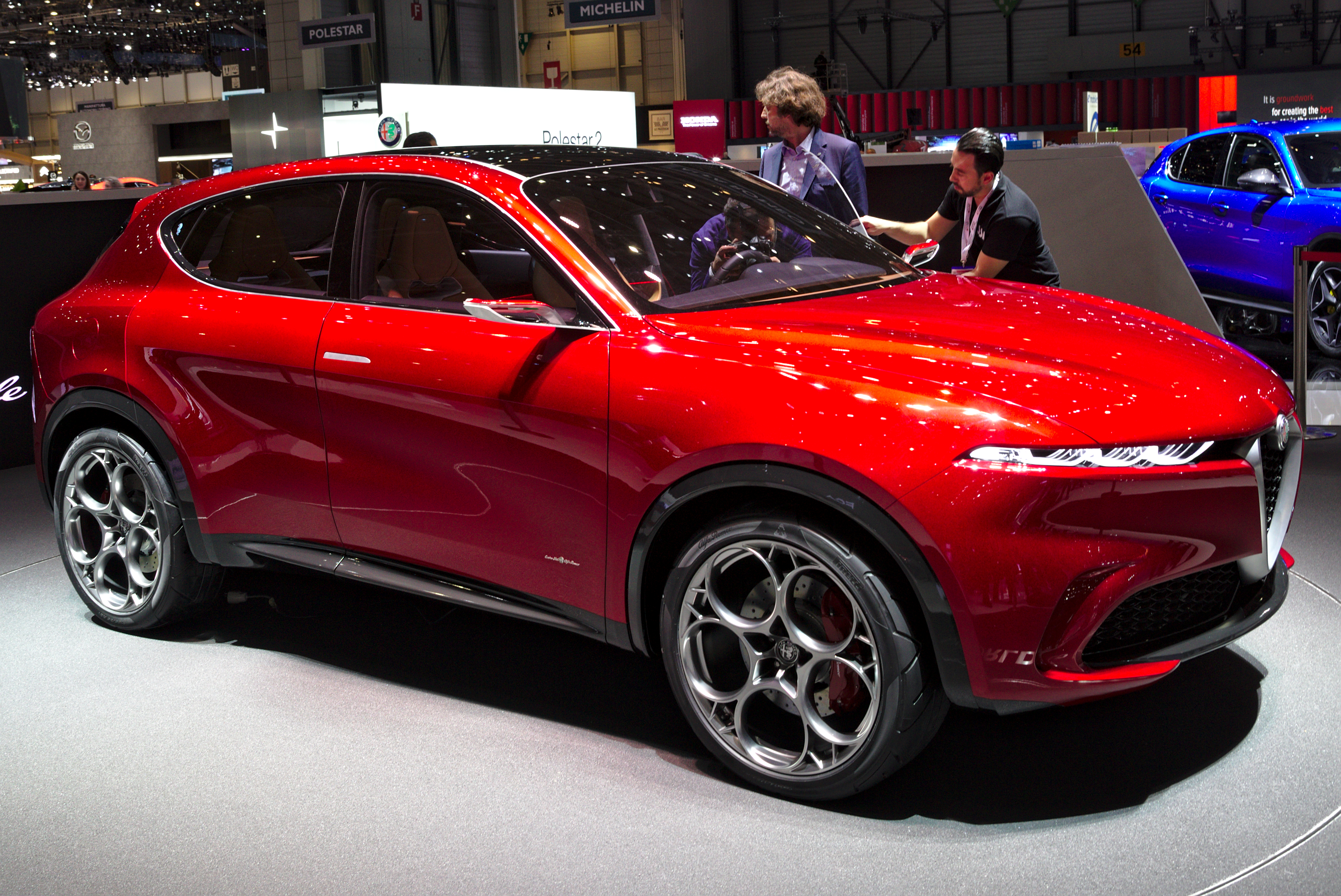
Alfa Romeo Tonale Concept
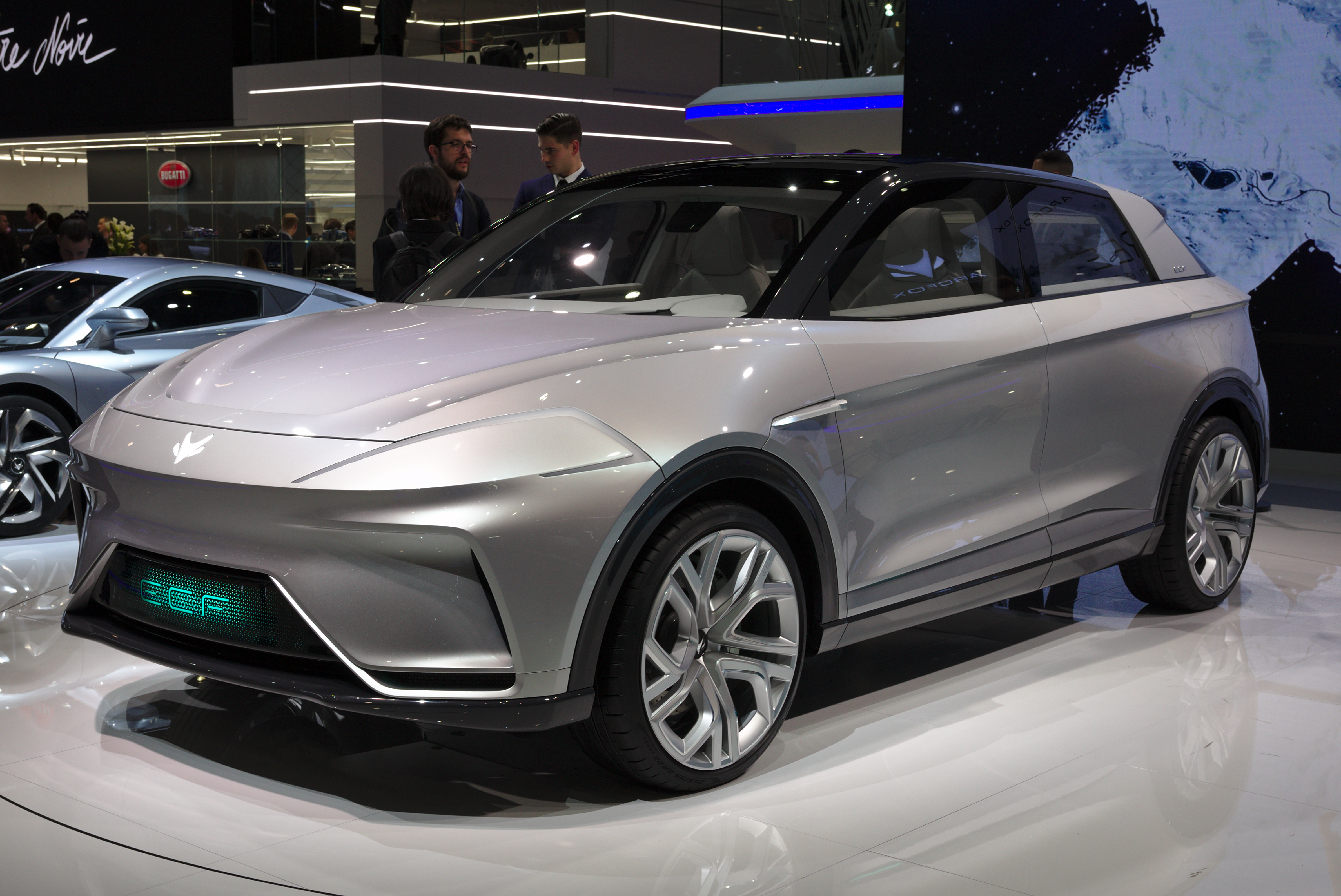
Arcfox ECF Concept
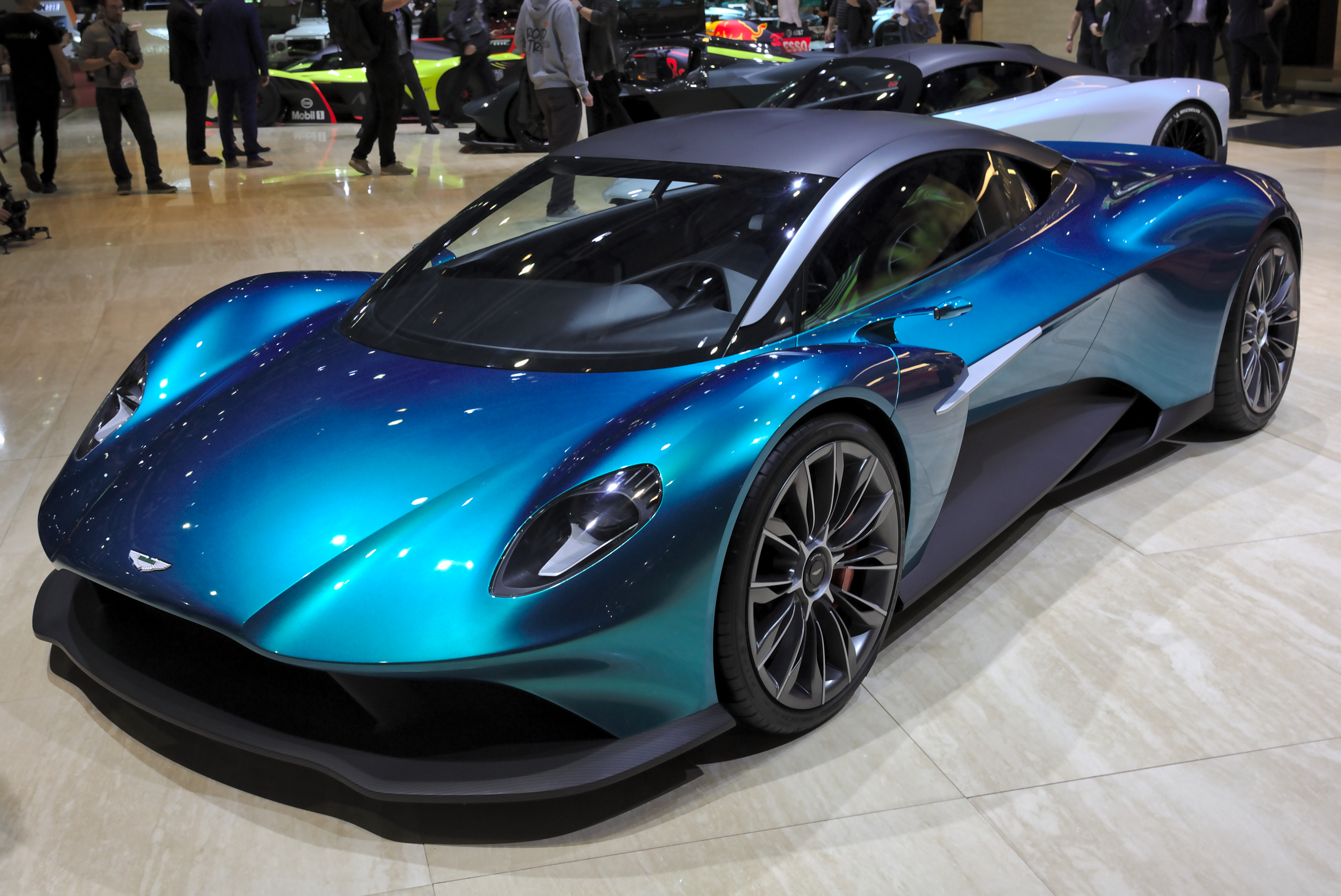
Aston Martin Vanquish Vision Concept
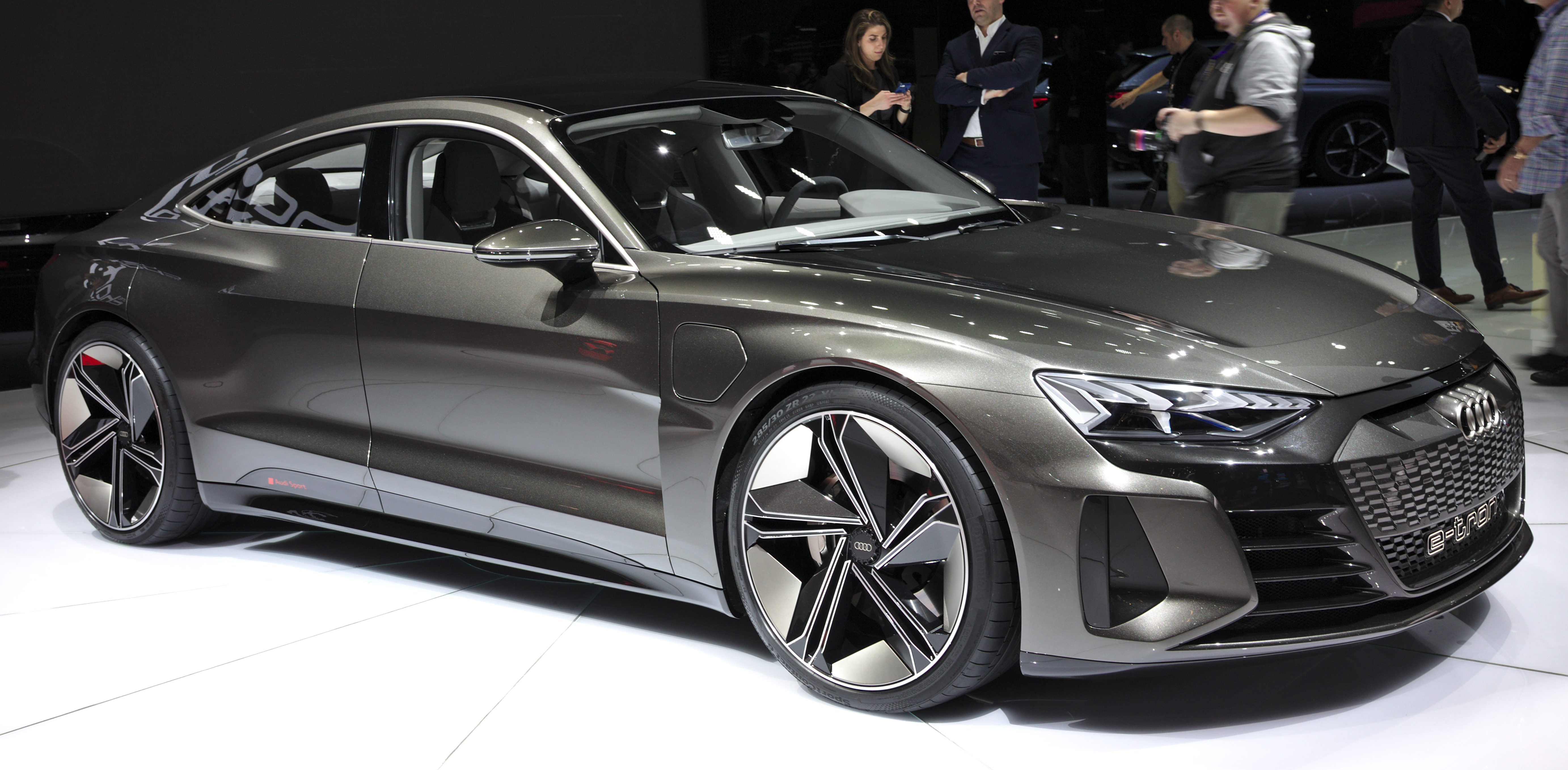
Audi e-tron GT Concept
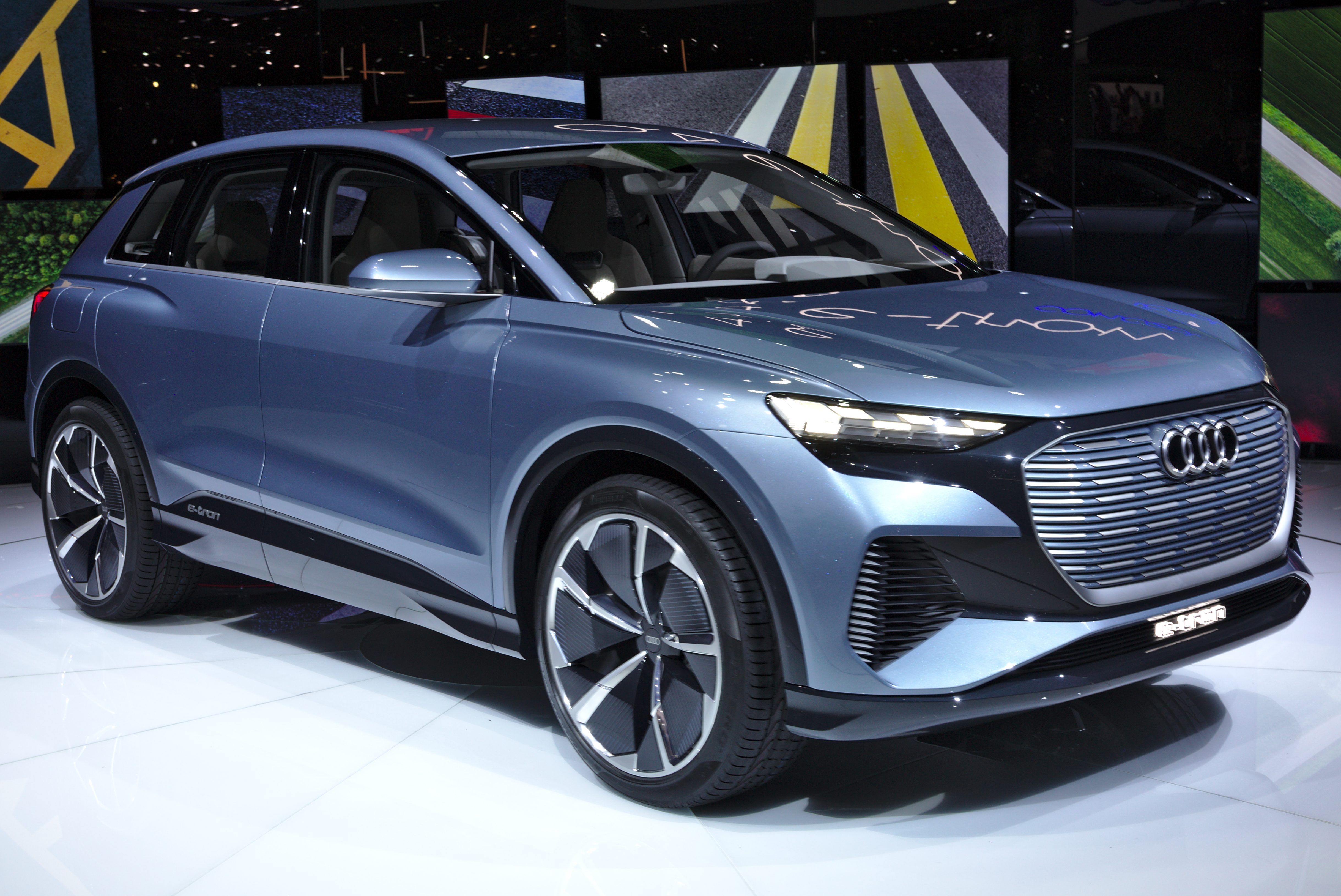
Audi Q4 e-tron Concept
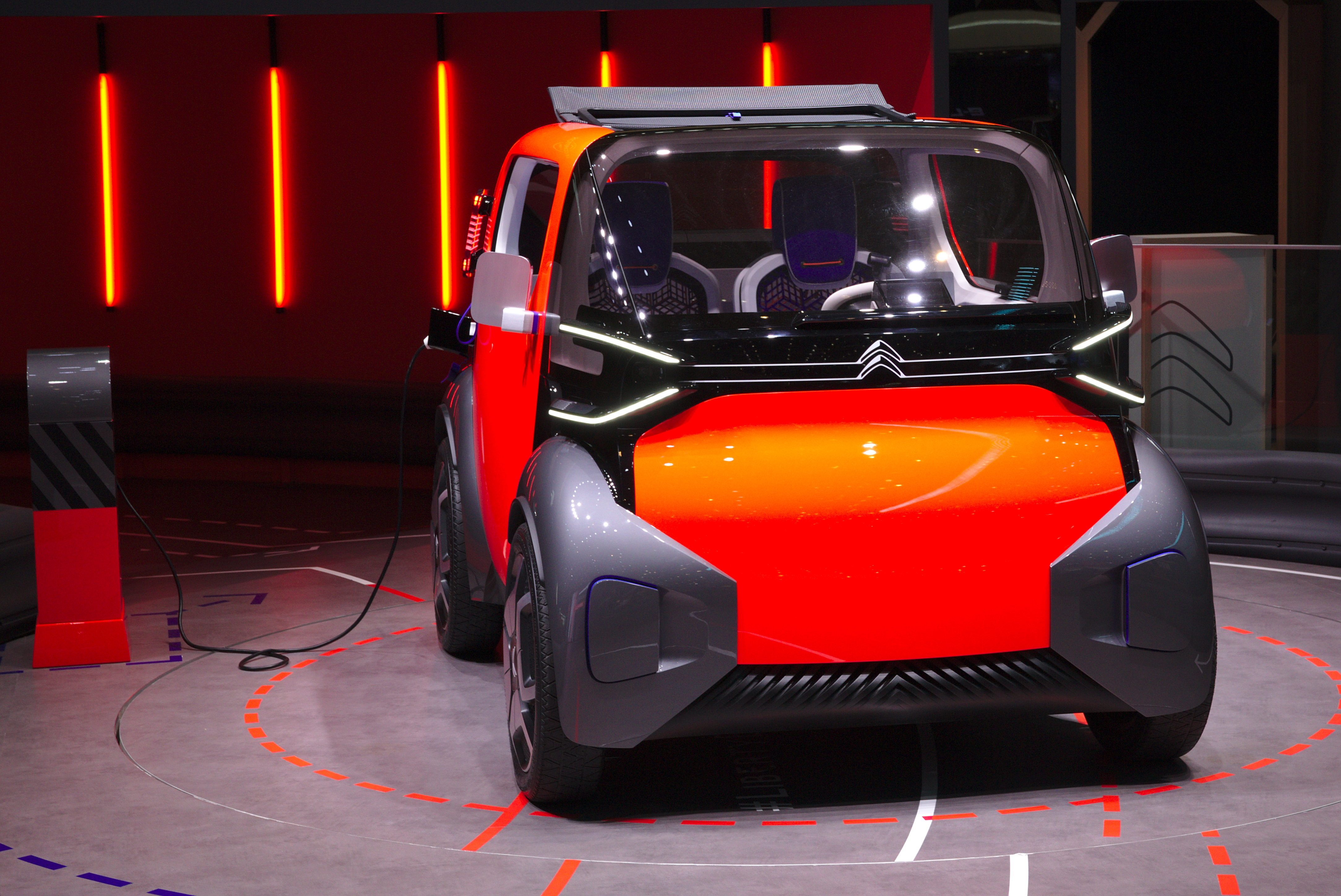
Citroën Ami One concept
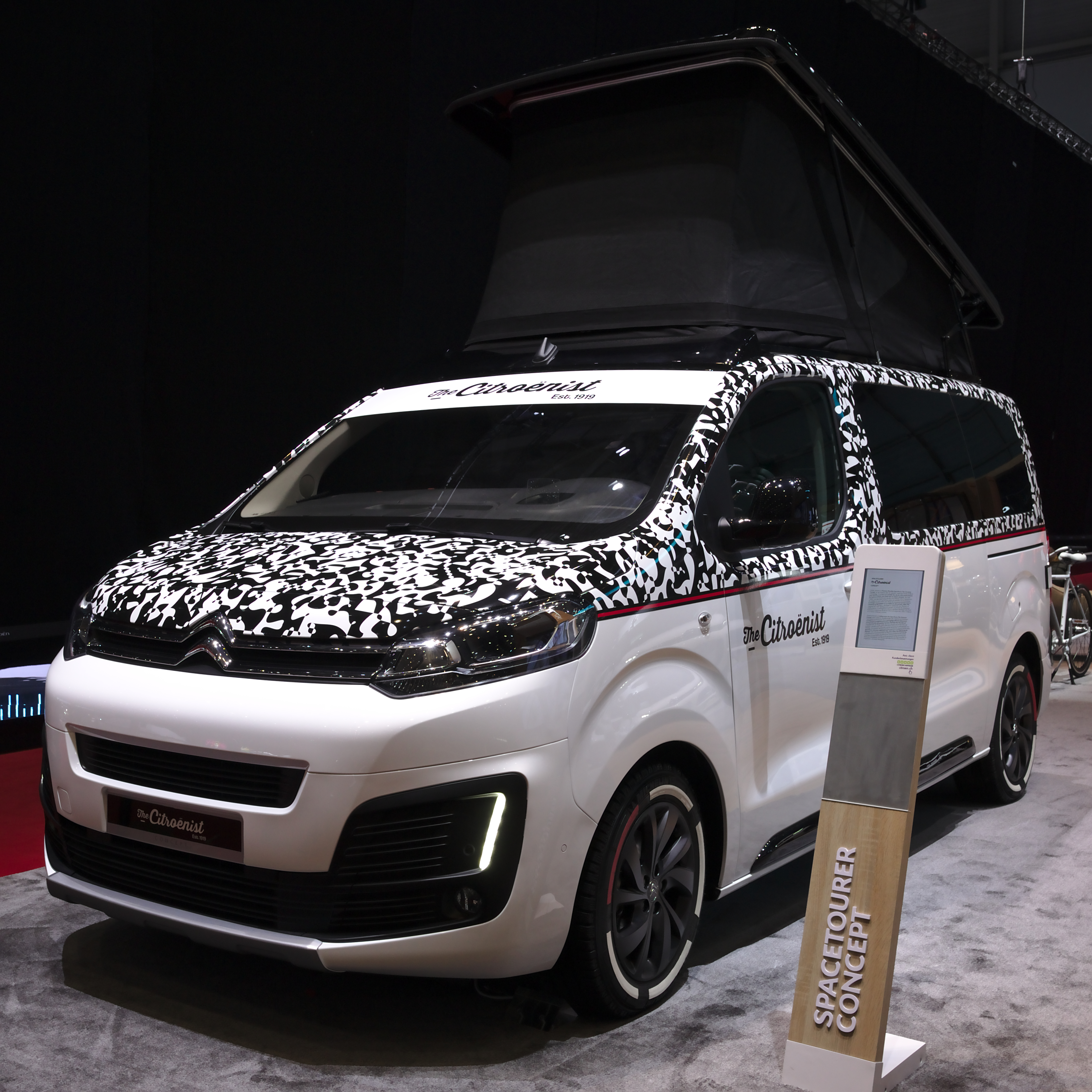
Citroën SpaceTourer The Citroënist concept
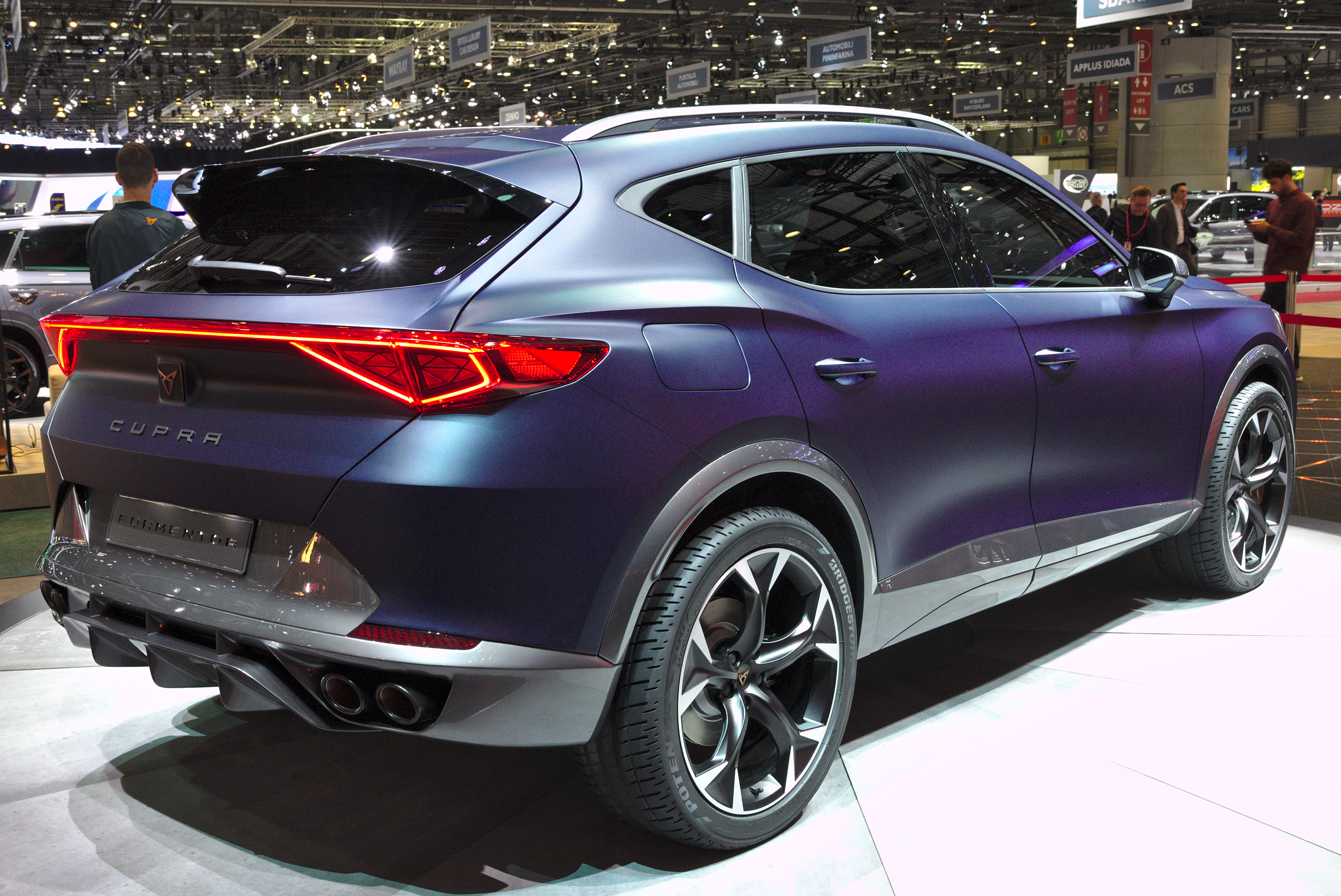
Cupra Formentor concept
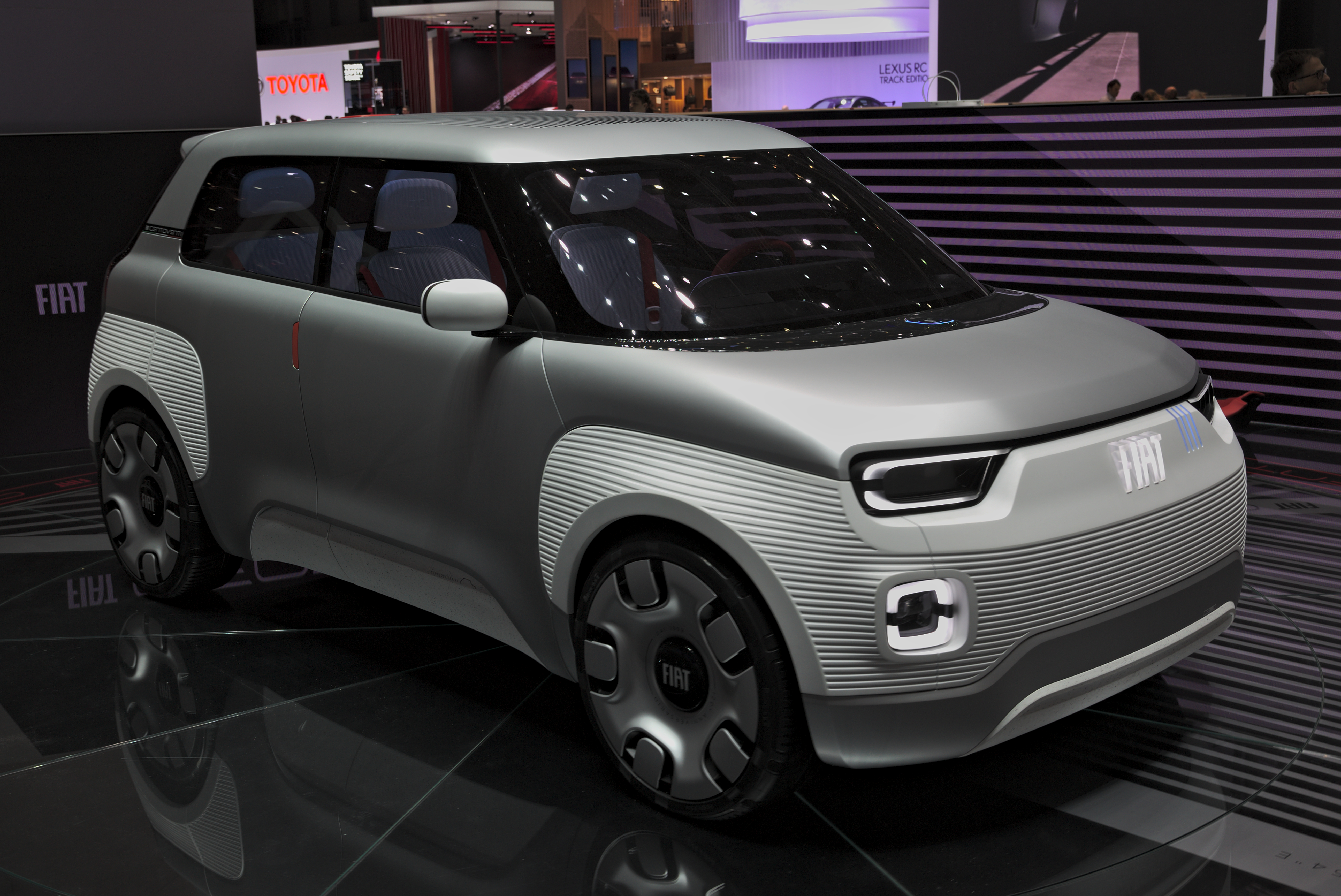
Fiat Centoventi Concept
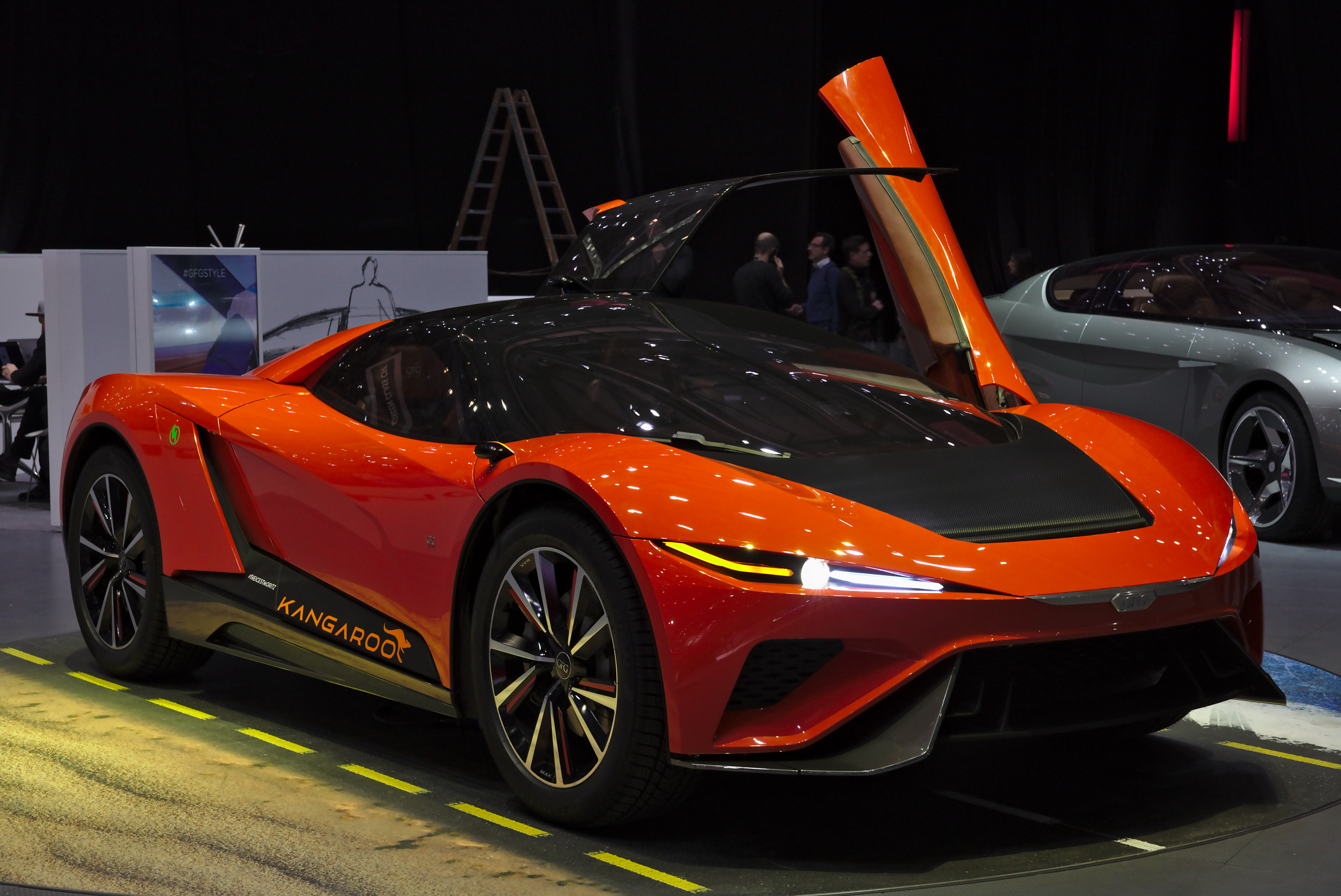
Giugiaro Kangaroo concept
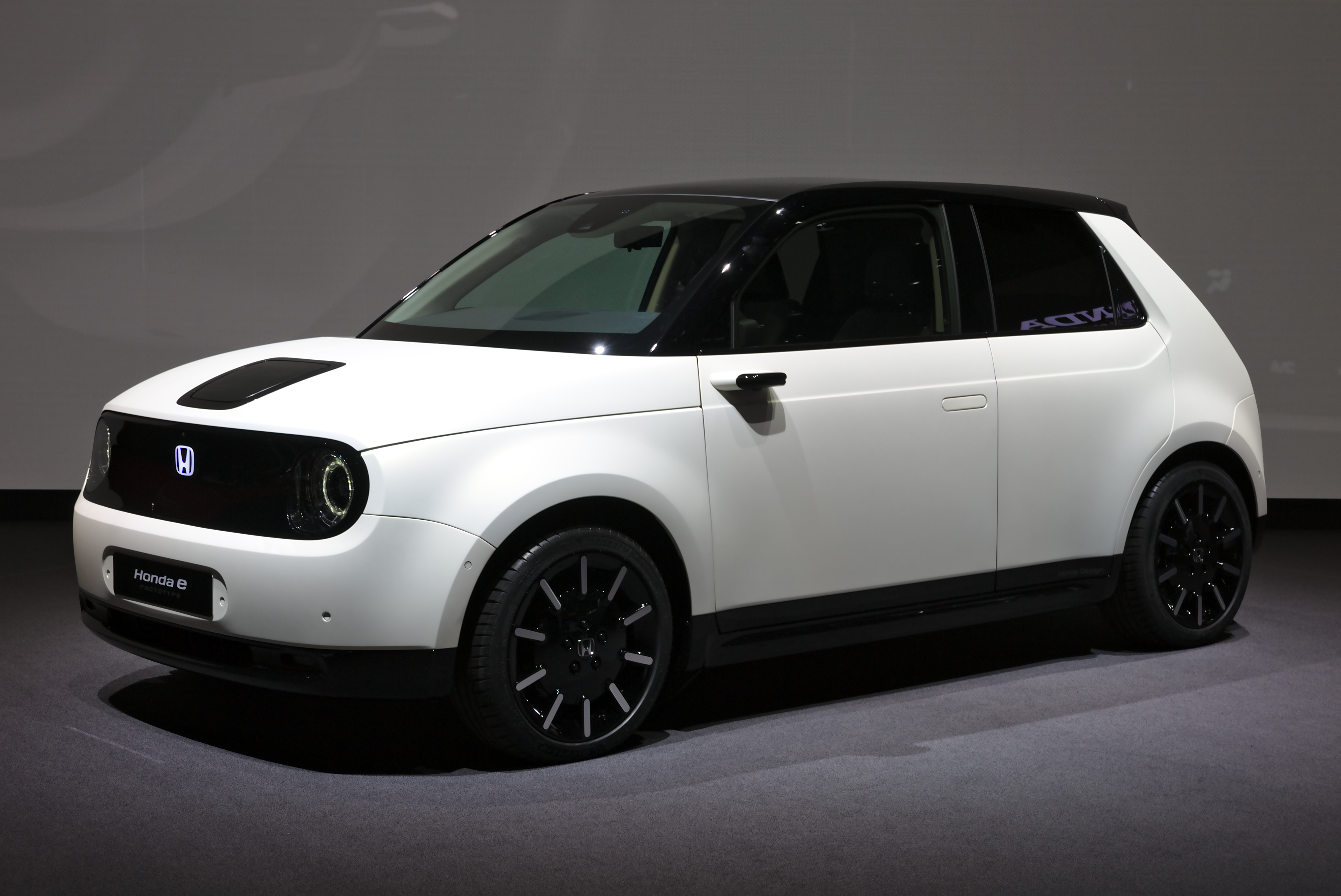
Honda e-Prototype
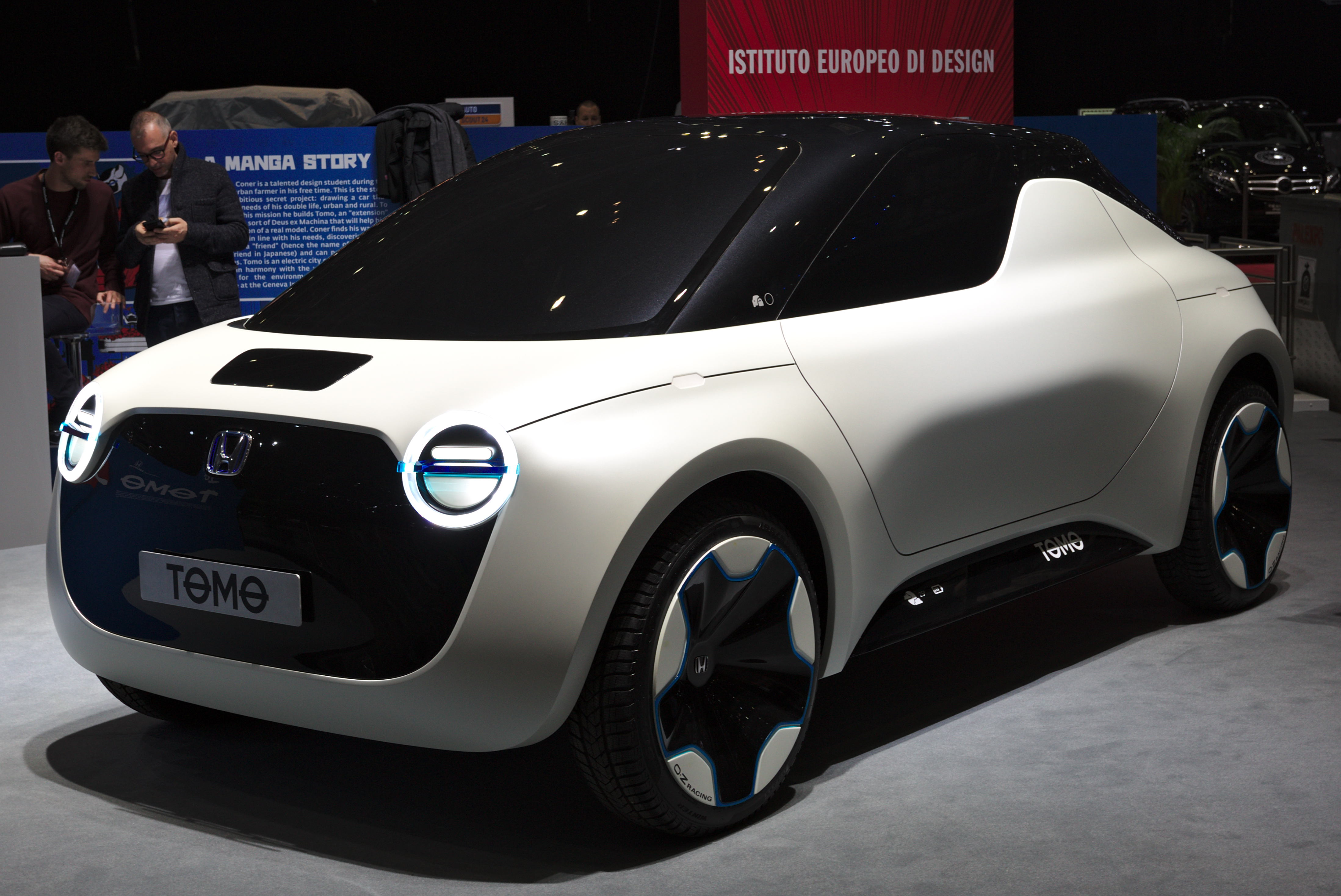
Honda Tomo concept
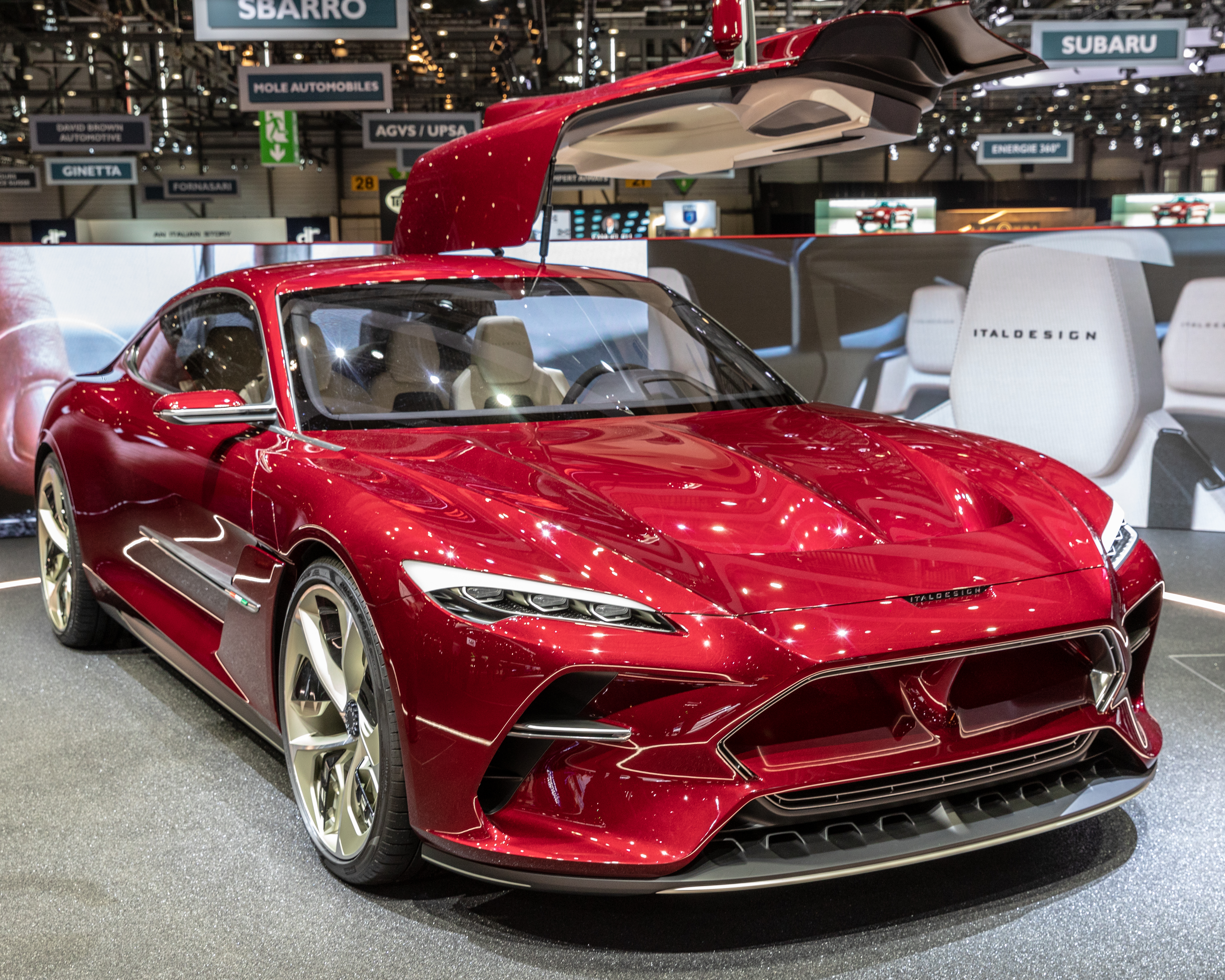
Italdesign DaVinci
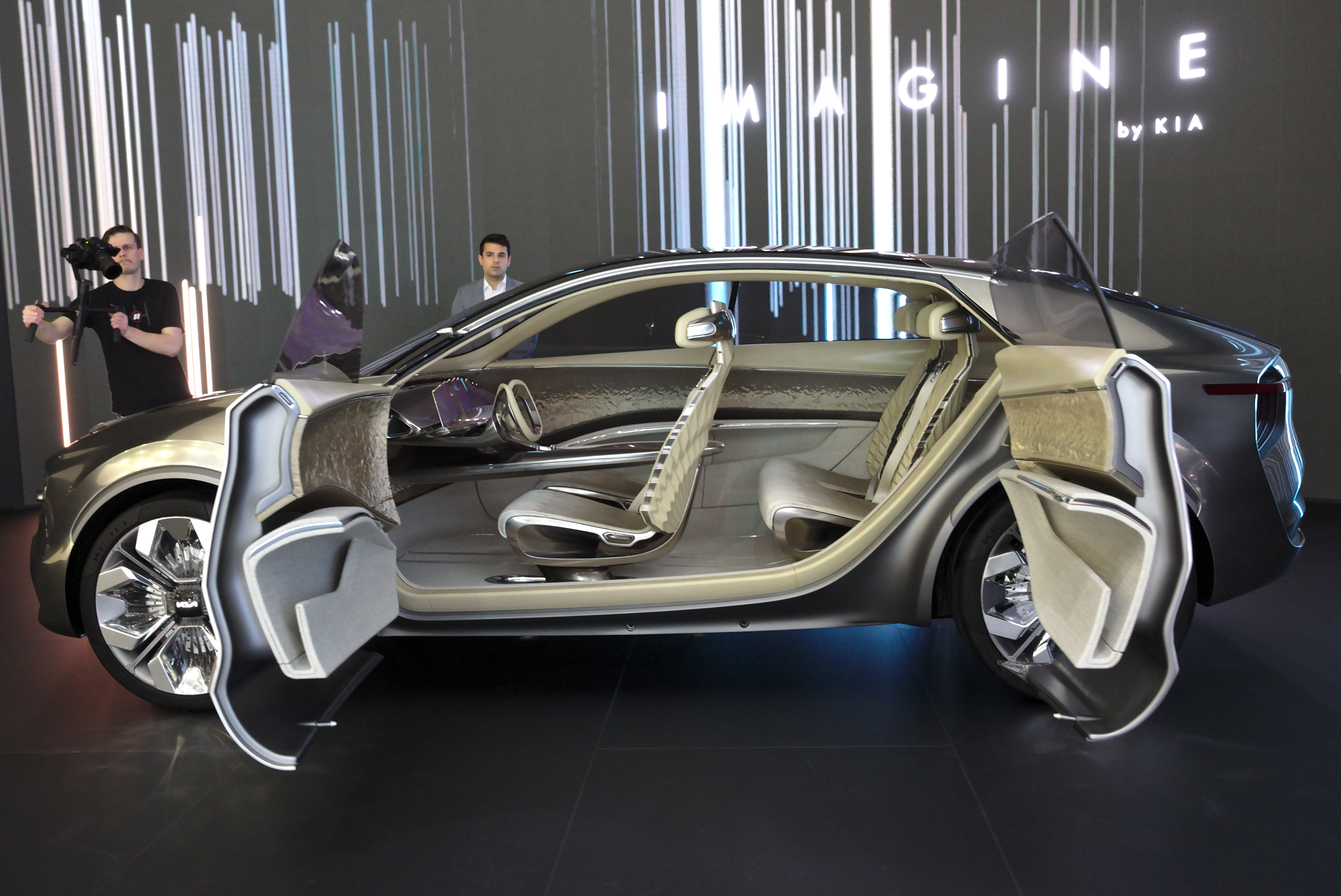
Kia Imagine Concept
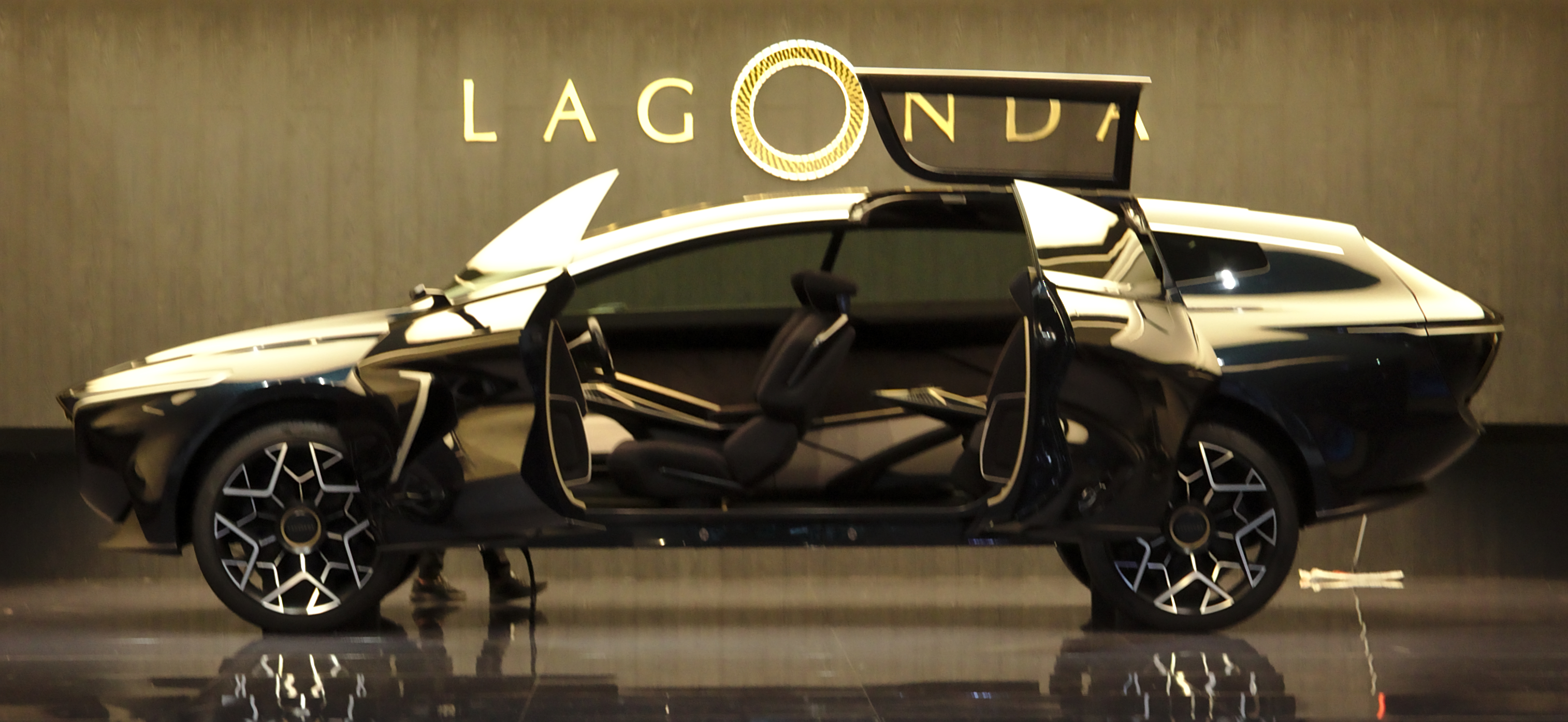
Lagonda All-Terrain concept
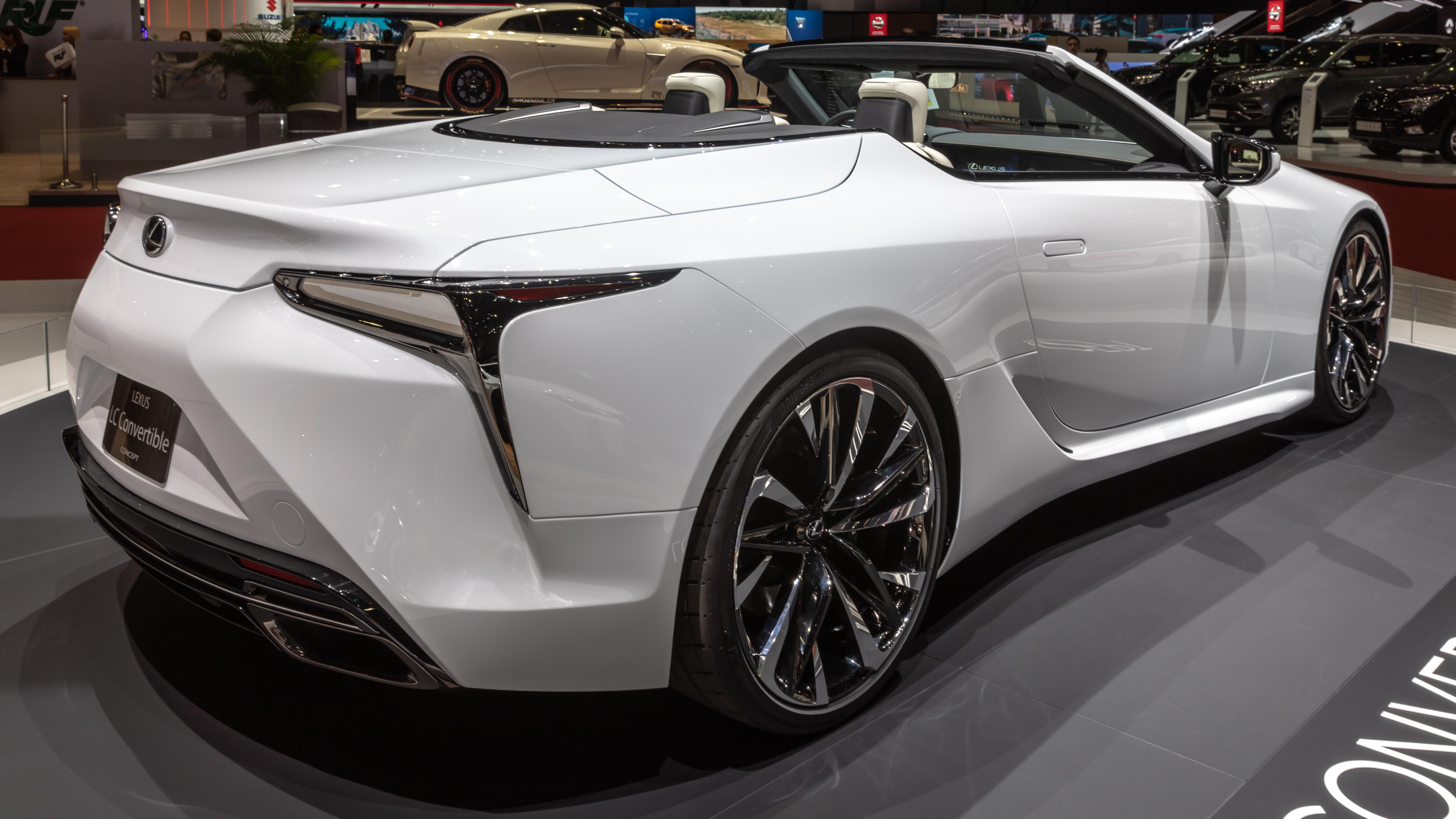
Lexus LC Convertible Concept
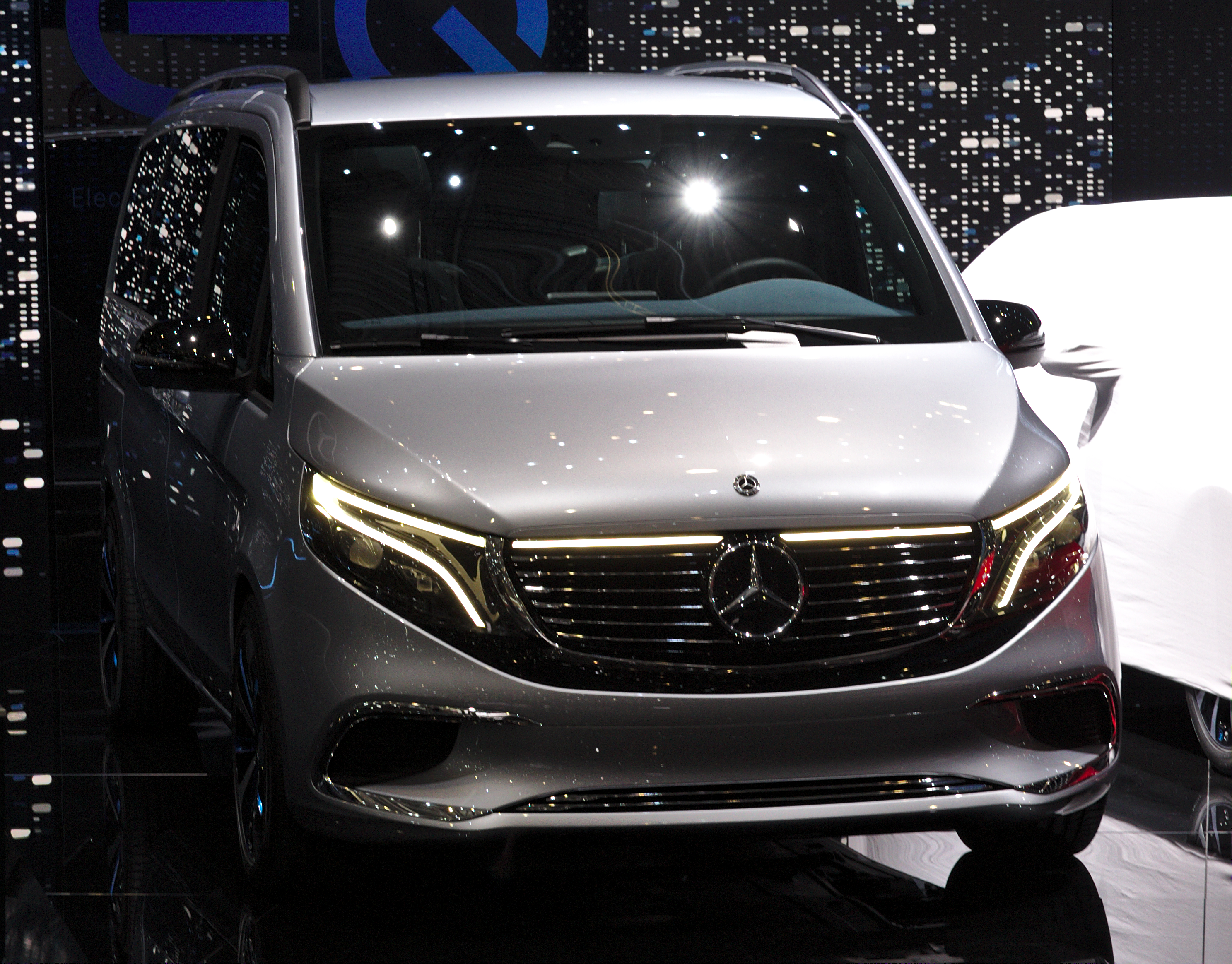
Mercedes-Benz EQV concept
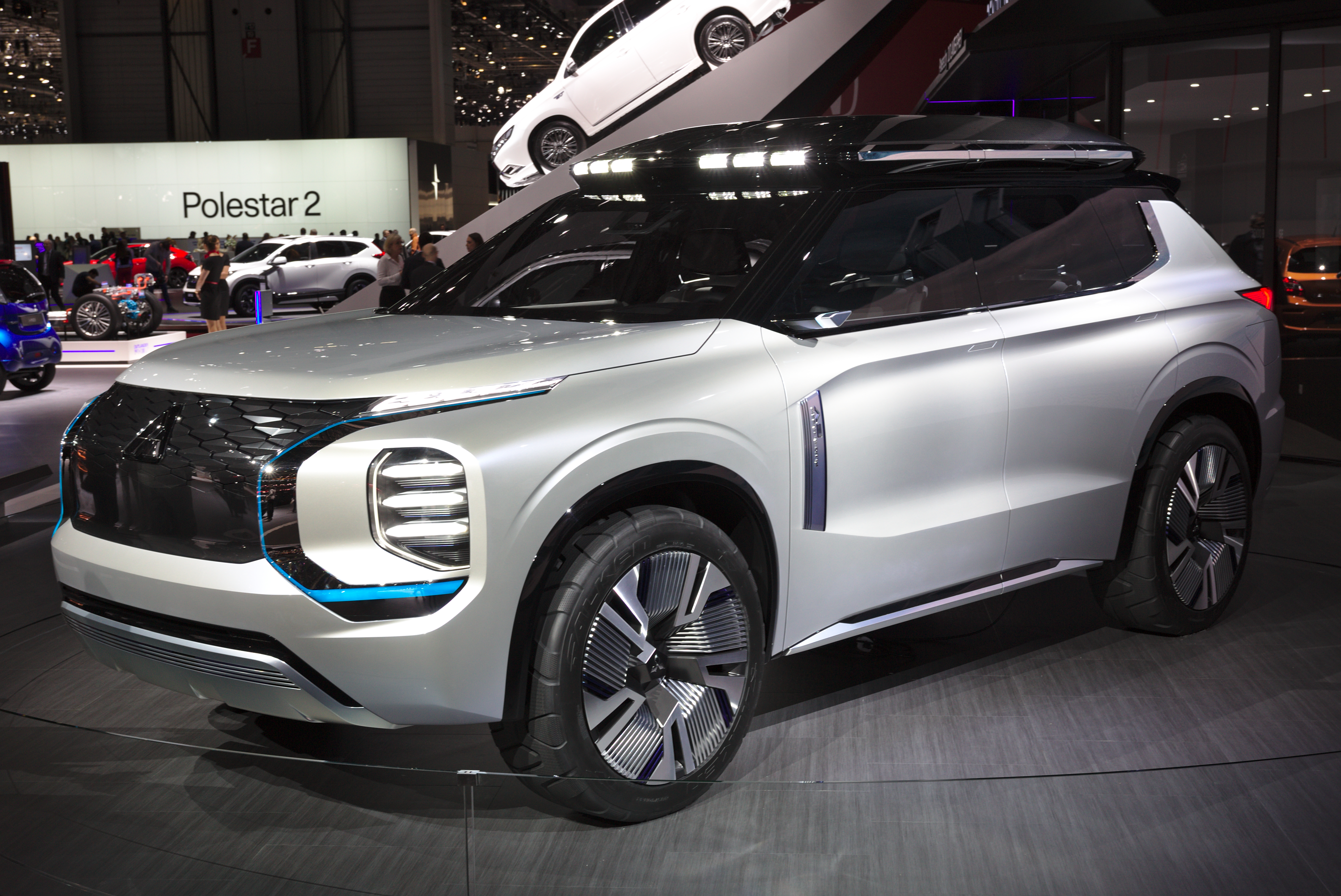
Mitsubishi Engelberg Tourer Concept
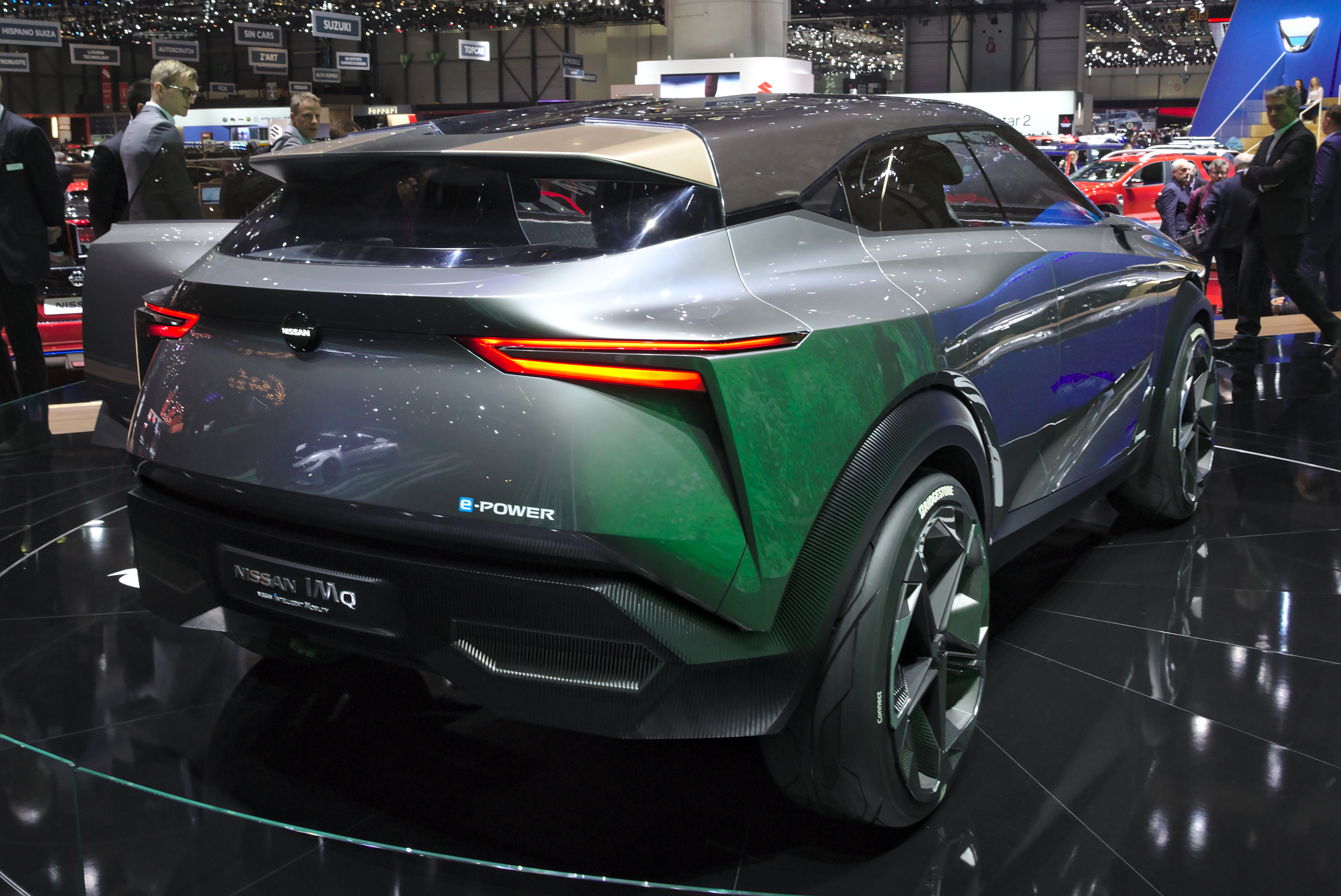
Nissan IMQ
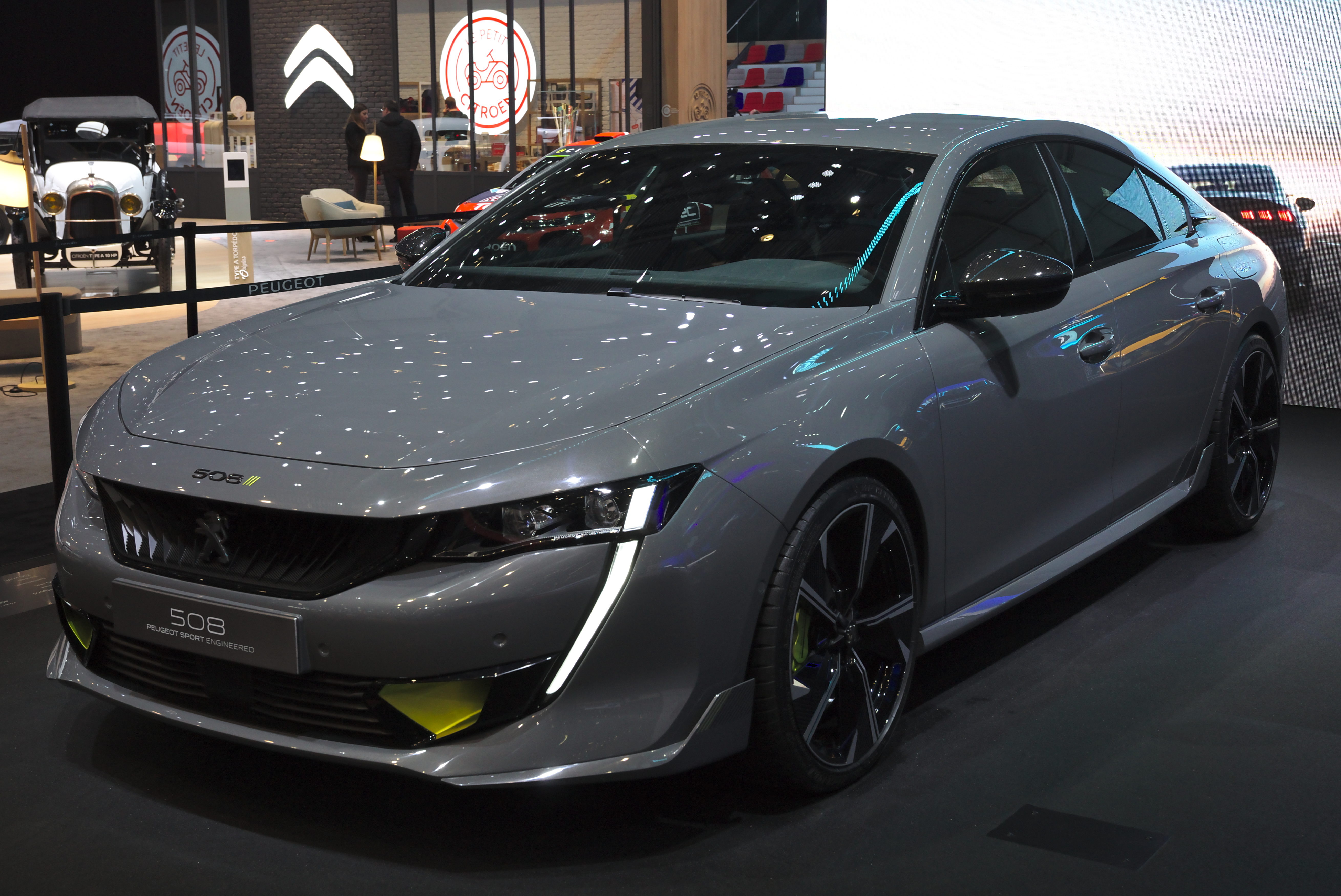
Peugeot 508 Sport Engineered Concept
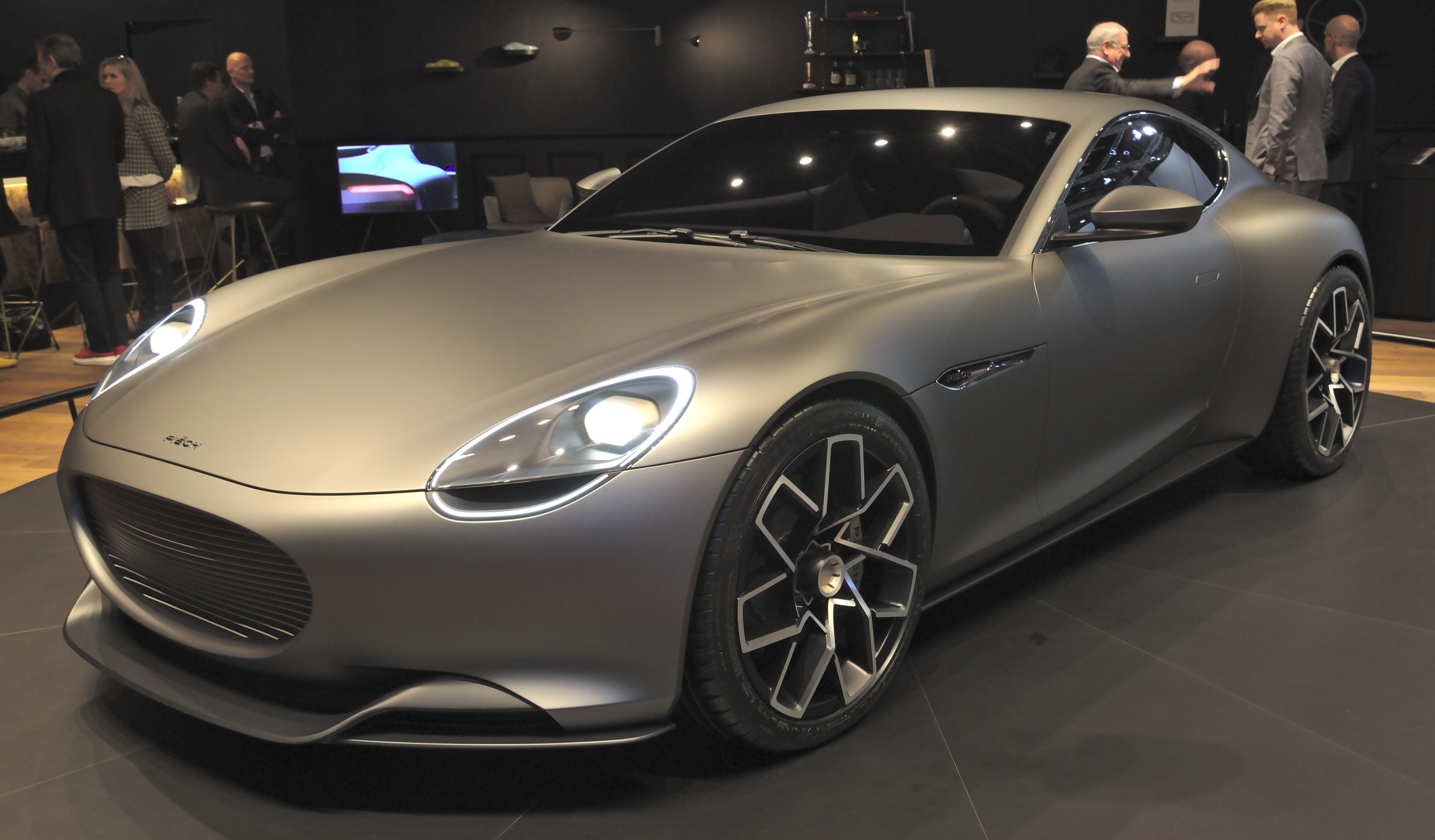
Piëch Mark Zero
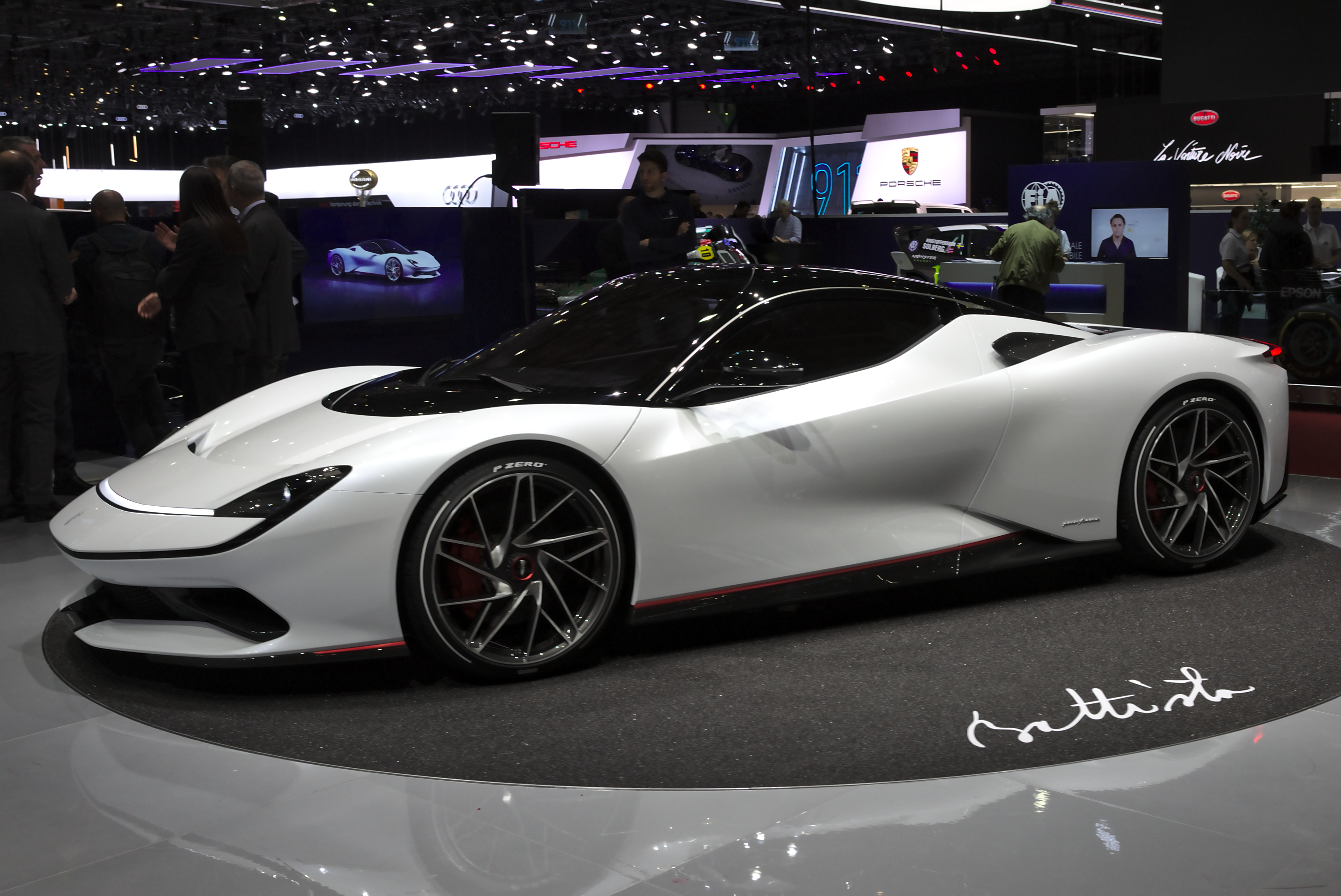
Pininfarina Battista
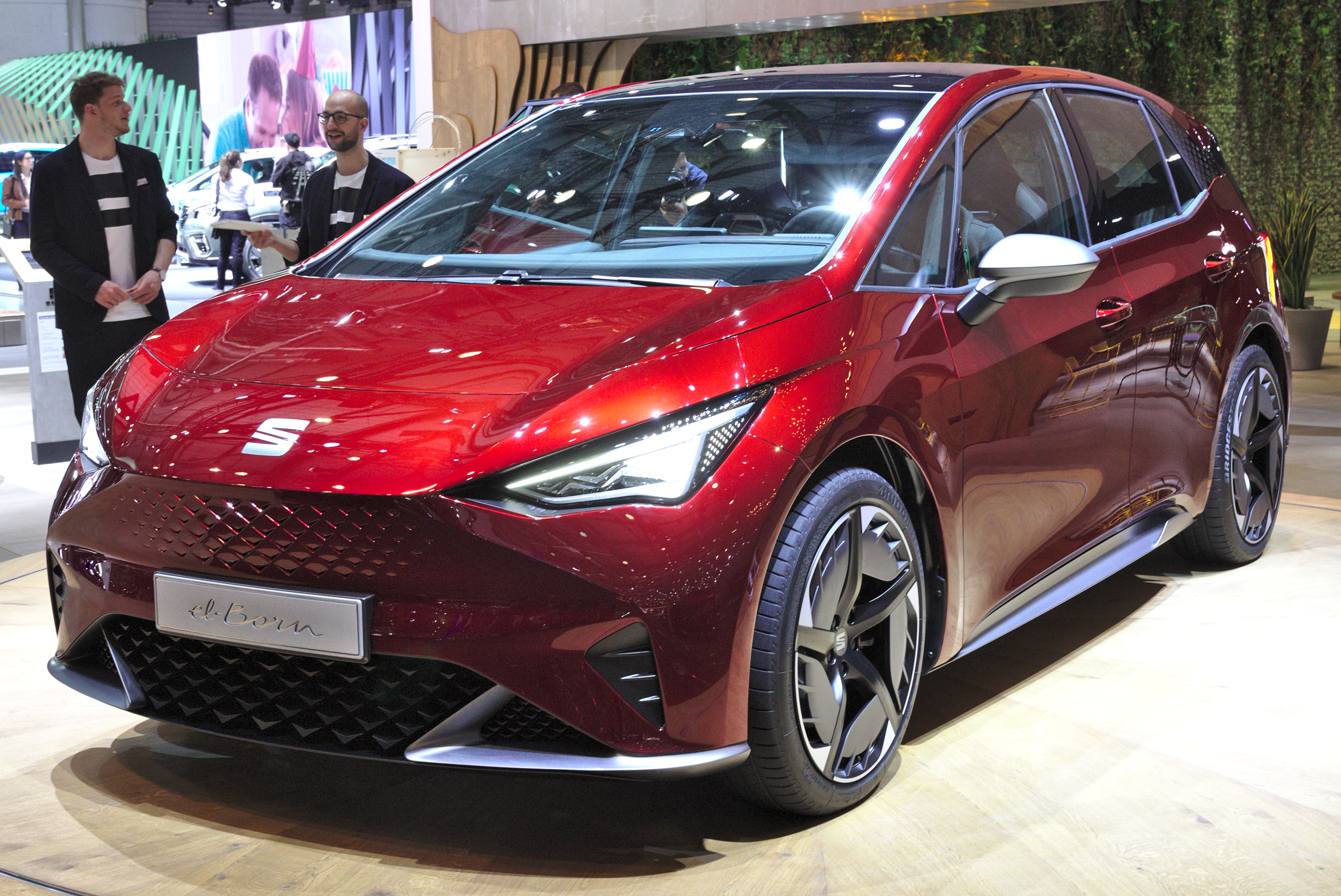
Seat El Born Concept
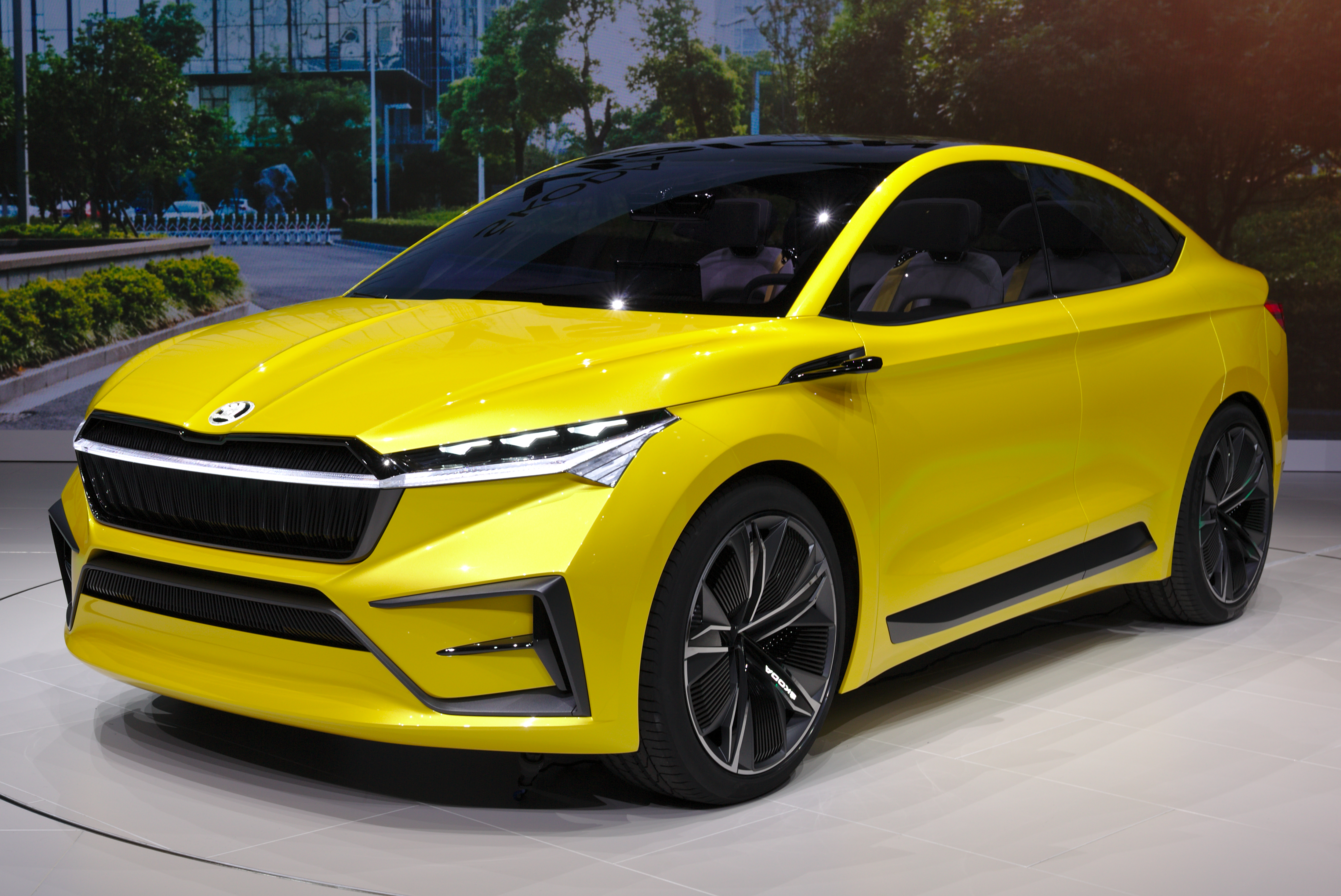
Škoda Vision iV concept
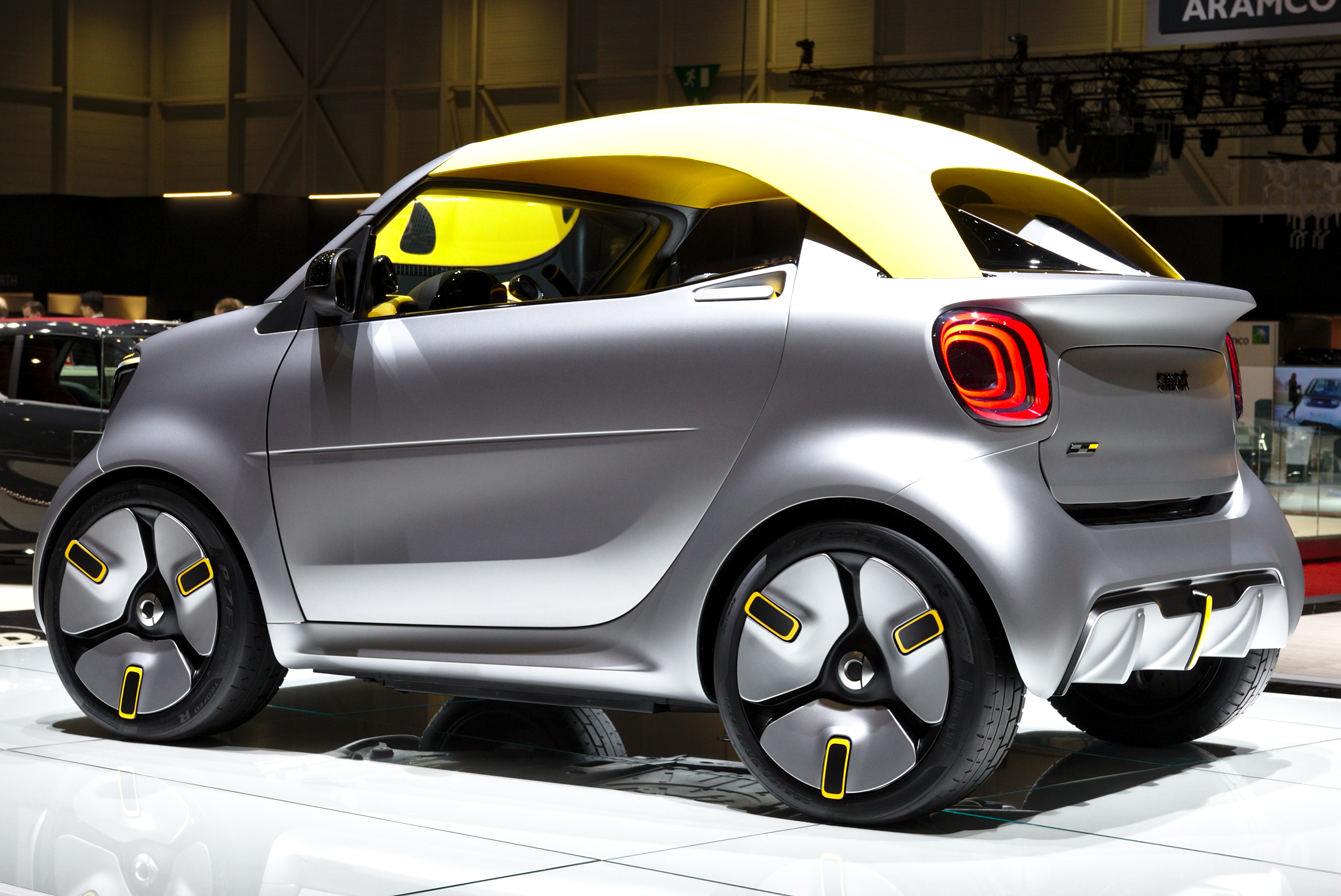
Smart Forease+
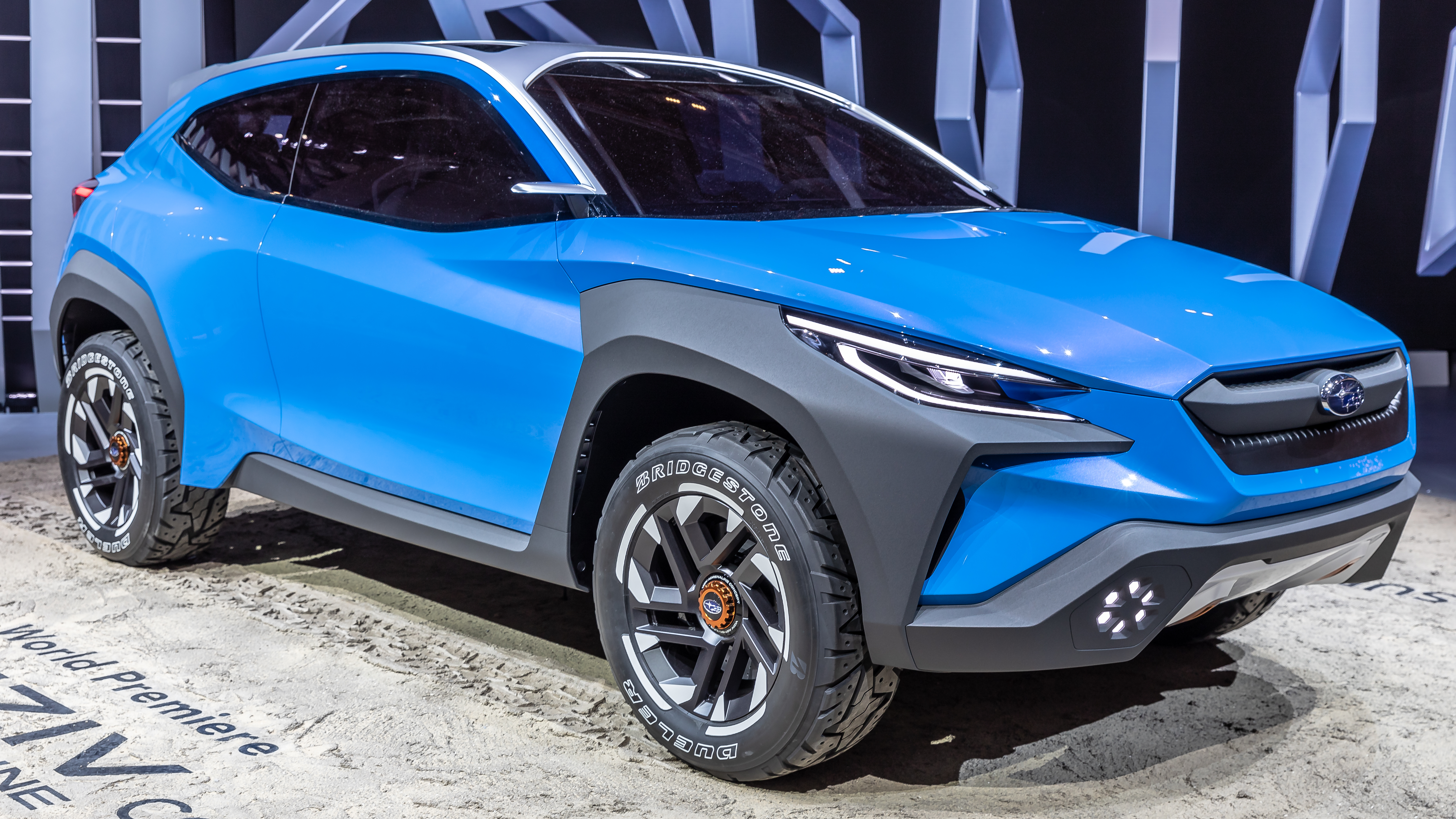
Subaru Viziv Adrenaline
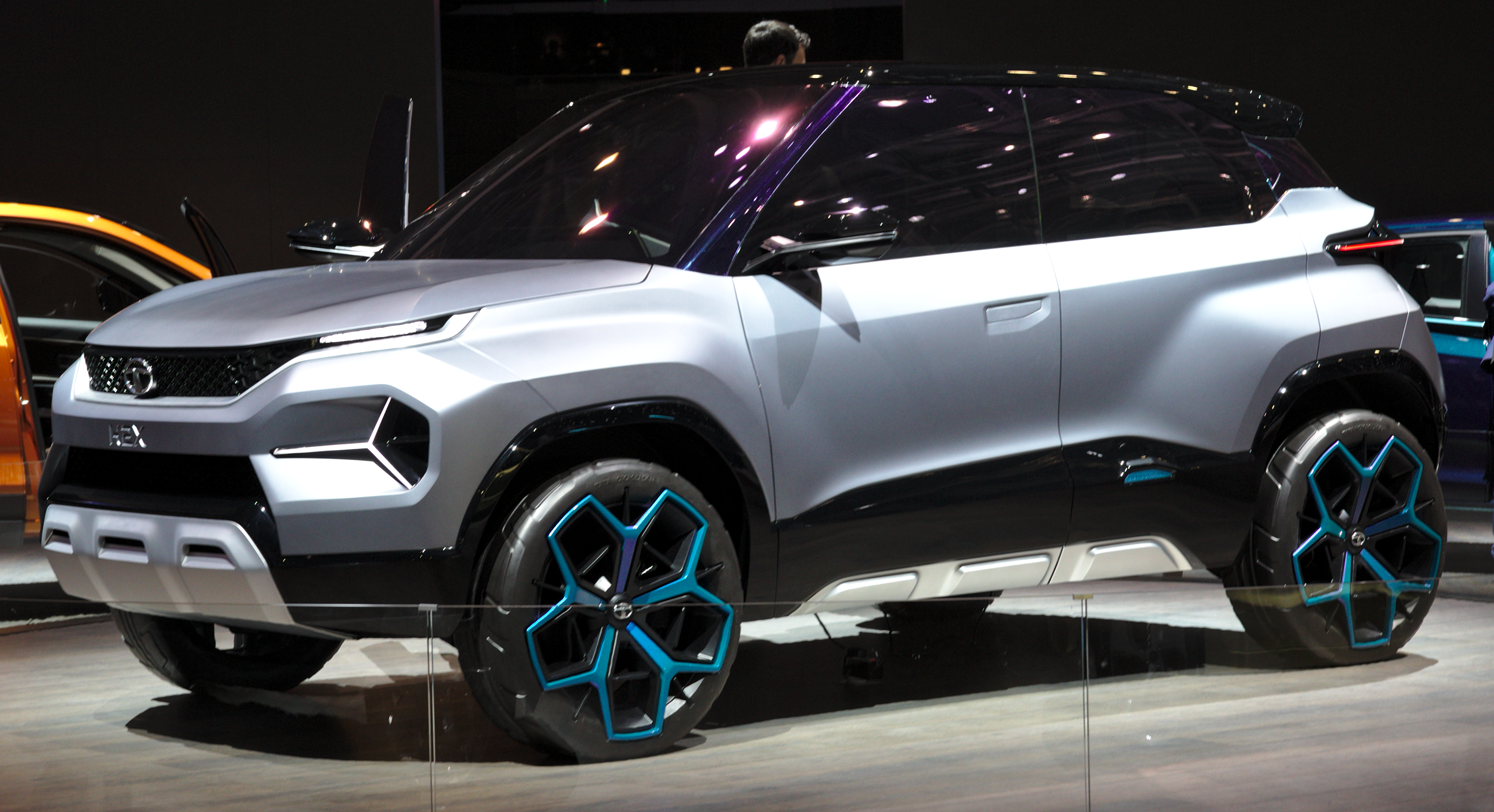
Tata H2X Concept
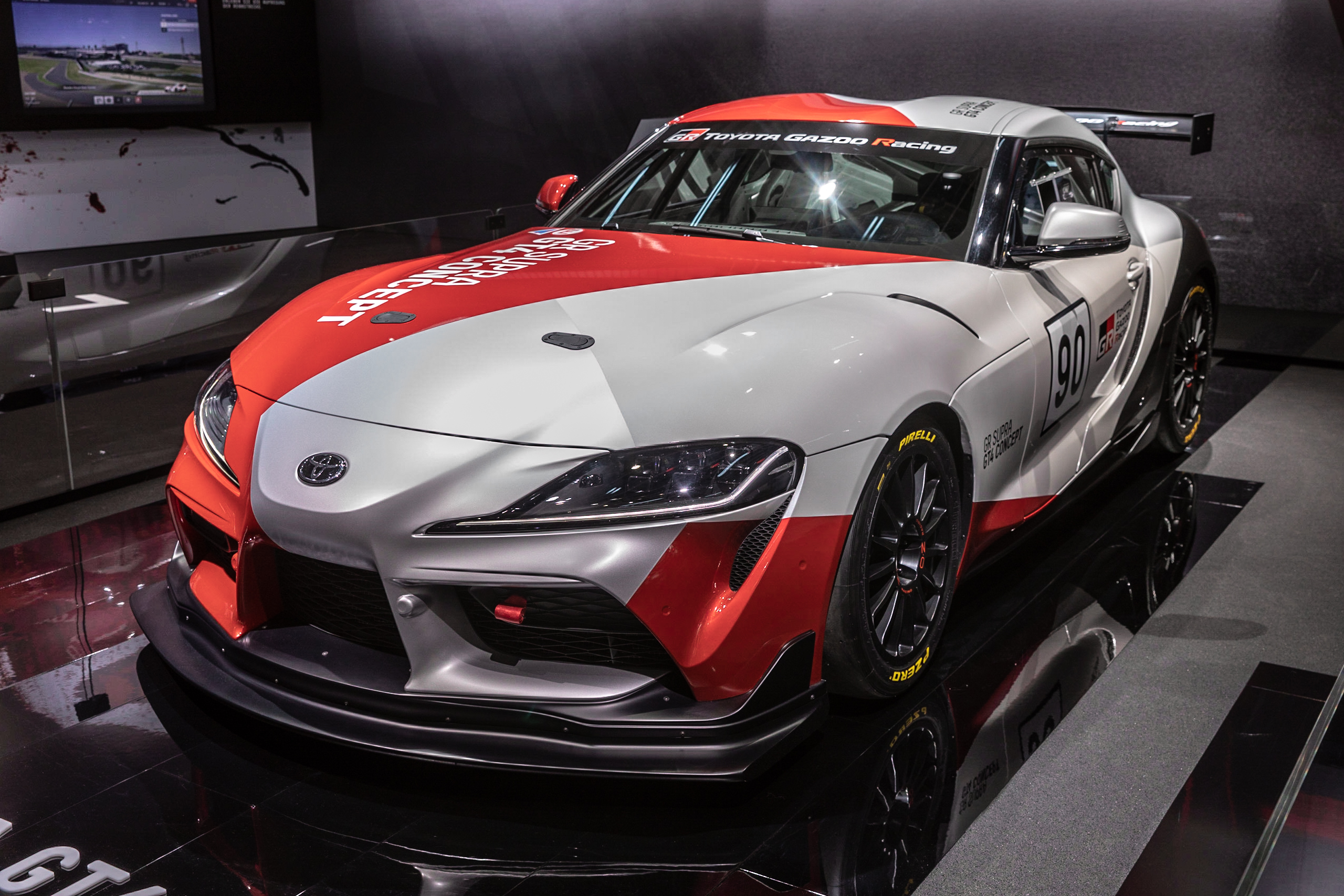
Toyota Supra GT4 Concept
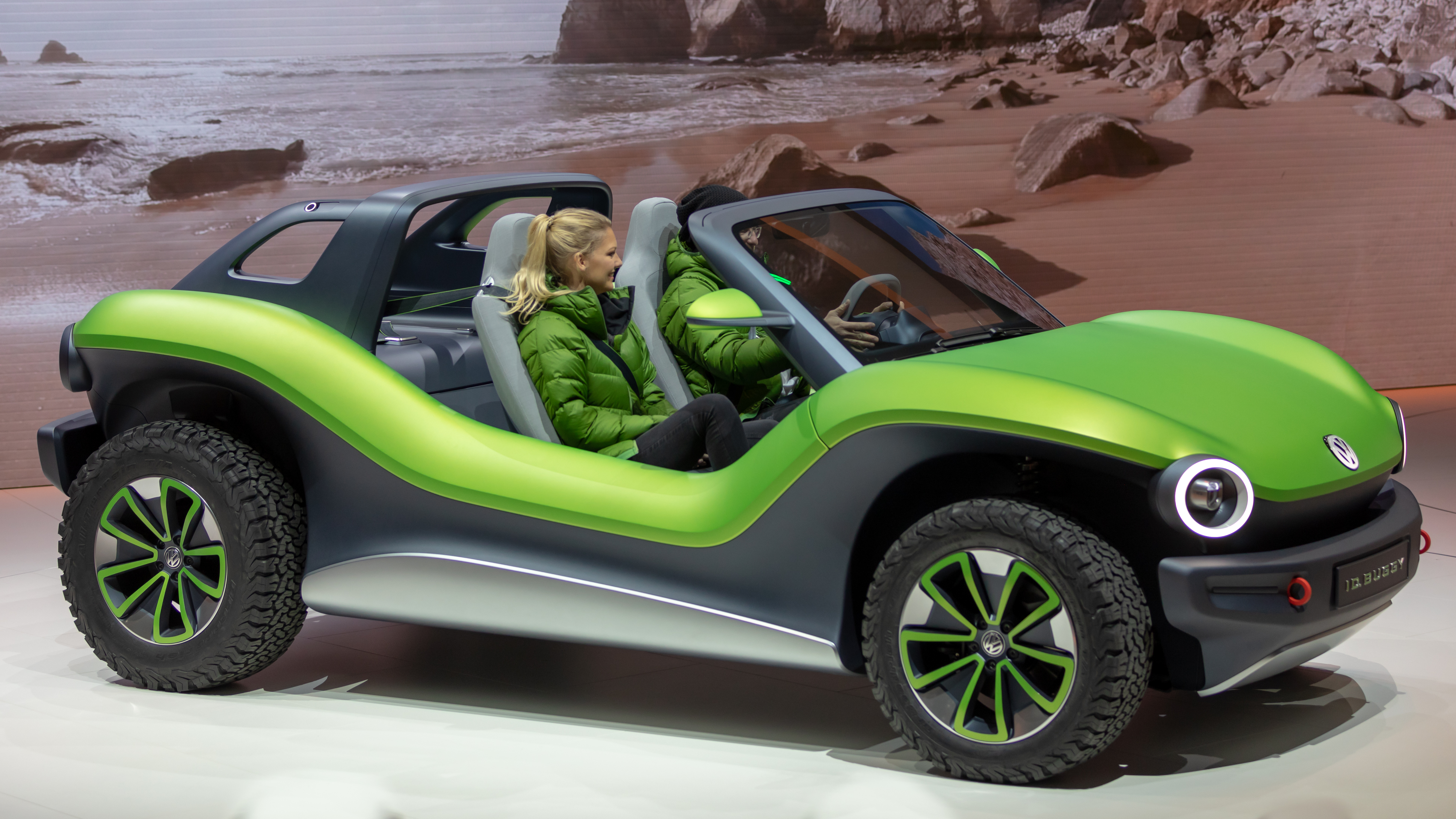
Volkswagen I.D. Buggy

### Exposants
93 exposants (dont 27 nouveaux) de 24 pays sont présents pour la catégorie des « voitures particulières et châssis complets de voitures particulières à 3 ou 4 roues et plus, voitures électriques et à propulsion alternative ».
| - Abt Sportsline - Aiways - Alfa Romeo - Mercedes-AMG - Applus+ IDIADA - Arcfox - Aston Martin - Audi - Audi Sport - Automobili Pininfarina - Bentley - BMW - BMW Alpina - Bugatti - The Chelsea Truck Company - Citroën - Dacia - David Brown Automotive (en) - Devinci - Dizaynvip Otomotiv - Dodge - DR - e.GO - Eadon Green - E'mobile - energie360° - Engler - Ertex - Ferrari - Fiat - Fornasari (en) | - Gaznat SA - GFG Progetti (de) - Ginetta - Hispano-Suiza - Honda - Isuzu - Italdesign - Jeep - Kia - Klassen Car Design Technology - Koenigsegg - Kyburz - Lamborghini - Lexus - Luxaria Technology - Manifattura Automobili Torino - Mansory - Maserati - Mazda - Mclaren - Mercedes-Benz - Mitsubishi - Mole automobiles - Morgan - Motorworld - NAMI (automotive institute) (en) - Nissan - Nobe - Okçu Individual Automotive Consepts - Pagani - Pal-V | - Peugeot - Pininfarina - Polestar - Porsche - Puritalia - Quadro Technologie - RCH (cars) (en) - Renault - Rimac Automobili - Rinspeed - Rolls-Royce - Ruf - Sbarro - Seat - Share2Drive - Sin Cars - Škoda - Smart - SsangYong - Startech - Subaru - Suzuki - Tata - Sahli & Frei AG - Topcar Design - Carrozzeria Touring - Toyota - Twisted - Volkswagen - Z'ART - Zenvo |